# Histoire de l'Occitanie
Sous la domination romaine tardive (après 355 EC), l'Occitanie était connue comme le diocèse des Sept Provinces. L'Occitanie a été souvent politiquement unie pendant le haut Moyen Âge, lors du royaume wisigoth et sous plusieurs souverains mérovingiens ou carolingiens. À la division de l' Empire franc (IXe siècle), l'Occitanie fut divisée en différents comtés, duchés, royaumes, évêchés et diocèses, ainsi qu'en communes fortifiées autonomes. Depuis lors, le pays n'a jamais été politiquement uni à nouveau. Du IXe au XIIIe siècle, l'Occitanie a subi un enchevêtrement de différentes allégeances envers des souverains nominaux. Plusieurs tentatives d'unification politique ont eu lieu, surtout entre le XIe et le XIIIe siècle. L'Occitanie est restée unie par une culture commune qui se jouait des frontières politiques, en perpétuels mouvements. Depuis le Moyen Âge, l'Occitanie a une certaine conscience de son unité comme le montre l'important développement de la littérature de langue occitane aux XIIe et XIIIe siècles. La littérature occitane était glorieuse et prospère, les troubadours ont inventé l'amour courtois (fin'amor). La langue d'Oc était utilisée dans tous les milieux cultivés européens[réf. nécessaire]. Mais principalement entre les XIIIe et XVIIe siècles, les rois de France ont conquis progressivement l'Occitanie, parfois par la guerre et l'extermination de la population,[source insuffisante], parfois en usant d'intrigues politiques subtiles. En 1789, les comités révolutionnaires ont essayé de rétablir l'autonomie des régions du "Midi" et ils ont utilisé la langue occitane pour propager les idées de la Révolution. Mais ils seront neutralisés lors de la prise du pouvoir par les montagnards en 1793, partisans de la Terreur et de la centralisation. Depuis le XIXe siècle, plusieurs mouvements régionalistes ont essayé d'améliorer l'utilisation sociale de l'occitan et d'obtenir la reconnaissance publique de la culture occitane; mais aussi différentes approches pour obtenir plus de pouvoirs au niveau local ont été tentées. Le XIXe siècle a connu une forte reprise de la littérature occitane et l'écrivain Frédéric Mistral a reçu le prix Nobel de littérature en 1904. Le XXe siècle a vu la naissance tardive du nationalisme occitan.

## Préambule
Cette page porte sur l'histoire de l’Occitanie, telle que définie par l'aire culturelle et linguistique où l’occitan est parlé encore aujourd'hui,,. Toutefois, la mention de régions qui ne sont plus considérées comme occitanes peuvent apparaître pour traiter de certains aspects historiques et anthropologiques liés à l'Occitanie.
La langue occitane tire essentiellement son origine du latin apporté par les Romains et modifié par la persistance des substrats de populations autochtones pour devenir le bas-latin. Ce dernier connut ultérieurement une influence plus ou moins marquée des apports germaniques, en particulier wisigothiques, puis à nouveau une romanisation due à l'influence latiniste de clercs érudits. L'occitan est une langue romane autonome depuis le Xe siècle.
La délimitation géographique de l'occitan la plus couramment acceptée, a été précisée entre 1876 – début des recherches sur les frontières linguistiques – et le XXe siècle. L'Occitanie couvre en gros un tiers sud de la France (appelé couramment Midi, incluant Monaco), les Vallées occitanes et Guardia Piemontese, en Italie, ainsi que le Val d'Aran, en Espagne. Les pays catalans en faisaient partie jusqu'à 1934, date où des intellectuels catalans ont proclamé solennellement que le catalan contemporain était une langue distincte de l’occitan.

## Introduction
Située sur un isthme entre la mer Méditerranée et l'océan Atlantique, s'étalant des Alpes aux Pyrénées et au Massif central; l'Occitanie est à la fois un pays ouvert et de passage mais aussi un pays montagnard, véritable conservatoire de groupes humains et de traditions remontant parfois à des temps préhistoriques et protohistoriques pré-indo-européens. L'espace occitan a souvent été en opposition avec l'espace français (France du nord),, du fait d'un peuplement différent ou de conditions politiques contraires. Sans avoir jamais bénéficié d'aucune structure d'État souverain, ce pays présente des caractéristiques sociales propres donnant une orientation particulière aux mouvements historiques qui le traversent,,,. Son histoire est celle d’une frange septentrionale de l’Europe du Sud qui au fur et à mesure du renforcement de l'État français s'est trouvée liée à un centre d’Europe du Nord. L'histoire occitane est jalonnée de révoltes et de rébellions contre les pouvoirs dominants,; parmi lesquels on peut citer la révolution bourgeoise de Toulouse en 1189, les révoltes de Bernard Délicieux contre l'Inquisition, celles des Tuchins et des Croquants, la République de l'Ormée à Bordeaux, les guerres des camisards et des Demoiselles, les insurrections fédéralistes, la résistance républicaine au coup d'État de Louis Napoléon Bonaparte, les Communes insurrectionnelles de Limoges, Marseille, Narbonne, Toulouse; la révolte des vignerons de 1907, le soulèvement du Larzac.

## Préhistoire

### Paléolithique supérieur

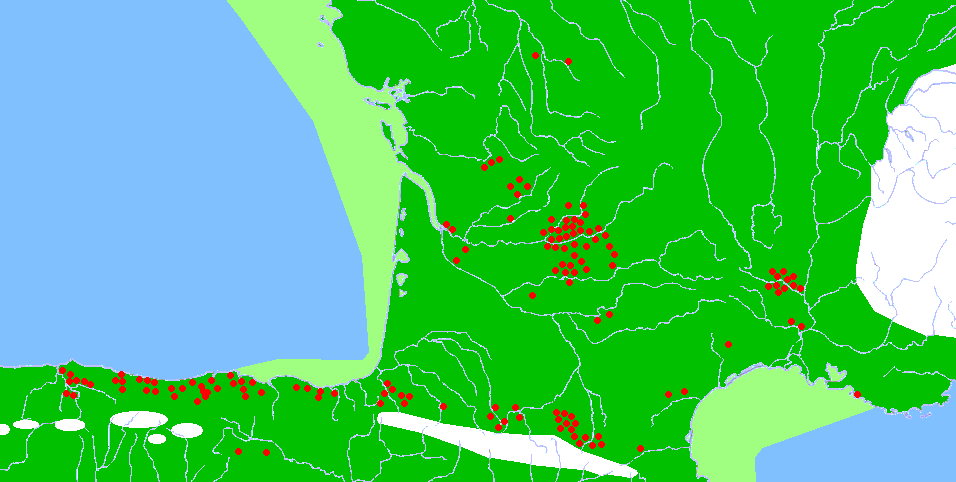
Carte de la région franco-cantabrique, montrant les principaux sites d'art pariétal du Paléolithique supérieur européen.

La région franco-cantabrique a connu successivement le Châtelperronien, l'Aurignacien, le Gravettien, le Solutréen, le Magdalénien, et l'Azilien et les cultures géométriques du post-Azilien.

#### Châtelperronien
(-36 000 -28 000 av. J.-C.)
Carte d'extension du Châtelperronien

#### Aurignacien

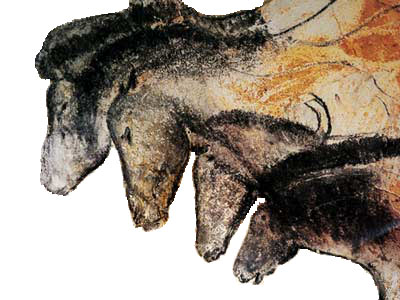
Chevaux peints dans la grotte Chauvet.

(-36 000 -27 000 av. J.-C.) Carte d'extension de l'Aurignacien

#### Gravettien

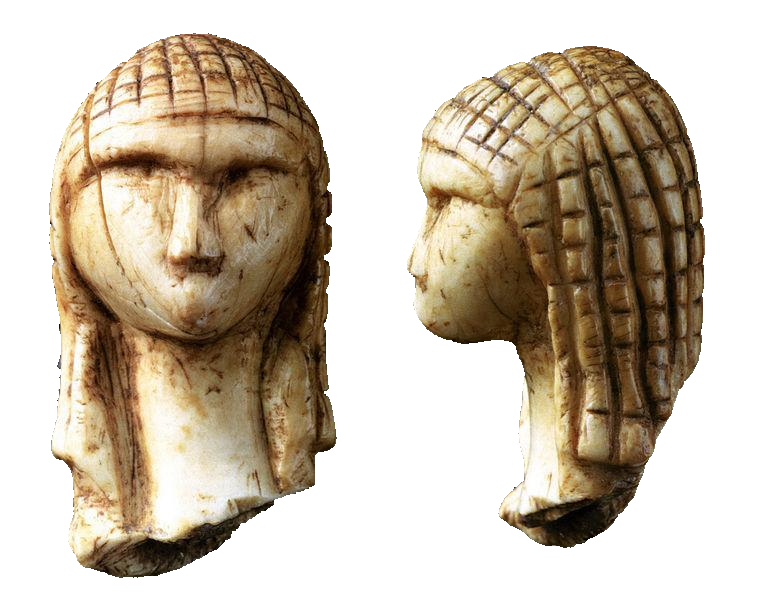
La Dame de Brassempouy constitue l’une des plus anciennes représentations de visage humain.

(-27 000 -20 000 av. J.-C.) Carte d'extension du Gravettien

#### Solutréen

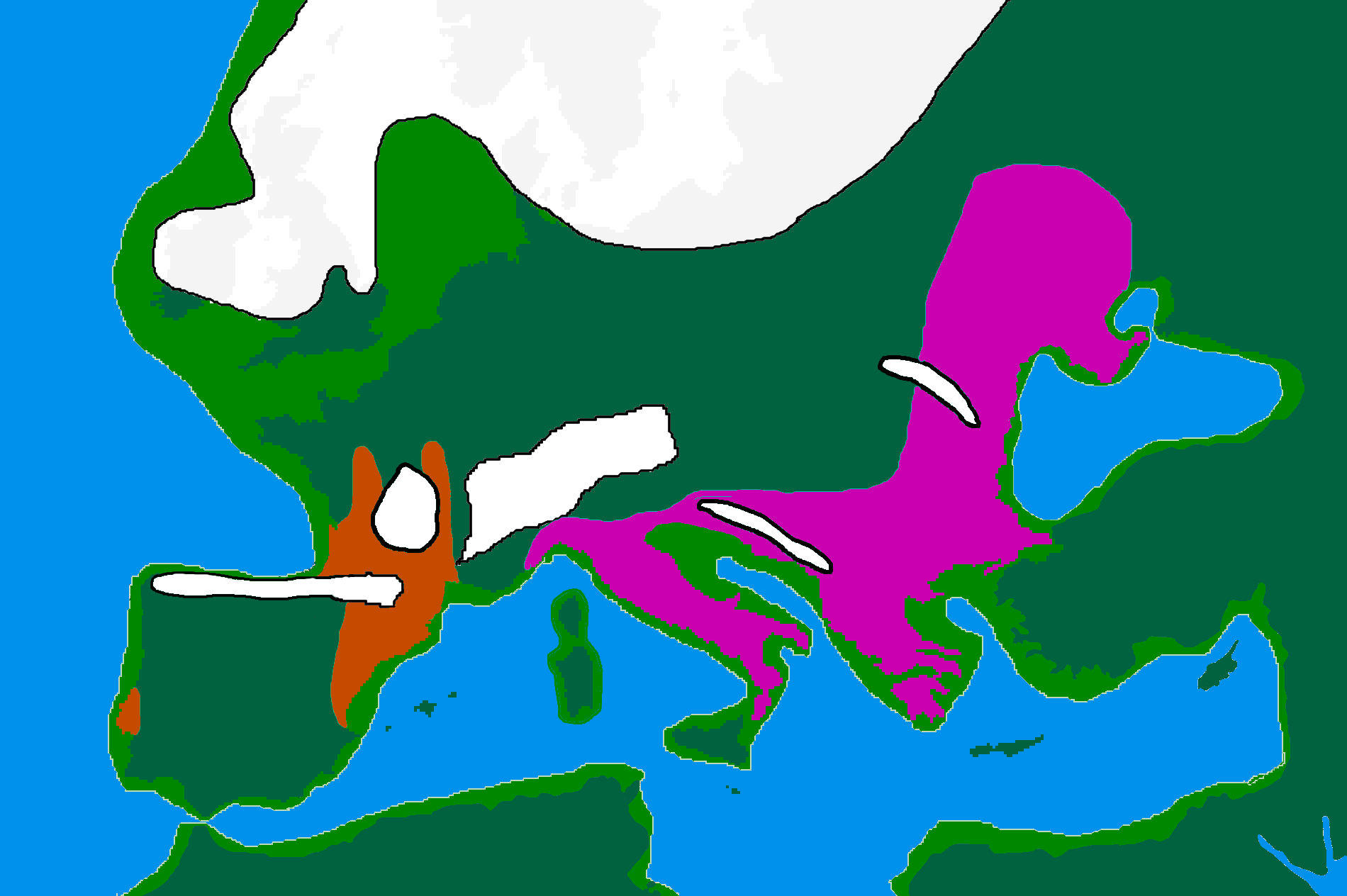
Refuges européens de la dernière grande glaciation (LGM), environ 20000 ans avant le présent.
Cultures du Solutréen et du Proto-Solutréen
Culture de l'Épigravettien

(-20 000 -15 000 av. J.-C.) Carte d'extension du Solutréen
(-17 000 -15 000 av. J.-C.)

#### Magdalénien

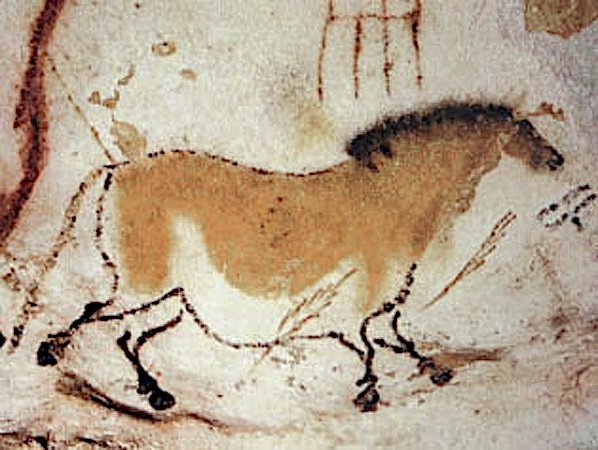
Cheval représenté dans la grotte de Lascaux.

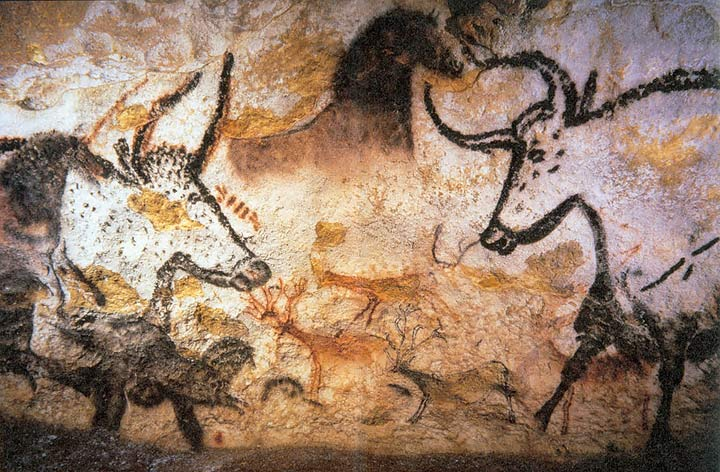
Aurochs représentés dans la grotte de Lascaux.

(-15 000 -8 000 av. J.-C.) Carte d'extension du Magdalénien

## Protohistoire

### Populations asianiques
Les Asianiques sont des peuples antiques originaires de l'Asie antérieure qui n'étaient ni des populations sémites ni indo-européennes. Ils ont apporté avec eux les techniques de l’agriculture, de l’élevage et de la céramique. Ces populations semblent avoir constitué le fond permanent de peuplement de l'Occitanie. En 2500 av. J.-C., la population de la future Occitanie est déjà très dense, estimée à environ 3 millions d'individus.[Passage problématique]

Expansion de la branche méditerranéenne au néolithique (en bleu) et influence sur les cultures indigènes (en noir).
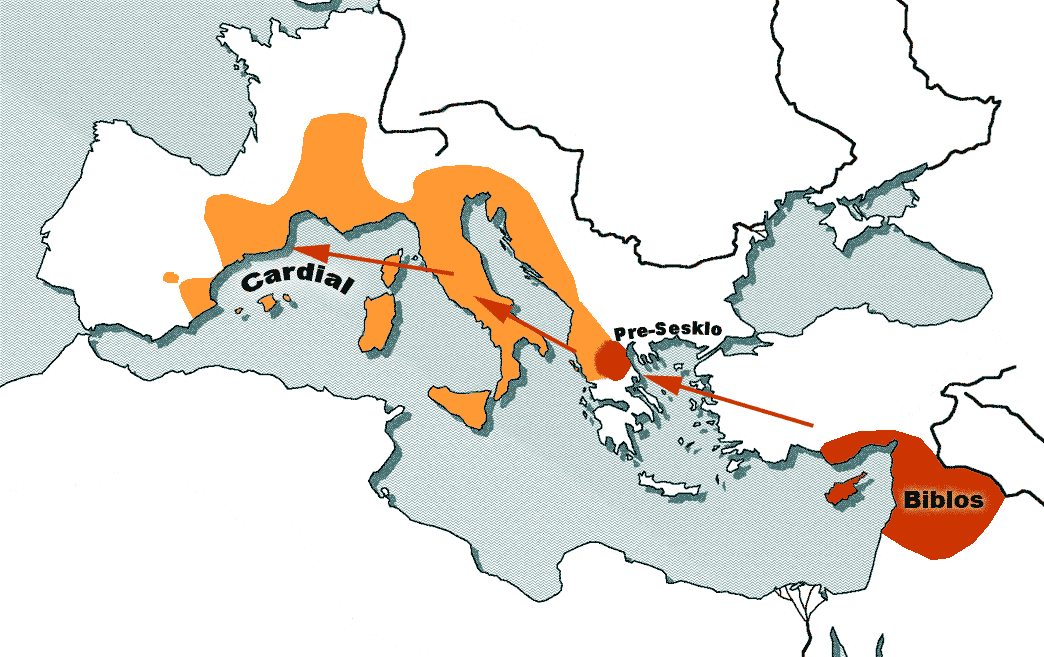
Origines et progression de la civilisation cardiale. Date : VIe millénaire av. J.-C. et Ve millénaire av. J.-C.

#### Les Cardiaux
Les Cardiaux ont peuplé les côtes méditerranéennes et atlantiques.

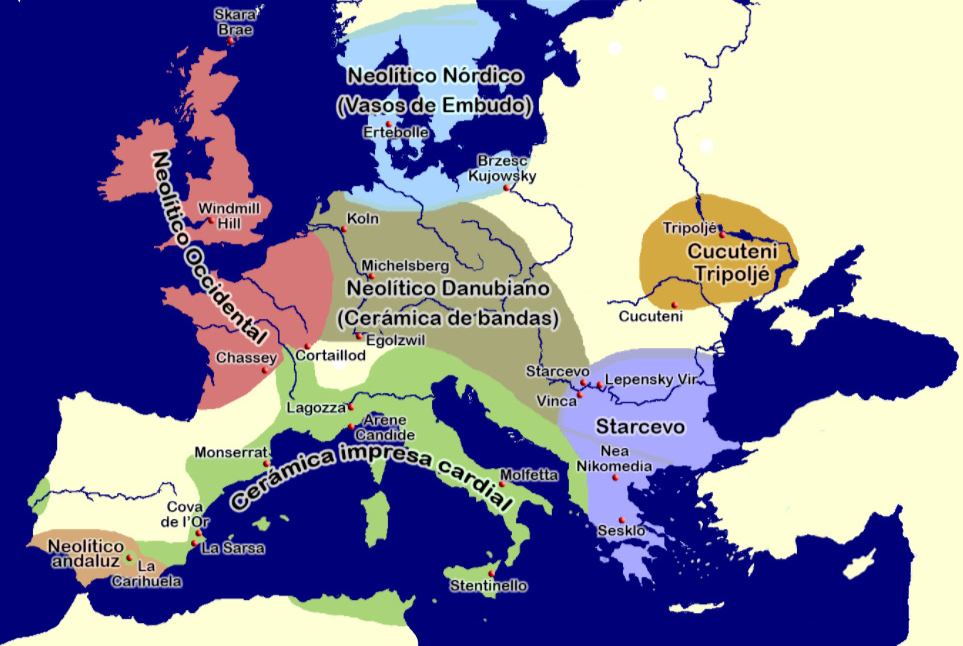
Peuplement néolithique au Ve millénaire av. J.-C.
Peuples au néolithique moyen (4500-4000 av. J.-C.).
Peuples au néolithique tardif (4200-3500 av. J.-C.).
Extension du mégalithisme (en rouge).

##### Les Cardiaux franco-ibériques
- Les Thénaciens sont un sous-groupe de cardiaux franco-ibériques: lorsque des tribus de chasseurs-collecteurs mésolithiques de la région entre le Massif central et les Pyrénées (les Tardenoissiens et les Castelnoviens) ont été en contact avec les Cardiaux, ils ont créé la civilisation péri-cardiale de Roucadour. Puis ils ont été influencés et acculturés par les Cardiaux Montbolo venant du sud. Ils ont reculé dans le nord de l’Aquitaine devant les Mégalithiques ainsi que devant les Chasséens occidentaux de Bougon-Luxé.
  - Les Artenaciens descendent de Thénaciens mêlés de Chasséens du Quercy, ils vont repousser les Indo-européens de « Charente-Isle-Dordogne » et « Seine-Oise-Marne ». Puis les Indo-Européens celtes venus de la région actuelle de Hollande vont descendre vers le sud et les soumettre partiellement[réf. nécessaire].
    - Les Aquitains sont considérés comme les descendants directs des Artenaciens non celtisés.
- Les Chasséens sont des cardiaux franco-ibériques de Provence qui sont unis vers 3800 av. J.-C. pour fonder la civilisation de Chassey.
  - Fuyant les invasions indo-européennes, les bourguignons de Marcilly (chasséens mêlés de rubannés de Rössen) se dirigent vers le sud pour s'intégrer aux Chasséens méridionaux.
    - Les Ligures sont les descendants des Chasséens méridionaux mêlés de Mégalithiques.
- Peuples mégalithiques: les mégalithiques sont des peuples cardiaux venus des côtes atlantiques.

### Naissance de peuples autochtones ibères
La fixité des populations d'origines préhistoriques et néolithiques constituent toujours aujourd'hui la base du peuplement de la région ibéro-occitane. De ces populations d'origines naitront des peuples indigènes. On trouve en Europe, un premier groupe de peuples préceltiques généralement appelés Ibères regroupant les Cynésiens, les Turdétans, les Mastianis, les peuples de la civilisation ibérique (Ibères, au sens strict), les Vascons, les Aquitains, les Ibéroligures et les Ligures. Les Ibères étaient les premiers peuples de la péninsule Ibérique et de la région de l'isthme occitan. Après les migrations des peuples celtes, on trouvera dans la région des populations métissées tels que les Celtibères et des Celto-ligures.

#### Les Ibères, au sens strict

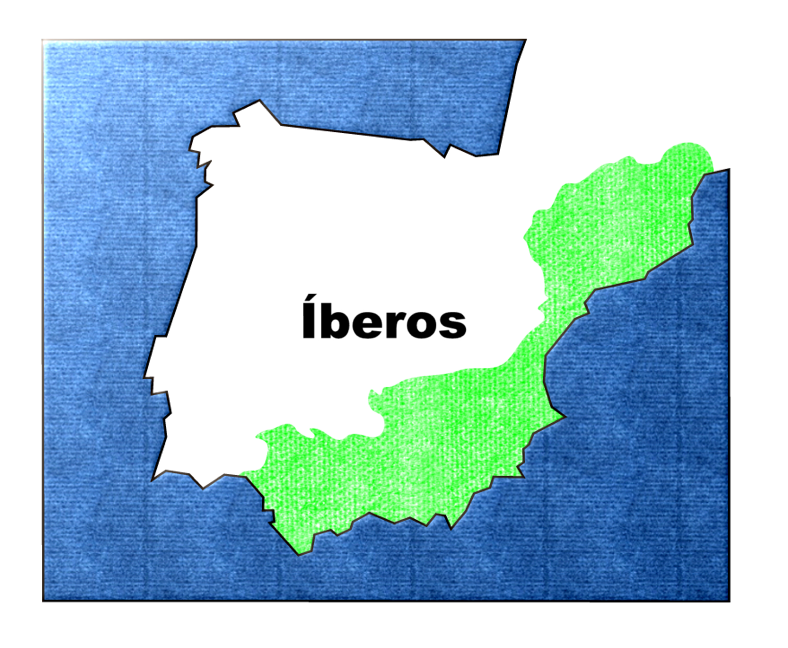
Aire de la civilisation ibérique.

La civilisation ibérique est originaire du sud de la péninsule. Elle s’étendit vers la Catalogne et la côte méditerranéenne occitane (la future Septimanie), en une expansion rapide comme l’avait été son apparition. Les Ibères sont un groupe de peuples qui selon les sources classiques (Hécatée de Milet, Hérodote, Strabon, Avienus, etc.) sont identifiés sur la côte orientale de la péninsule Ibérique : Elisyces, Sordons, Cerretains, Airénosis, Andosins, Bergistans, Ausétans, Indigets, Castellans, Lacétans, Laiétans, Cossétans, Lergets, Jacétans, Suessétans, Sedétans, Lercavons, Edétans, Contestans, Orétans, Bastétans et Turdétans. Bien que les sources classiques ne soient pas toujours d'accord sur les limites géographiques précises ni sur l'énumération de peuples spécifiques, il semble que la langue soit le critère fondamental qui les identifient comme Ibères. Tandis que les inscriptions de langue ibérique apparaissent largement sur le territoire que les sources classiques ont assigné aux Ibères : la zone côtière qui s'étend du sud du Languedoc-Roussillon à Alicante, qui pénètre dans l'intérieur par la vallée de l'Èbre, dans la vallée de Segura et la haute vallée du Guadalquivir.

#### Les Aquitains

Répartition des peuples aquitains (en noir) au nord des Pyrénées.

Les Aquitains appelés aussi Ibéroaquitains ou Proto-Basques occupaient la zone comprise entre les Pyrénées occidentales, la rive gauche de la Garonne et l'Atlantique. C'était donc l'espace triangulaire formé par l'actuel Pays basque français et la Gascogne. Ils étaient liés linguistiquement et ethniquement aux Vascons de langue proto-basque, originaires du sud des Pyrénées.
Les Aquitains vivaient de l'élevage de brebis, de vaches et de chevaux. Ils pratiquaient l'agriculture depuis le néolithique. Ceux qui habitaient les vallées pyrénéennes pratiquaient la transhumance à travers la péninsule ibérique, ceux de l'intérieur de l'Aquitaine protohistorique vivaient de l'agriculture du blé. On sait qu'ils connaissaient la fabrication du fer et le travail de l'or et de l'argent.
Ils ne formaient pas une unité politique avant l'arrivée des Romains, ce qui facilitera la victoire des Romains, soit par influence ou menace militaire, soit en écrasant les tribus qui résistèrent. Jules César a remarqué qu'ils s'apparentaient plus à des Ibères (de la péninsule ibérique) qu'à des Gaulois.
Les principales tribus étaient :
- Sibuzates
- Oscidates
- Onesii (Luchon).
- Campanii
- Tarbelli (Chalosse), avec un centre à Aquae tarbelliae (Dax).
- Garumni dans le Val d'Aran.
- Bigerriones (Bigorre).
- Vernani
- Tarusates, avec un centre à Tartessium (Tartas).
- Auscii, les plus nombreux et les plus connus, (Landes, Gers, Hautes-Pyrénées et presque toute la Gascogne) avec un centre à Illiberis (Auch.
- Elusates en Armagnac.
- Lactoratenses en Lomagne.
- Sotiates
- Cocosates
- Boii
- Vesates
- Covenae, avec un centre à Lugdunum Convenarum. (Saint-Bertrand-de-Comminges)

#### Les Ligures

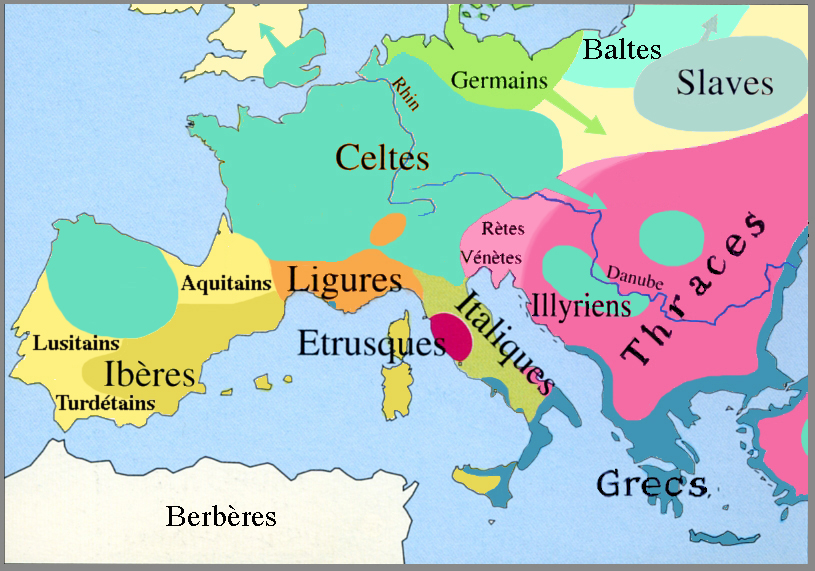
Peuples en Europe à l'époque de l'expansion celtique au Le territoire ligure a déjà largement régressé par rapport à l'époque néolithique.

Les Ligures (en grec Λιγυες, en latin, Ligures < *Liguses) sont un peuple protohistorique d'Europe. D'après Plutarque, ils se nommaient eux-mêmes Ambrōnes, ce qui signifierait « peuple de l'eau ».
Les Ligures sont localisés par les auteurs latins dans le Sud des Alpes françaises et italiennes, ainsi que dans le Nord-Ouest des Apennins. Ils attestent également qu'ils auraient jadis occupé un territoire beaucoup plus grand : en Italie (Piémont, Toscane, Ombrie, Latium) et vers l'ouest (en Provence et dans le Languedoc, voire dans la péninsule Ibérique). Avienus, dans sa traduction en latin d'un vieux récit de voyage, probablement marseillais, qu'on peut dater de la fin du VIe siècle av. J.-C., indique que les Ligures se seraient jadis étendus jusqu'à la mer du Nord, avant d'être repoussés par les Celtes jusqu'aux Alpes. Avienus situe également Agde à la limite du territoire des Ligures et de celui des Ibères.
Leur territoire sera infiltré petit à petit par des Celtes venus du nord. Les échanges économiques ont favorisé une ibérisation de régions du Sud. Des Grecs ioniens se sont installés sur la côte méditerranéenne. Les ligures seront par la suite dominés par des Italiques venus du nord de la péninsule italienne. Puis ils seront définitivement soumis par les Latins romains. Les Ligures, progressivement acculturés par ces différentes populations, disparaitront alors entièrement en tant que peuple.

### Populationsindo-européennes

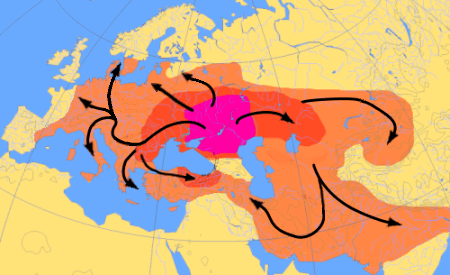
Carte représentant la migration proposée des peuples des indo-européens entre 4000 et 1000 av. J.-C. selon l'hypothèse kourgane.

Les Indo-Européens sont un ensemble de peuples d'Eurasie originaires de la steppe pontique ou d'Anatolie.

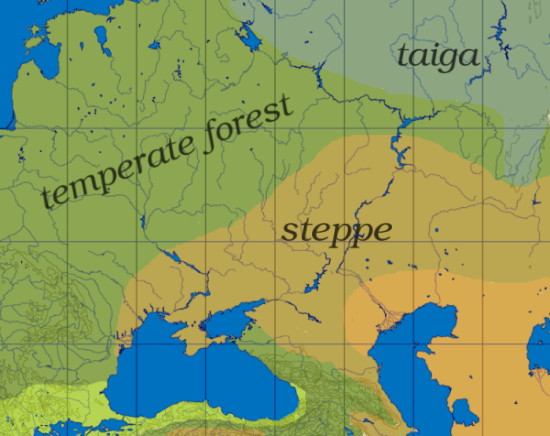
Aire occupée par la steppe pontique.

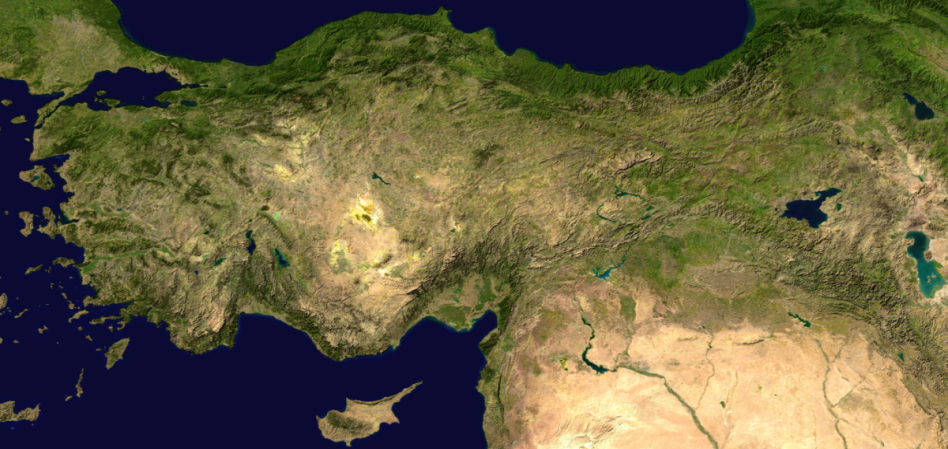
Péninsule anatolienne.

#### Culture campaniforme

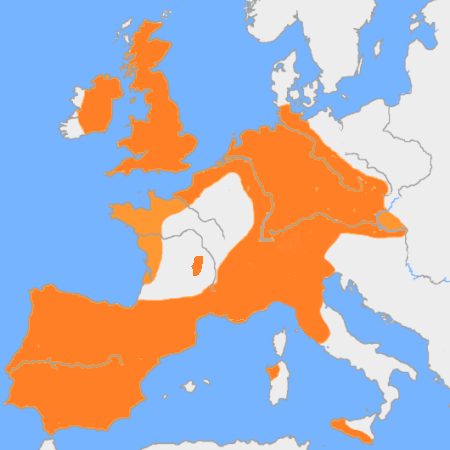
Aire approximative de répartition géographique de la culture campaniforme.

#### Civilisation des champs d'urnes

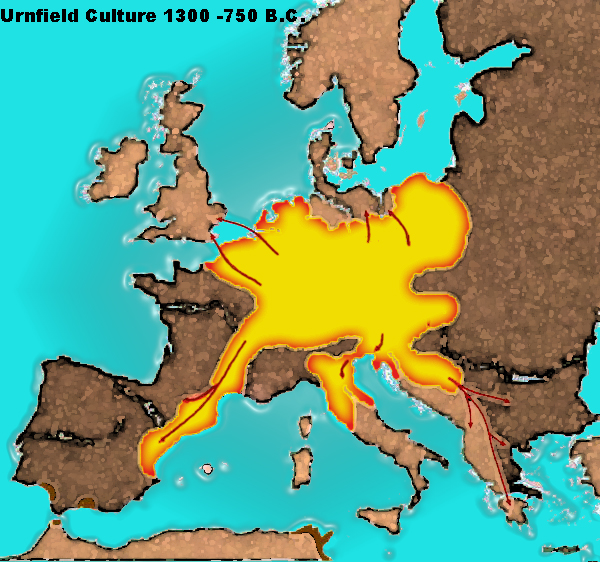
Diffusion des Champs d'urnes.

## Histoire

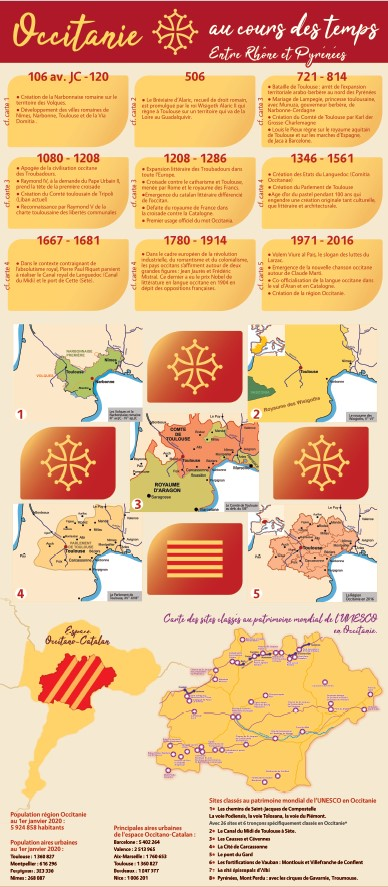
L'Occitanie au cours des temps entre Rhône et Pyrénées

En 2016 apparaît sur la carte de France, entre Rhône et Pyrénées, une nouvelle région du nom de Occitanie.
Sur ce même territoire, et avec quelques variantes, l’appellation “Occitania” ou Occitanie a été utilisée, presque sans interruption, pendant plus de 500 ans, de la fin du XIIIe siècle jusqu'à la fin du XVIIIe siècle, par les rois de France, les Parlements successifs et les états du Languedoc. Au milieu du XIXe siècle, les linguistes, poètes et écrivains s'emploieront à désigner sous cette même appellation, tout l'espace de la langue d'oc ou occitan.
Le nom Occitanie recouvre donc deux réalités aussi légitimes que différentes. Il en est de même pour d’autres territoires tel que l’Europe (Union européenne et Europe de l’Atlantique à l’Oural, Europe du Bosphore au cap Nord…) ou l’Amérique (Du détroit de Béring à la Terre de Feu, les États-Unis…).
La Croix occitane, anciennement Croix du Languedoc, figure sur de nombreux blasons ou logos de régions, villes, organismes et associations des pays occitans, entre Italie et Catalogne.
Ses origines sont incertaines et ses significations diverses, solaires, zodiacales, voire ésotériques.
La Croix occitane, caractérisée par ses douze bulles ou pommettes, apparaît dès la deuxième moitié du XIe siècle sur les blasons des Comtes de Toulouse. Elle sera abondamment reprise depuis ce XIe siècle.
La Croix occitane est aujourd’hui un des emblèmes majeurs des deux acceptions de l’Occitanie. Elle est également l’emblème le plus respecté et le plus familier de la langue et de la culture occitane.

### Antiquité

#### Implantations des civilisations antiques

##### LesGrecs

Le monde grec antique, vers 550 av. J.-C.

Les grecs phocéens s'installent sur les côtes méditerranéennes vers 600 av. J.-C. Ils fondent les comptoirs de Marseille, Nice, Antibes, Agde, Béziers et Emporion (Empúries, en Catalogne), sans chercher à s'implanter dans l'arrière-pays. Ils amènent avec eux une brillante civilisation commerciale et urbaine et n'essaieront pas de soumettre les populations indigènes.

##### LesCeltes
- Cœur de la civilisation de Hallstatt avant 500 av. J.-C.
- Expansion celtique maximum au IIIe siècle av. J.-C.

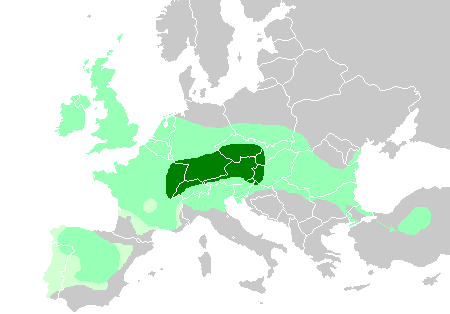
Expansion celtique :
Cœur de la civilisation de Hallstatt avant 500 av. J.-C.
Expansion celtique maximum au

Vers 400 av. J.-C. les Gaulois, une aristocratie guerrière, envahissent et occupent quasiment toute la Gaule transalpine. Ils deviennent les maîtres incontestés du pays, tout en respectant les mœurs et la langue des autochtones. L’Aquitaine antique (Gascogne) a reçu des Protoceltes de civilisation hallstatienne, mais les Celtes de la civilisation de La Tène ne se sont installés que sur les marges de la zone occupée par les Aquitains (Agen, Bordeaux, rives nord de la Garonne). L'occupation gauloise durera au plus trois siècles dans certaines régions, jusqu'à l'arrivée des Romains. Les Romains ont appelés indistinctement gaulois des peuples d'ethnie celte et des peuples réputés celtes tels que les populations métissées Celtibères et Celto-ligures.
Les Arvernes
Les Salyens
Les Volques

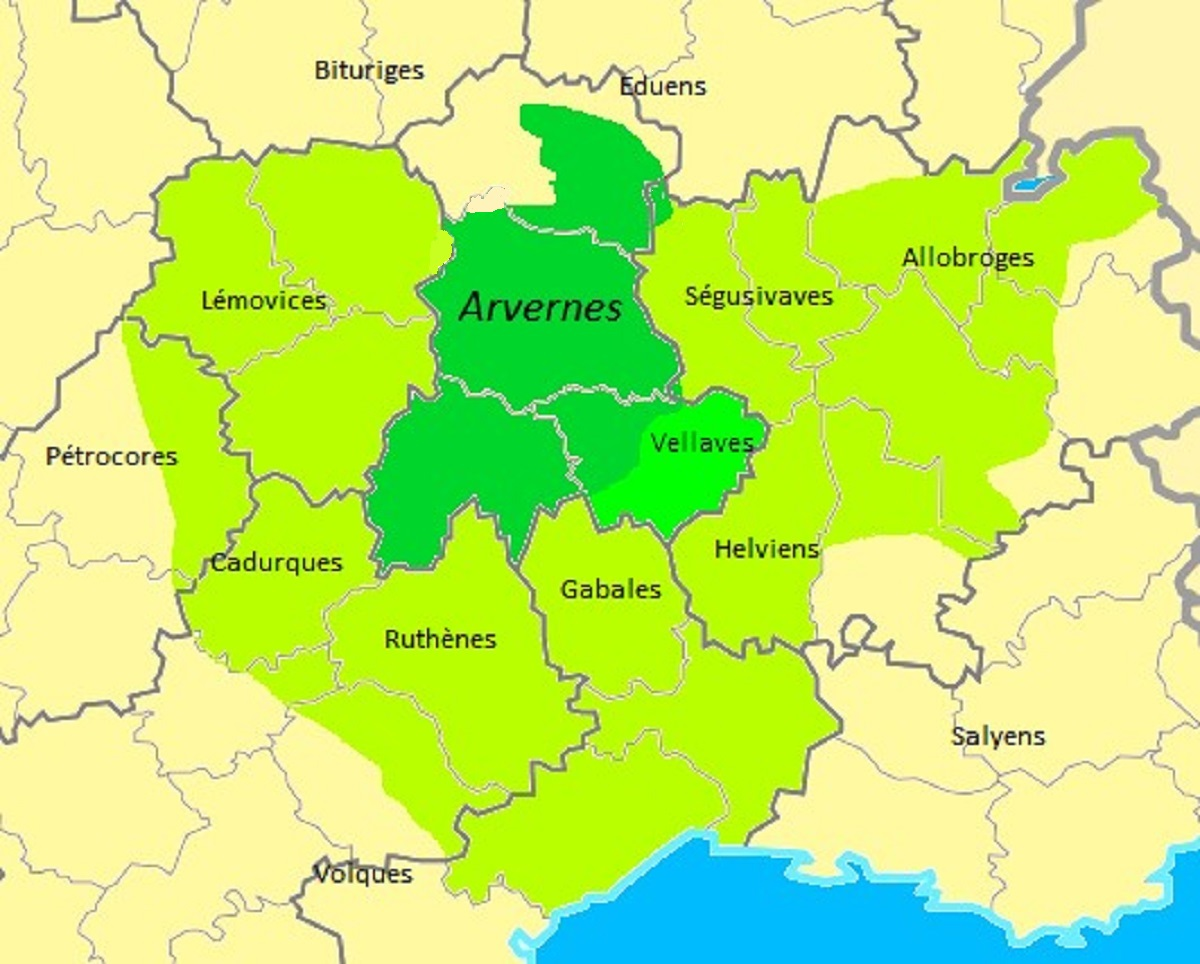
Hégémonie des Arvernes du Massif central à la Méditerranée au

La confédération éduenne, alliée des romains et ennemi des Arvernes.

Tribus celto-ligures et celto-ibériques de Provence.

Localisation et migrations des Volques en Europe.

Les Volques ou Volcae ou Volces sont des populations de culture celtique et ibérique. Ils se divisent en Volques Arécomiques et en Volques Tectosages.

#### Périoderomaine
L'occupation romaine est précoce et dura entre cinq et sept siècles. Les peuples indigènes et les gaulois disparaissent en tant que peuples tant la romanisation est profonde. La langue des Romains s'impose en tant que langue universelle. Ce sera le cas aussi de leurs mœurs, leur droit, leurs religions, leur culture qui a assimilé l'héritage hellénistique, ainsi que leur philosophie et leurs idées. Les habitants de la région seront tellement assimilés aux Romains qu'Ausone, formé à Bordeaux et à Toulouse, est devenu le précepteur du fils de l'empereur Valentinien. Pendant une longue période de Pax Romana, ce qui sera l'Occitanie a tenu un rôle privilégié comme relais d'expansion vers le Nord de la civilisation méditerranéenne.
Une première colonie romaine s'implante sur la côte méditerranéenne à l'époque de la République romaine.
La Narbonnaise fut rapidement intégrée. L'empereur Auguste, en 22 av. J.-C., lui donne le statut de « province sénatoriale » pour souligner sa « romanité ». Elle a aussi été appelée la Provincia (mot qui a donné « Provence »).

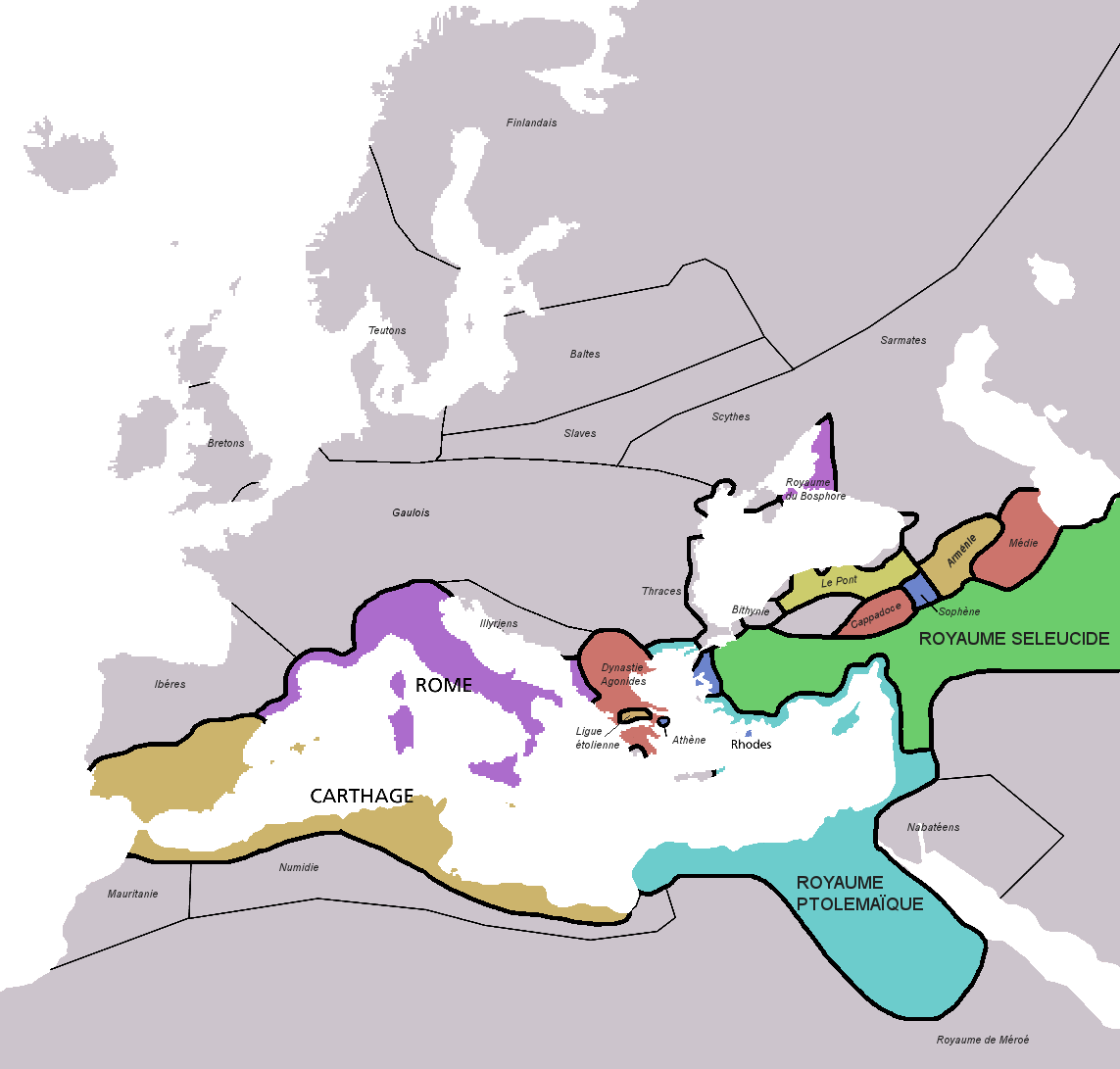
Rome (en violet) vers 220 av. J.-C.
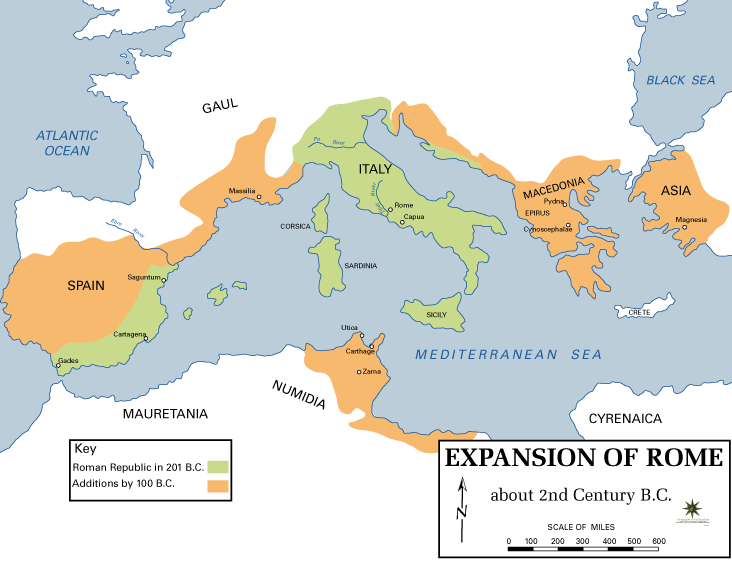
Expansion romaine en Narbonnaise (en orange), env. 100 av. J.-C.
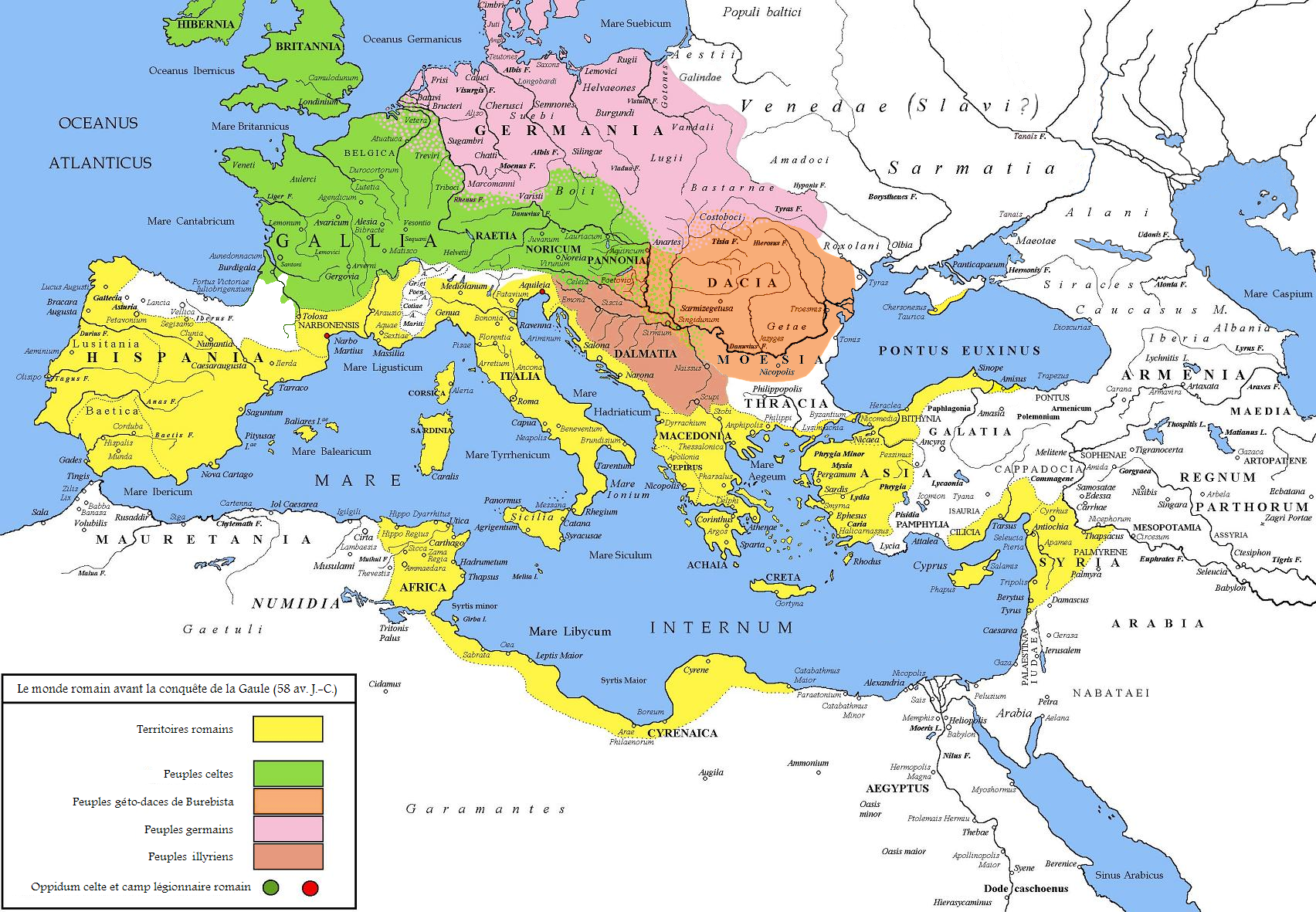
La république romaine (en jaune) avant la conquête des Gaules en -58 av. J.-C.
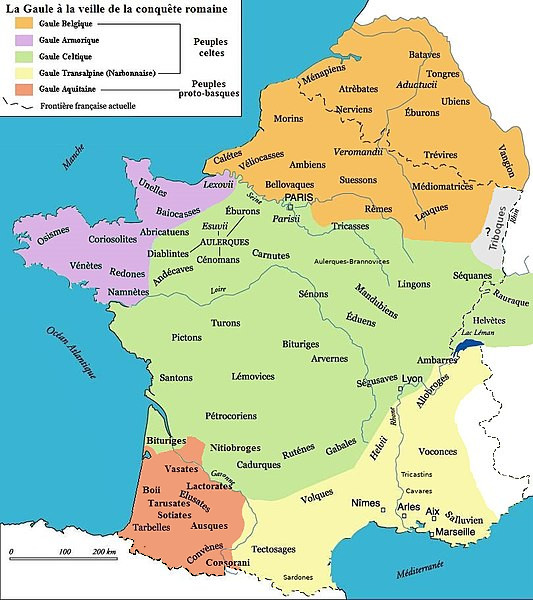
Gaule transalpine : les trois ethnies celtes (ou réputées celtes par les Romains) ainsi que les Aquitains avant la guerre des Gaules. Les habitants de la Narbonnaise étant déjà considérés à cette époque comme membres de la patrie romaine.
Organisation administrative entre les Ier et IIIe siècles
L'Aquitaine et la Narbonnaise dans l'Empire romain à son apogée, vers l'an 120 ap. J.-C.

La Gaule aquitaine a été conquise ultérieurement par Jules César, en 55 av. J.-C., lors de la Guerre des Gaules. Intégré à la République romaine, elle devient une « province du peuple romain » sous Auguste en 27 av. J.-C.
Après une division de l'Aquitaine et de la Narbonnaise, la région occitane pris le nom de Diocèse des Sept Provinces : deux Aquitaines (Aquitaine première et Aquitaine seconde), deux Narbonnaises, la Novempopulanie, la Viennoise et les Alpes-Maritimes.

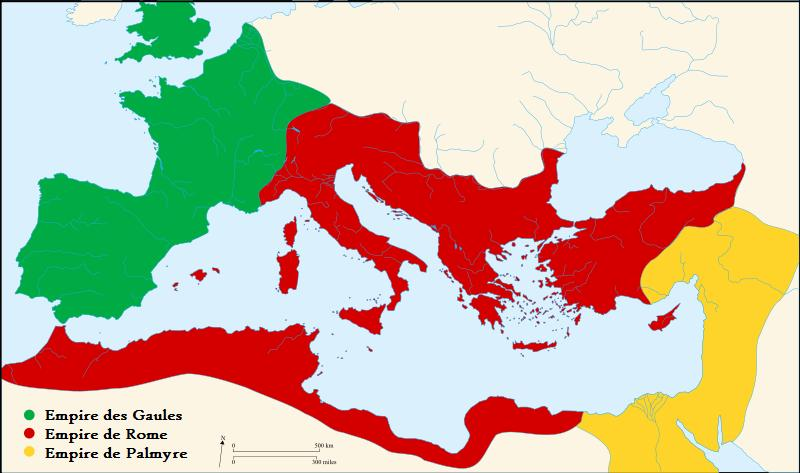
En vert, l'Empire des Gaules en 271 ap. J.-C.
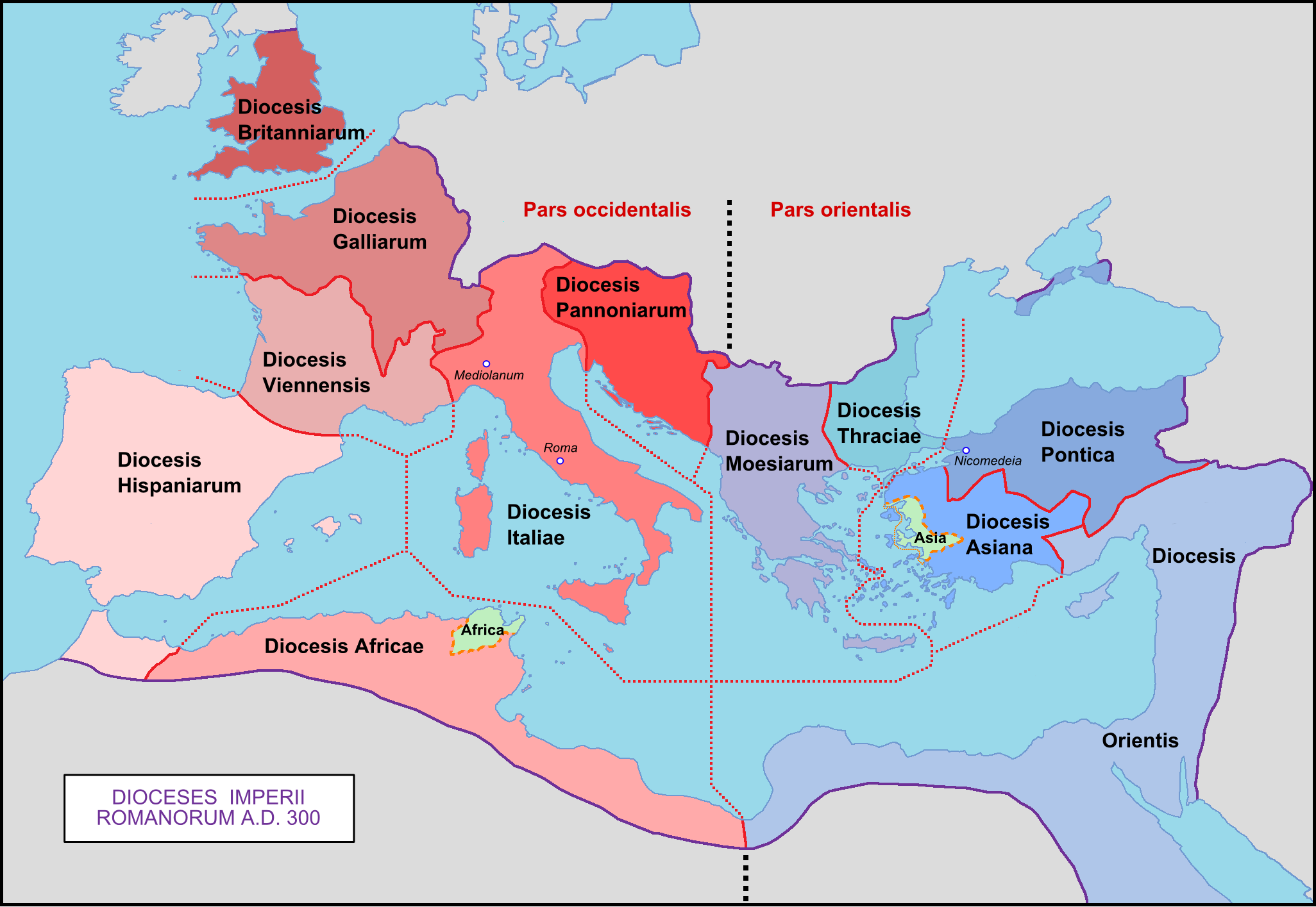
Le diocèse de Vienne, env. 300 ap. J.-C.
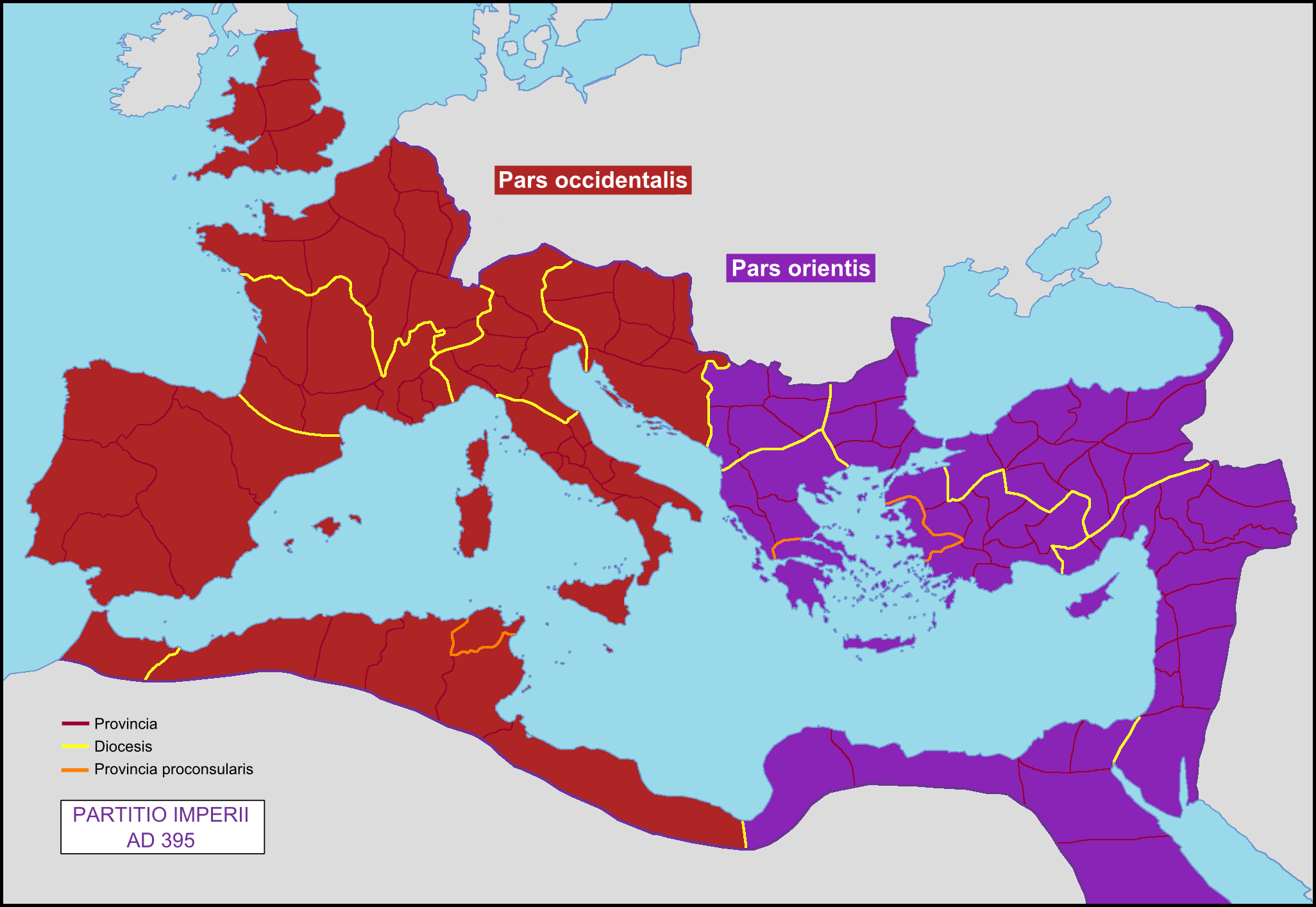
Empires romains d'Orient et d'Occident après la partition définitive en 395 EC.
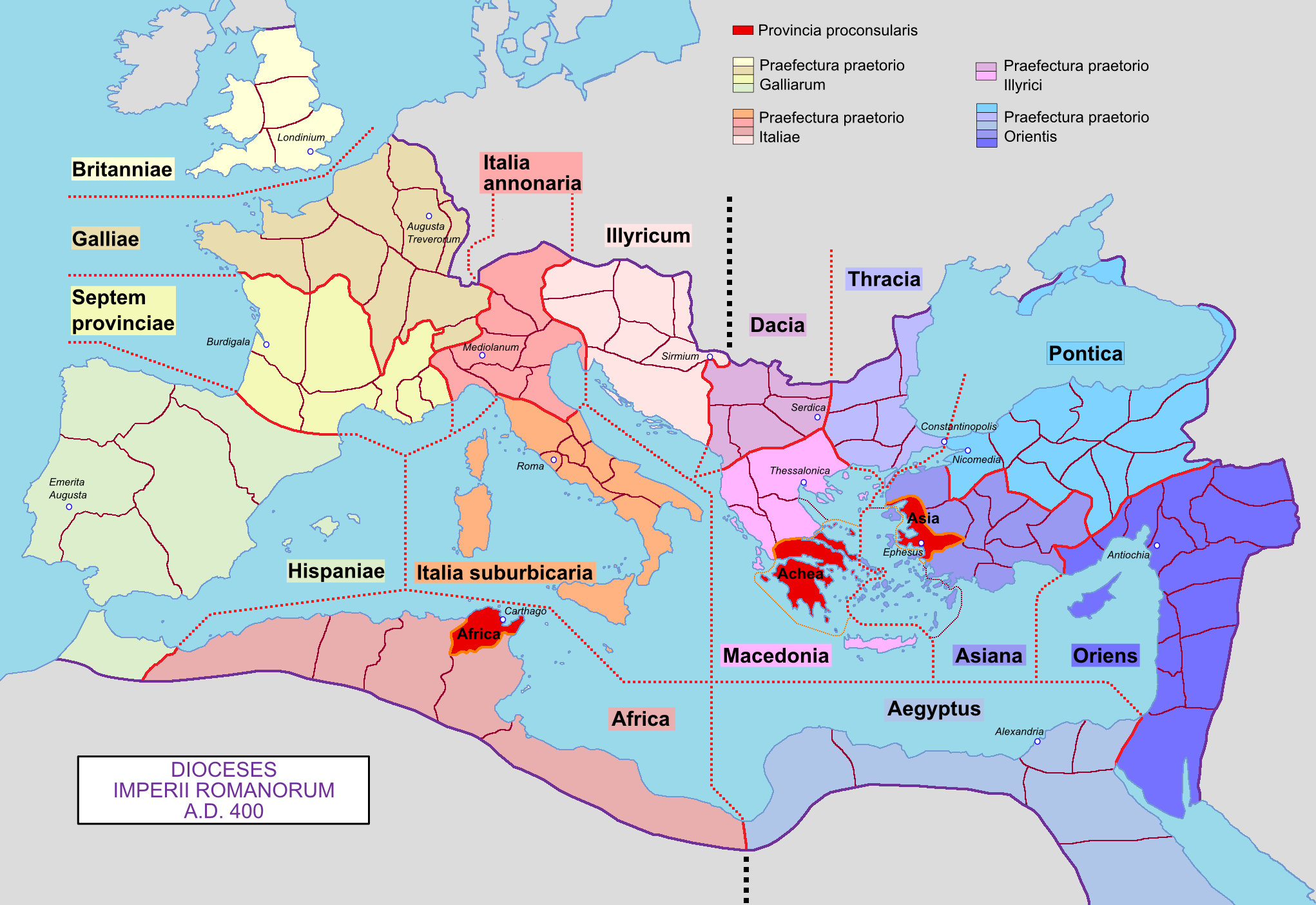
Le diocèse des sept provinces, env. 400 ap J.-C.
Les principales voies romaines des Gaules
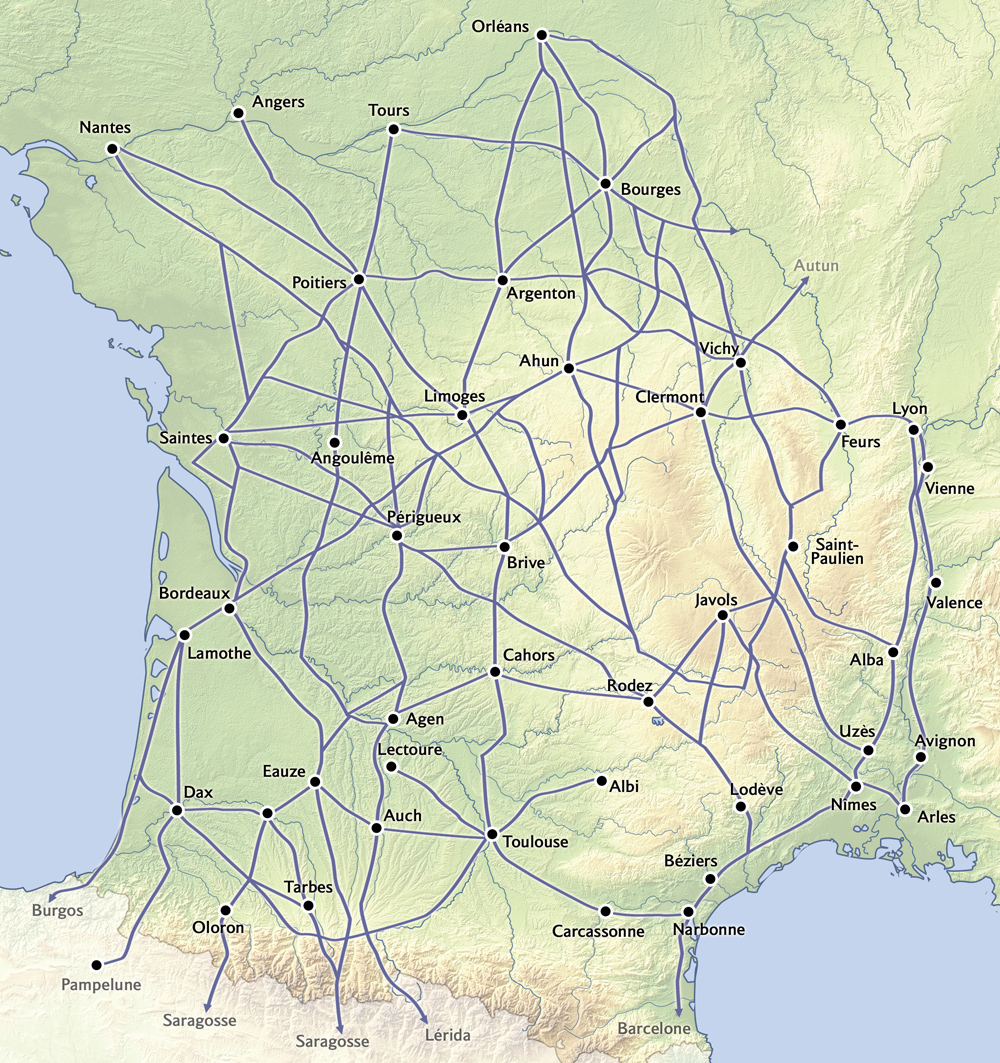
Détail des voies romaines en Aquitaine
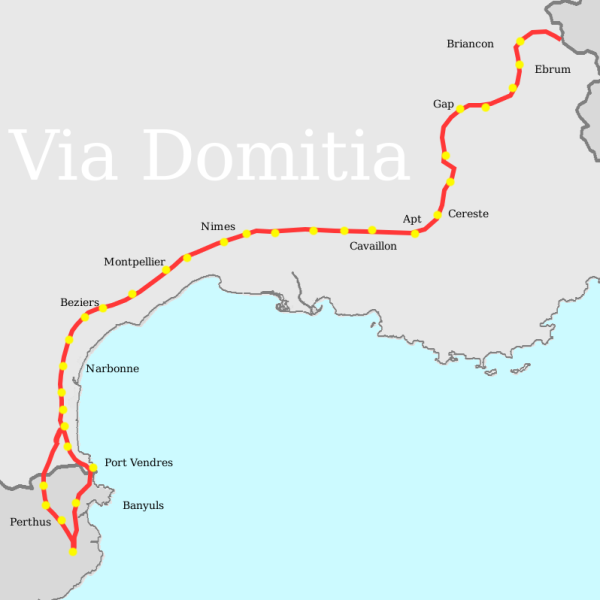
La Via domitia

### Haut Moyen Âge

#### Les Invasions barbares
- Angles et Saxons
- Francs
- Goths
- Wisigoths
- Ostrogoths
- Huns
- Vandales

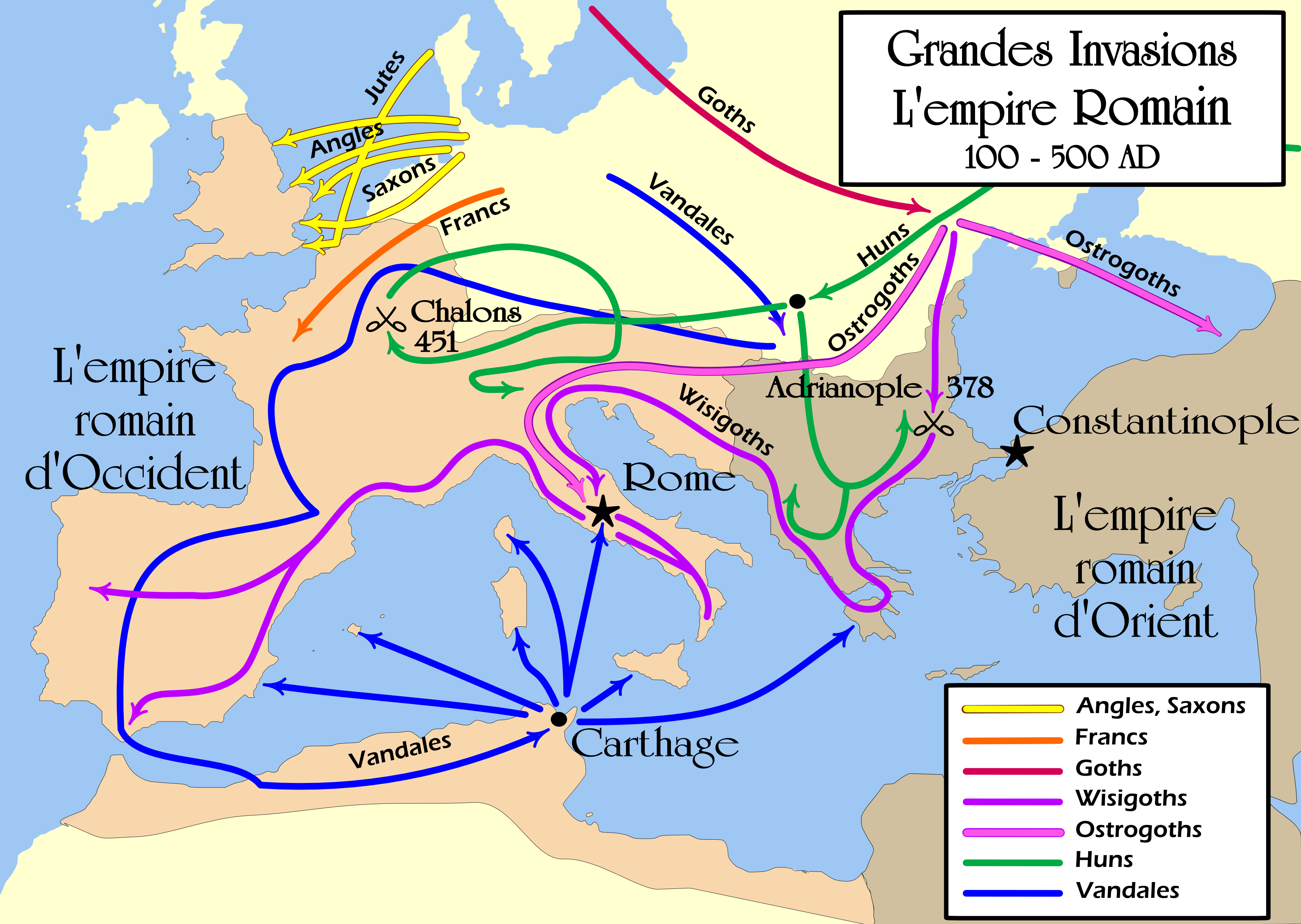
Itinéraires empruntés par les envahisseurs durant les Grandes invasions.
Tribus germaniques :
Angles et Saxons
Francs
Goths
Wisigoths
Ostrogoths
Huns
Vandales
Empire Romain :
Empire romain d'Occident
Empire romain d'Orient

Les grands mouvements migratoires des peuples germaniques dans l'Empire romain débuta aux environs de 375, à la suite de la pression exercée par les Huns, venus d'Asie. Les Vandales, les Suèves et les Alains traversent le Rhin en 406, puis traversent la Gaule qu'ils pillent vers les Pyrénées. Ils s'installeront définitivement en Hispanie et en Afrique du Nord.
Selon la Chronica Gallica, en 440, le patrice Aetius accorde des terres abandonnées dans la région de Valence (d'où la possible origine du toponyme Allan) à un groupe d'Alains commandés par un certain Sambida, dont il n'existe pas d'autre mention. Leurs relations avec leurs voisins sont aussi difficiles que celles qu'entretiennent leurs cousins installés sur les bords de la Loire.

##### LesGoths
Après avoir mis à sac Rome en 410, les Wisigoths d'Alaric en marche vers l'Espagne traversent le sud-est de la Gaule en 413. Une fois installés au bord du Rhône, ils tentent ensuite leur chance sur l'autre rive par des incursions en 426, 452 et 458.

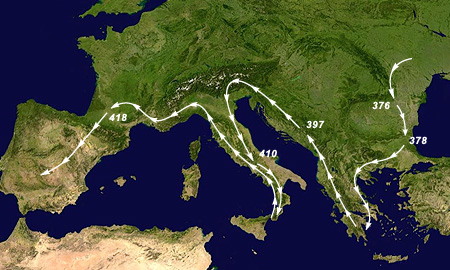
Le périple des Wisigoths en Europe.
Royaume des Wisigoths (en violet) et Empire romain (rouge) vers 450 apr. J.-C.
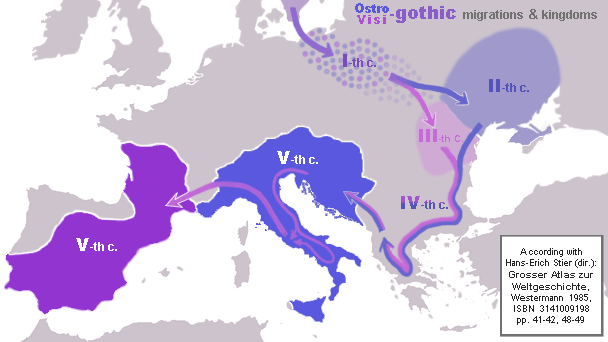
Les royaumes des Ostrogoths et des Wisigoths, Ier – Ve siècles.

Les Wisigoths s'installent dans la région et font de Toulouse leur capitale. Leur immense royaume dessine les contours de ce qui sera l'Occitanie. Le royaume Wisigoth est l'un des plus vastes État d’Occident de cette époque. Il s’étendra à son apogée de la Loire à Gibraltar avec Toulouse pour capitale, puis ultérieurement Tolède. Ils conservent la langue latine et les lois d'État, maintiennent la vie urbaine et les institutions, ainsi que l'essentiel des mœurs latines. Un code de lois promulgué le 2 février 506 à Aire-sur-l’Adour, le « Bréviaire d’Alaric », rassemble l’essentiel du droit romain. Il servira de base au droit en Occitanie jusqu’à la Révolution française et son influence est encore importante au sein de plusieurs États occidentaux actuels.
Les Burgondes occupent le sud de la Provence à la mort du Wisigoth Euric en 483. Trente ans plus tard, le roi ostrogoth Théodoric le Grand envoie une armée, conduite par le dux Ibba qui fait lever le siège d'Arles, entre à Marseille et prend Avignon en 508. L’année suivante, il prend Nîmes et Narbonne, puis Orange et Valence en 510. Ayant ainsi reconstitué la préfecture des Gaules dans ses limites de 462, il nomme Liberius préfet des Gaules. Le reste de la Provence est conquise dans un second temps : Théodoric le Grand, qui se pose en restaurateur de la préfecture du prétoire des Gaules, joue d’une querelle entre ariens et catholiques et intervient contre Sigismond pour sécuriser sa conquête : il s'avance jusqu'à l'Isère en 523. Les liaisons routières entre le royaume ostrogoth (en Italie) et le royaume wisigoth (en Espagne) dont Théodoric a la tutelle, sont protégées.

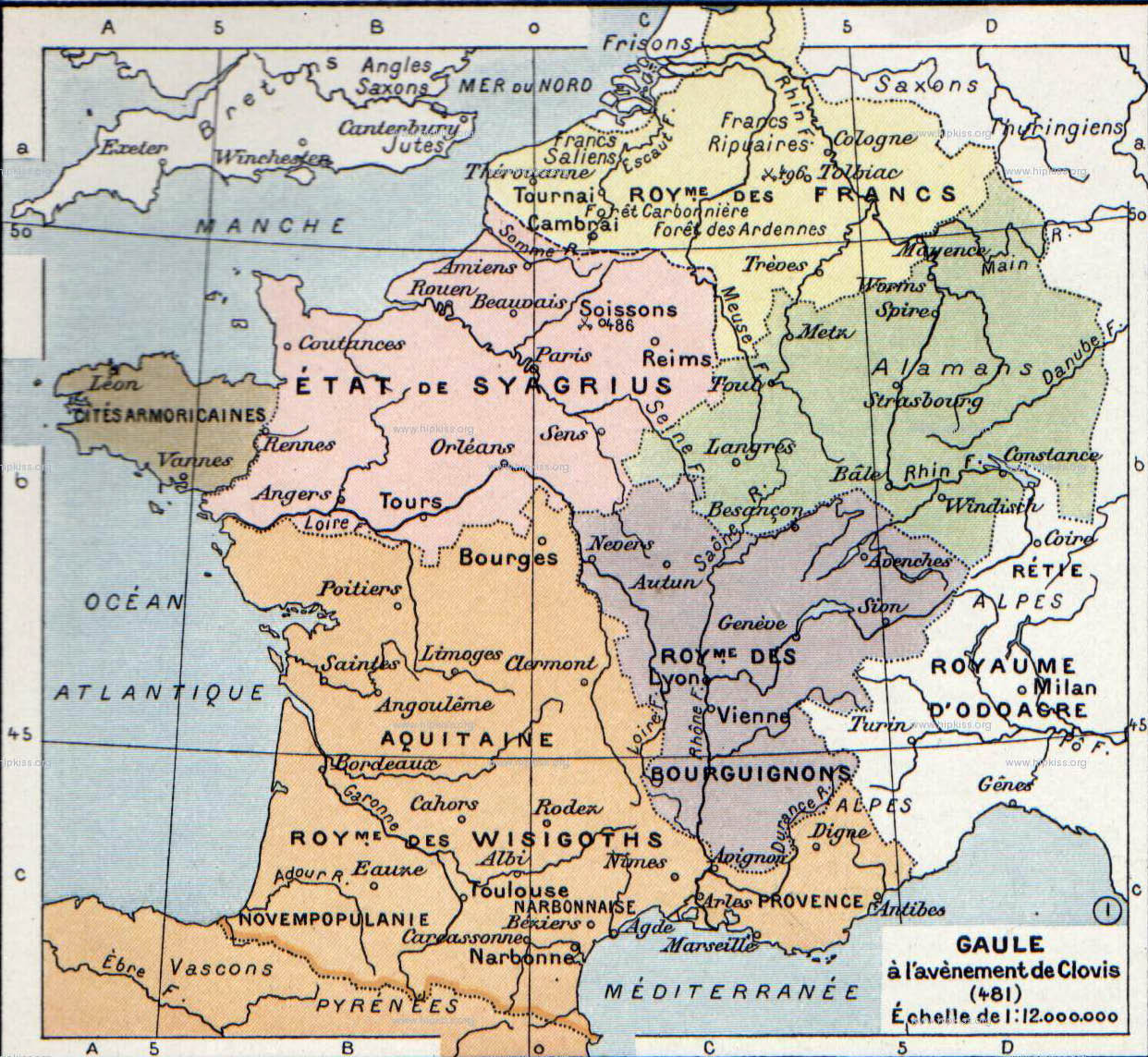
Les États de Gaule en 481.
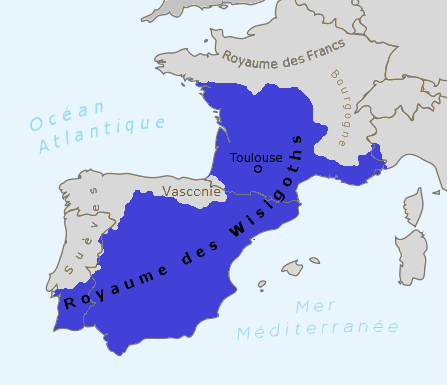
Royaume wisigoth de Toulouse vers 500.
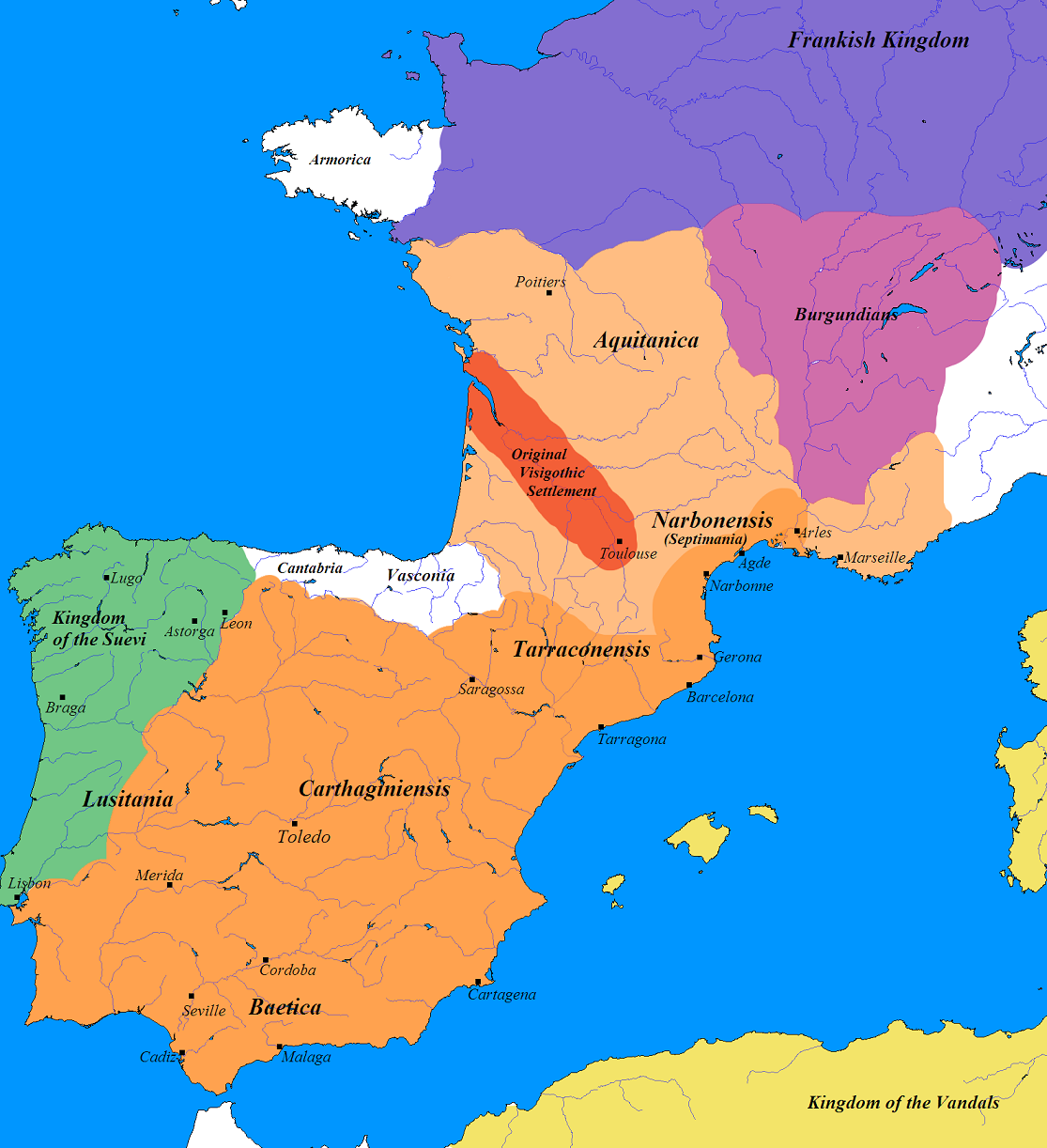
Évolution du royaume Wisigoth jusqu'au VIe siècle :   - Royaume originel de Toulouse - Extension au Ve siècle - Territoire perdu après Vouillé en 507 - Conquête du royaume suève en 575
Le concile d'Agde en 506.
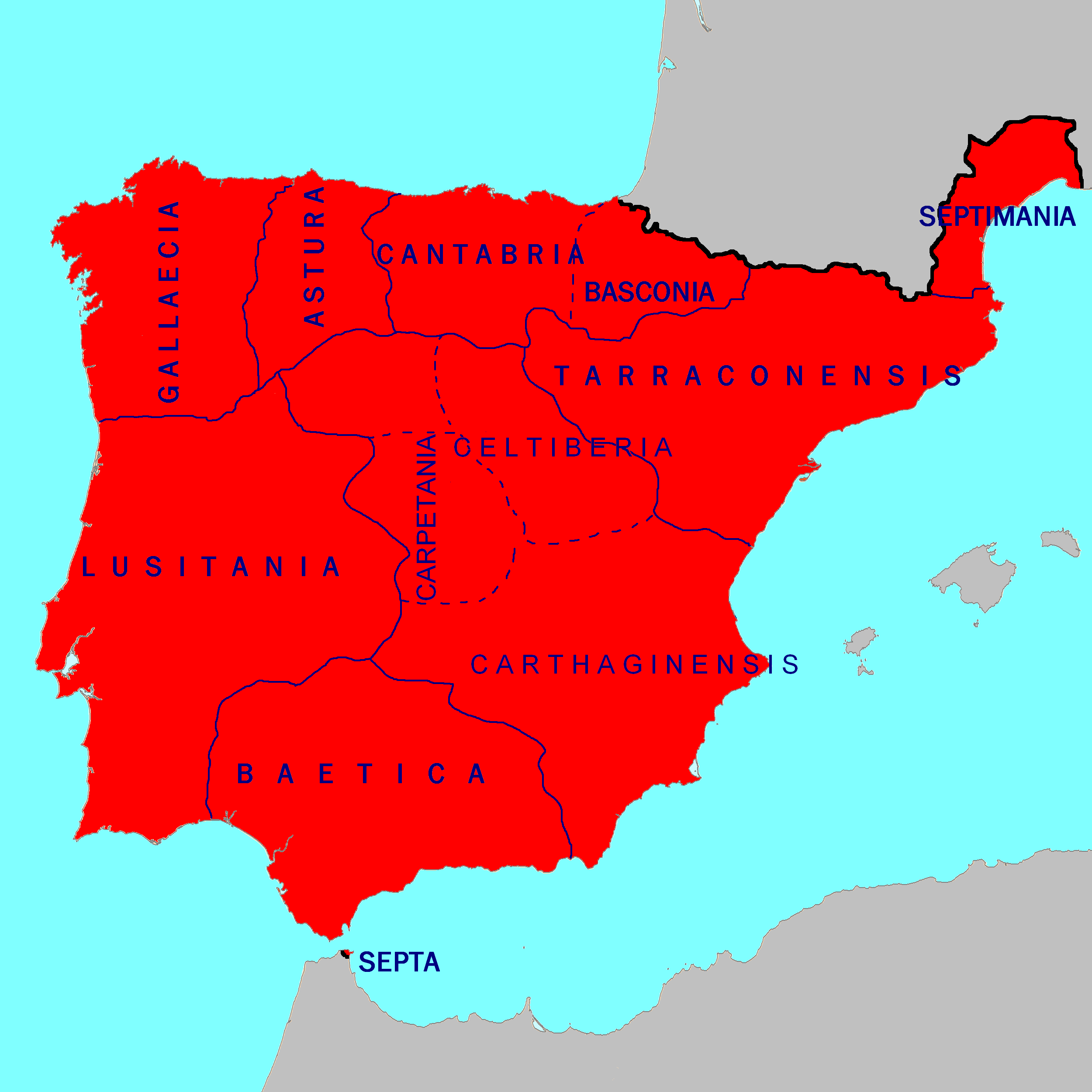
Royaume des Wisigoths vers 700 apr. J.-C. La Septimanie se situe au Nord-Est.

Le métropolitain d'Agde convoqua les évêques et les grands au concile d'Agde (10 septembre 506) selon l'ordre et la permission du roi wisigoth Alaric II afin de préciser les rapports entre le roi arien et le clergé catholique. Cependant cette question ne fut pas traitée à ce moment et remise à plus tard. En 506, le concile général d'Agde définit le rite selon lequel tout chrétien doit recevoir la communion 3 fois par an: à Pâques, à la Pentecôte et à Noël.
Au printemps 507, les Goths sont battus par les Francs de Clovis lors de la bataille de Vouillé, et Alaric II est tué lors des combats. Cet événement majeur dans l'histoire de l'Occitanie, marquera l'extension des Royaumes francs jusqu'aux Pyrénées. Le successeur d'Alaric II, le roi Geisalic (507-510), a maintenu la Septimanie (qui prendra le nom de Gothie) avec l'aide du roi Ostrogoth Théodoric le Grand, mais fut finalement détrôné par son neveu Amalaric (510-531), qui dut céder Narbonne aux Francs. Les rois suivants furent Theudis, Theudigisel, et Agila Ier et Athanagild de 531 à 567. Liuva Ier (567-573), duc de la Narbonnaise, associa au trône de la Septimanie son frère Léovigild. À sa mort, la Septimanie passa à son neveu Récarède Ier (573-601), qui gouvernait la région au nom de son père jusqu'à 586, date de son couronnement comme roi de toute l’Hispanie. En 587 il se convertit au catholicisme et récupéra Carcassonne, mais en 588 il réprima une révolte en Septimanie.
Les rois suivants de 601 à 621 furent Liuva II, Wittéric, Gundomar, Sisebut et Récarède II. Le roi Sisenand (631-636) était le duc de la Septimanie durant le règne de Swinthila, et un autre roi, Tulga fut le comte de Razès. Le roi Wamba (672-680) a expulsé les Juifs de la Septimanie après avoir maté la rébellion du duc Paul, qui s’était proclamé roi de la Septimanie et de la Tarraconaise (c’est la première et la seule souveraineté proclamée sur les territoires catalan et occitan).
Après les règnes d'Ervige, de Égica, et de Wittiza (680-710), pendant lesquels commence le déclin du Royaume wisigoth : Agila II (710-713), fils de Wittiza, domine la Narbonnaise et la Tarraconaise. Il affronta Rodéric, roi de Cordoue qui avait déposé son père. En 711, celui-ci pactisa avec le chef berbère Tariq ibn Ziyad, mais le général Moussa Ibn Noçaïr lui prendra ses possessions en 712. Puis, il adopta le nom de Romulus, abandonna la Septimanie et gouverna jusqu'en 719 sous le règne d’Al-Hurr ibn Abd al-Rahman al-Thaqafi le valiat en tant que chef de la communauté chrétienne. En 713 les nobles couronnèrent Ardo (713-720) comme roi des Wisigoths, mais il céda peu à peu l’Aragon, Valence (718) et le Roussillon (720). Il est mort en défendant Narbonne contre les Arabes. Les musulmans occupent aussi la Septimanie à sa mort.
Les chroniques de Moissac et d'Aniane situent la conquête d’Arbuna (Narbonne) à la fin de 719 par Al-Samh ibn Malik al-Khawlani. Les défenseurs ont été exécutés et ceux qui ont été capturés ont été amenés en captivité à Al-Andalus. Une garnison arabe d’élite a été établie dans la ville sous les ordres d'Ibn Ammar. En 721, le wali assiège Toulouse. La ville est secourue par Eudes d'Aquitaine et Al-Samh ibn Malik al-Khawlani y laisse la vie.

##### LesBurgondes

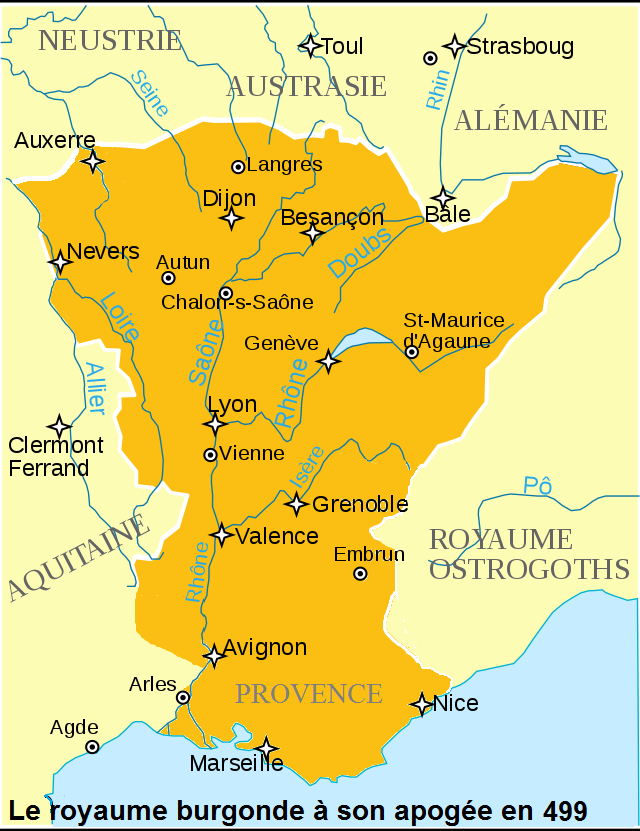
Le royaume burgonde à son apogée

Le royaume burgonde fut l'État formé par le peuple germanique des Burgondes (appelés ultérieurement Bourguignons) dans le bassin du Rhône : à l'Est et au Sud-Est de la France moderne et dans l'Ouest de la Suisse. Cet État s'appela Provence à sa fondation bien que la Provence maritime n'en fît pas partie. Le mot provenant de la « province » romaine (Narbonnaise puis Viennoise). Par conséquent, le nom correct est royaume burgonde (ou royaume des Burgondes) qui est différent  du royaume Franc de Bourgogne ou royaume mérovingien de Bourgogne) et des royaumes suivants (royaume de Bourgogne Transjurane et le royaume de Provence).
La Province romaine a été répartie entre trois peuples: soit entre les Wisigoths, les Burgondes au nord jusqu’à la Durance et aux Ostrogoths dans l'actuelle Italie. Après la défaite et la mort du chef burgonde Gondicaire (411-436) à Worms par la faute d'Attila, son successeur, Gondioc (435-463), a dirigé le peuple sous la forme de foedus et a obtenu du romain Aetius la Sapaudia (Savoie), avec comme capitale Genève. Peu à peu, le royaume continuera à s’agrandir en suivant les cours de la Saône et du Rhône, avec comme territoire le Dauphiné et la Provence du Nord, dominant ainsi l’Occitanie orientale.
Son frère, Chilpéric Ier de Bourgogne (463-476/480), a dû affronter les Wisigoths pour préserver le royaume. Son successeur, Gondebaud (476-516) a résisté à Clovis (allié à son frère Godégisile) et a attaqué l'Italie et la Provence qu'il conquiert entre 484 et 501. Il a également compilé les lex Burgundionum. Sigismond (516-523) s’est converti au christianisme en l’an 500 et fut canonisé plus tard. Allié avec les Francs, il a arraché l'Auvergne aux Wisigoths. Son successeur Godomar III (523-532) bat les Francs en 524 à Vézeronce, mais il est finalement vaincu à Autun en 532. Puis il fut renversé et le royaume fut occupé par les Francs.

##### LesFrancs saliens(époquemérovingienne)

Campagnes franques en Aquitaine (507-509)
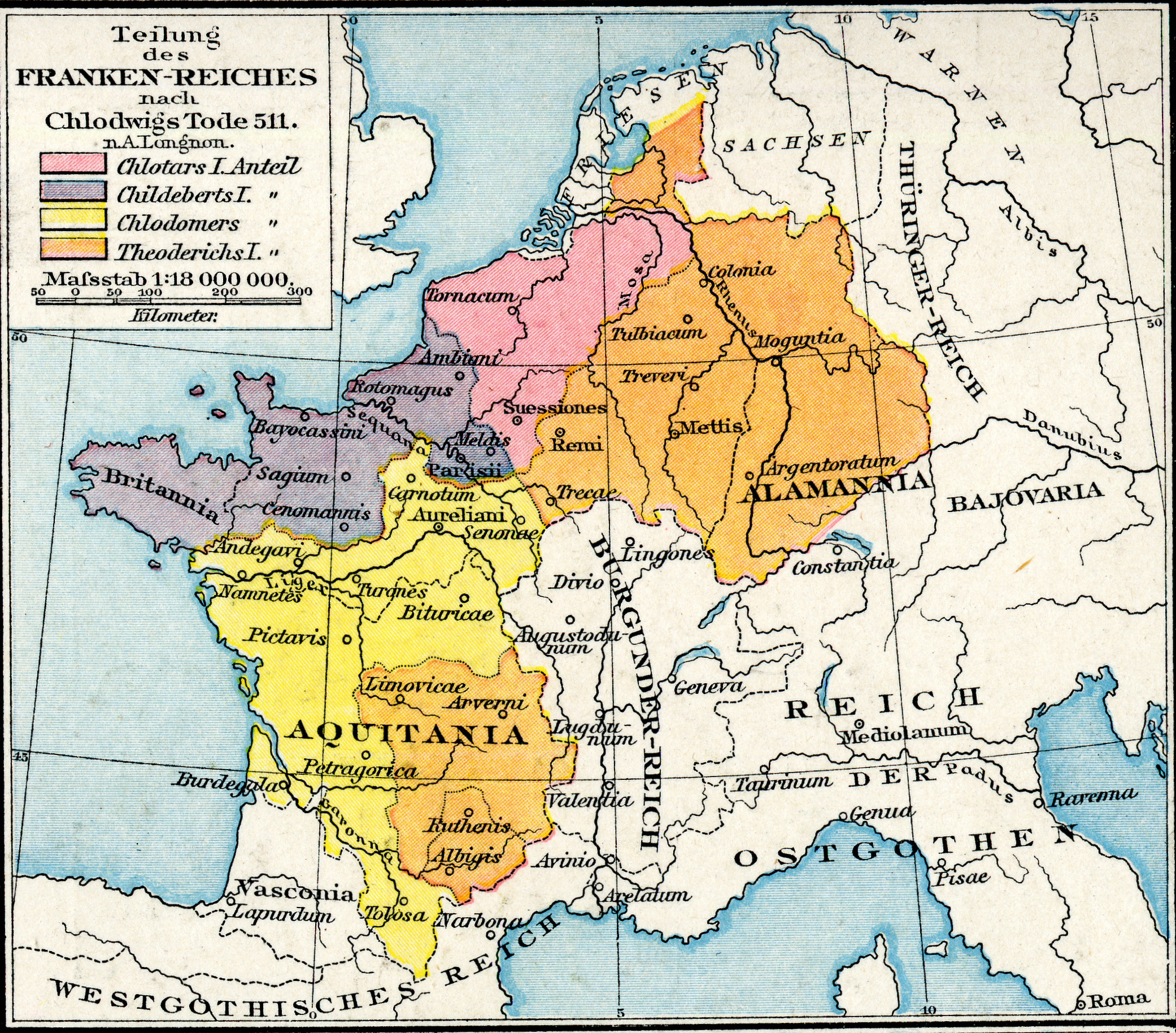
Les royaumes francs à la mort de Clovis (511)
Le premier royaume d'Aquitaine en 584-585
Les royaumes francs en 587
Le regnum francorum (royaumes francs) et le royaume d'Aquitaine en 628
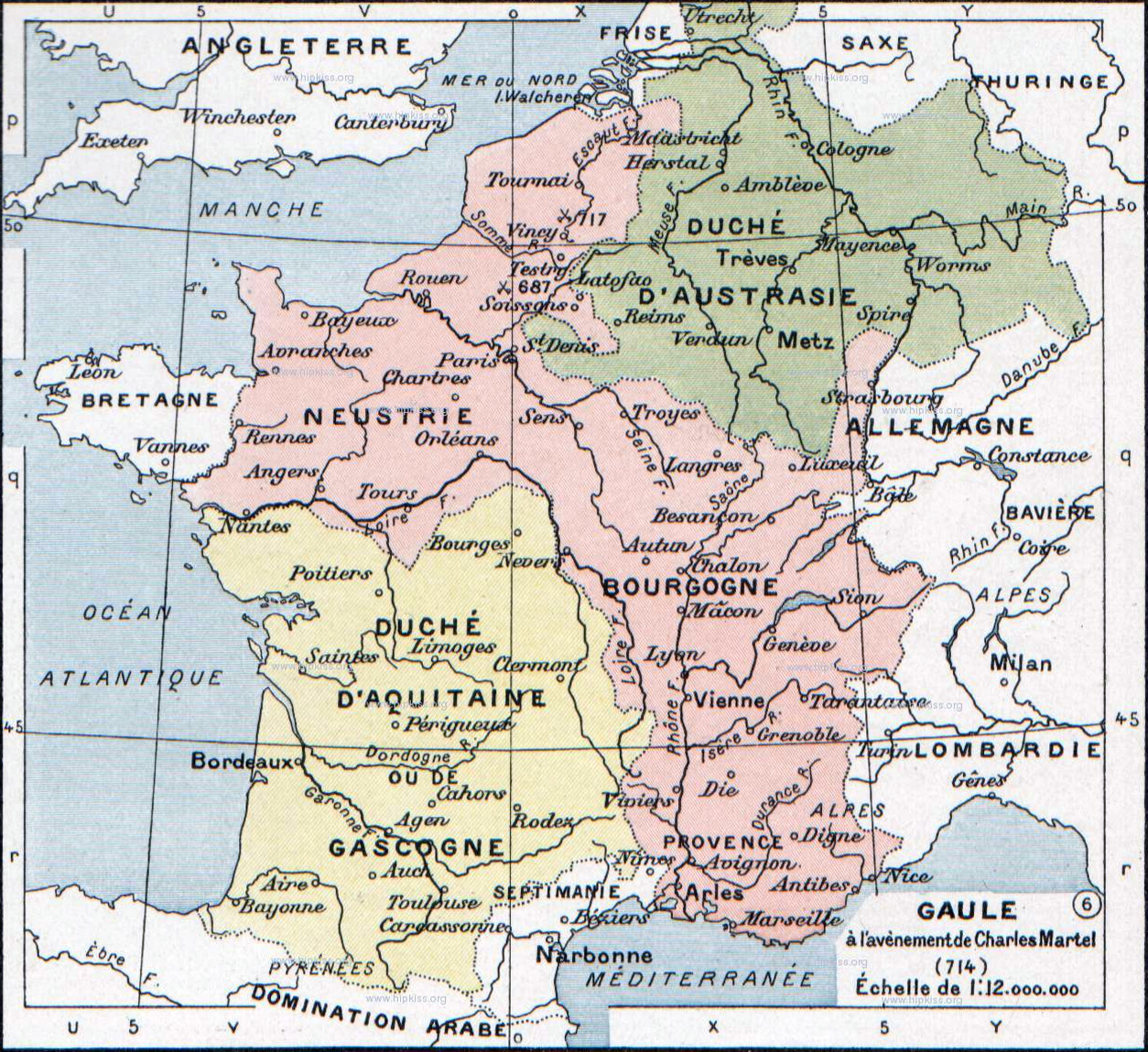
Le regnum francorum et l'Aquitaine/Gascogne à l'avènement de Charles Martel (714). Le vaste duché d'Aquitaine (jaune) était indépendant des royaumes francs.

Les Francs éliminent les Wisigoths après les avoir vaincu en 507, près de Poitiers. Incapables de se maintenir en permanence dans la région, ils apporteront peu d'influences nordiques.
«  L'Aquitaine wisigothique trop tôt conquise encore, reste indivise : elle commençait une histoire autonome de dix siècles  »
— Histoire Universelle, Larousse, Tome I, p. 179

#### Organisation territoriale sous lesFrancs austrasiens(époquecarolingienne)
«  Jamais les Francs (de Dagobert à Charlemagne) ne franchirent la Loire pour s'installer sur le territoire d'un peuple peu enclin à comprendre les hommes du Nord  »
— Histoire Universelle, Larousse, Tome I, p.186

Carte de l'expansion de l'empire franc, entre 481-751 (mérovingiens) et 751-814 (carolingiens).

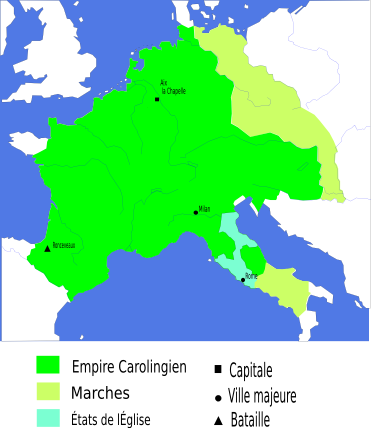
L'empire franc à son expansion maximale en 814 sous Charlemagne (vert foncé).

En 847, Charles le Chauve promulgue le capitulaire de Meerssen, qui marque le début de la féodalité. Charles II invite tout homme libre à se choisir un seigneur, que ce soit le roi ou un autre seigneur : « Volumus ut unusquisque liber homo in nostro Regno Seniorem, qualem voluerit in nobis & in nostris Senioribus, accipiat » (Nous voulons que chaque homme libre dans notre royaume reçoive pour seigneur celui qu'il aura lui-même choisi, soit nous-même, soit un de nos fidèles).
Entre le 14 et le 16 juin 877, quelques semaines avant de mourir, Charles le Chauve promulgue le capitulaire de Quierzy. Celui-ci reconnaît l'hérédité de la charge de comte (qui était déjà un état de fait) et l'hérédité des honneurs, ce qui rend illégal la révocation d'un comte ou le refus d'accorder le titre de comte au fils d'un comte qui venait de mourir comme c'était possible jusque-là (car Charlemagne avait créé le poste de comte comme des fonctionnaires révocables à l'origine). Il s'agit de l'un des fondements juridiques importants de la féodalité.

##### Royaume d'Aquitaine
- Le royaume d'Aquitaine et ses dépendances.

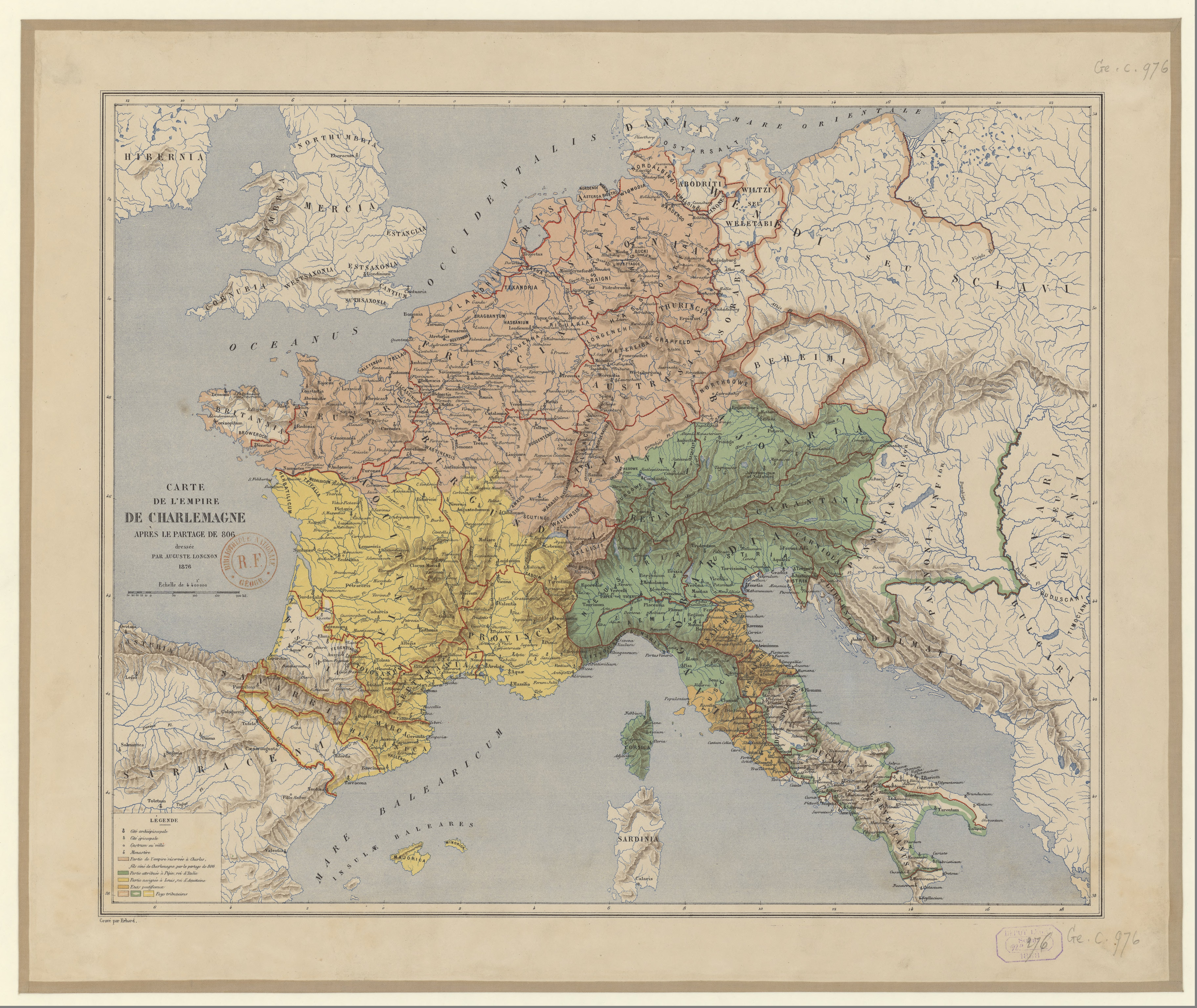
Carte de l'empire de Charlemagne après le partage de 806.
Le royaume d'Aquitaine et ses dépendances.

Les Vascons étaient un peuple antique romanisé, originaire du Sud des Pyrénées (province romaine Tarraconaise - Région actuelle de la Navarre). En 582 une partie de leur pays (dont Pampelune) fut occupée par les Wisigoths. De par leur nombre et leur puissance, les Vascons ont unifié la région en créant la Vasconie.

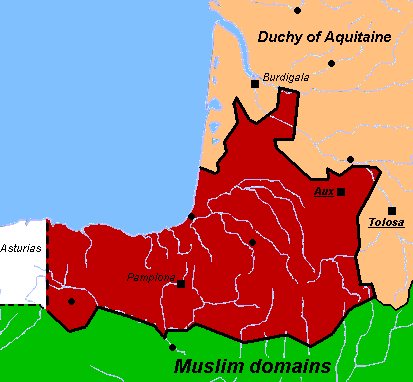
Le duché de Vasconie (en rouge), le duché d'Aquitaine (en saumon), les domaines musulmans (en vert).
Carte de la Vasconie et de l'Aquitaine en union personnelle durant Eudes « le Grand » (710-740).

Soucieux de l'insoumission vasconne et de l'hostilité aquitaine, Charlemagne crée un nouveau royaume d'Aquitaine en 781. Il nomme son fils Louis le Pieux à sa tête. Ce nouvel État comprenait l'Aquitaine proprement dite (région entre Garonne et Loire ainsi que le Massif central) et la Vasconie. Charlemagne considérant qu'il était le seul à pouvoir porter le titre d'empereur de par ses mérites personnels, prépare en 806 un nouveau projet de partage de son empire entre ses trois fils autour d'identités fortes. La Marche d'Espagne, la Septimanie et la Provence sont inclus dans le royaume d'Aquitaine.

##### Partage et éclatement de l'empire carolingien
Le projet de grand royaume d'Aquitaine ne verra pas le jour à la suite de la mort précoce des deux frères de Louis le Pieux. Celui-ci devient l'unique héritier de l'empire de Charlemagne. Souhaitant assurer la cohésion et l'unité de l'empire carolingien après sa mort, Louis le Pieux promulgue le capitulaire Ordinatio Imperii en 817 qui règle à l'avance la succession entre les trois fils de sa première femme. L'aîné, Lothaire Ier, est proclamé empereur et partage avec son père l'exercice du pouvoir. Pépin Ier d'Aquitaine, subordonné à son frère Lothaire, reçoit le royaume d'Aquitaine, tandis que Louis le Germanique, également subordonné à son frère, reçoit le royaume de Bavière. Louis le Pieux aura un nouveau fils en 823 avec sa nouvelle épouse Judith de Bavière : Charles II le Chauve. Cela va remettre en cause le partage prévu entre ses trois premiers fils. Lothaire fait valoir sa position d'empereur, ce qui rend jaloux ses deux autres frères qui s'unissent contre lui. Subissant une écrasante défaite, Lothaire accepte de traiter. L'empire est partagé en trois royaumes sur un axe nord-sud au traité de Verdun en 843. Les nouvelles règles de partage équitable des terres entre les héritiers, la montée en puissance des seigneurs féodaux et les attaques des Vikings conduiront au morcellement de l'empire carolingien.
À la suite des guerres internes entre Francs, la Provence profite de la situation pour se révolter contre Lothaire et ses successeurs. En 879, le duc Boson réussit à se proclamer roi avec le soutien de l'aristocratie. Il dût par la suite renoncer à son royaume mais le titre de roi sera l'enjeu de luttes acharnées jusqu'aux années 920-930. L'Aquitaine connaîtra de même des tentatives similaires.

Le royaume d'Aquitaine de Pépin Ier (en orange) en 828.
Les Royaumes francs après le partage de Verdun en 843 entre les petits-fils de Charlemagne (les fils de Louis le Pieux).
Fragmentation de l'empire carolingien vers 880.

#### Seconde vague d'invasion

##### Les Arabo-berbères
En 711 des troupes berbéro-musulmanes venues d'Afrique du Nord commandées par Tariq ibn Ziyad conquièrent la péninsule Ibérique et le royaume wisigoth s’effondre. La Septimanie, partie la plus septentrionale du royaume et correspondant actuellement aux départements des Pyrénées-Orientales, de l’Aude, de l’Hérault et du Gard, est conquise peu après.
En 719 la ville de Narbonne devient Arbûna, le siège d'un wâli pendant quarante ans, capitale d'une des cinq provinces d'al-Andalus, aux côtés de Cordoue, Tolède, Mérida et Saragosse. Les musulmans laissèrent aux anciens habitants, chrétiens et juifs, la liberté de professer leur religion moyennant tribut. Une fois Narbonne conquise et érigée en base opérationnelle, les musulmans cherchèrent à étendre leurs conquêtes et notamment à prendre Toulouse mais le gouverneur Al-Samh ibn Malik al-Khawlani est vaincu par Eudes d'Aquitaine, duc d'Aquitaine et de Vasconie en 721 lors de la bataille de Toulouse. Venue d’Espagne, l’armée d’El-Samah subira une cuisante défaite qui a été déterminante pour stopper l’expansion arabo-musulmane en Europe occidentale.
Malgré sa victoire de Toulouse, le vice-roi Eudes d'Aquitaine est toujours aux prises avec les musulmans de Septimanie. Il s’allie à un prince berbère nommé Munuza et lui accorde la main de sa fille. Cette alliance pacifique déplut au gouverneur d'Al-Andalus. Abd al-Rahman ordonna à un de ses généraux, Gedhi-Ben Zehan, de marcher contre Munuza. Ce dernier est battu en Cerdagne. Profitant de cet affaiblissement, le duc d’Austrasie Charles Martel attaque sans cesse les terres d’Eudes qui est obligé de masser l’essentiel de ses forces sur la Loire.
En 732, une expédition punitive est organisée par Al-Andalus Abd el Rahman. La troupe comprend des Arabes (venus d’Arabie et Syrie), des Berbères islamisés d’Afrique du Nord et des soldats recrutés en Espagne. Il s’agit plus d’une razzia que d’une volonté d’occuper le terrain. La progression musulmane repart de la Septimanie vers l’Auvergne et vers Bordeaux. Affaibli, Eudes est battu à Bordeaux. Il appelle à l'aide son ennemi Charles Martel et a reçu la réponse laconique qu'il avait trahi le christianisme quand il a fait un traité avec les Arabes. La seule solution possible résidait dans sa soumission à l'autorité de Charles Martel, c'est ce qu'il fit.
La défaite d'Eudes fut l'occasion idéale d'attaquer l'armée affaiblie d'Abd al-Rahman, qui avait également subi des pertes à Bordeaux. La dynastie carolingienne qui dirige depuis peu le royaume des Francs réagit. Charles Martel arrête la relativement petite force arabo-musulmane en 732 lors de la bataille de Poitiers. Abd al-Rahman a été tué dans cette escarmouche. Cette histoire prit par la suite des proportions héroïques grâce aux enjolivements des chroniqueurs, dont les versions se sont maintenues à travers les siècles.
À la suite de la victoire contre les arabes à Poitiers en 732, les Francs envahissent l'Aquitaine.
«  Charles Martel [...] brula Avignon [...], démantela Agde, incendia Béziers, ruina Maguelonne et mit le feu aux portes et à l'amphithéâtre de Nîmes.  »
— Charles Nodier, Voyages pittoresques et romantiques dans l'ancienne France: le Languedoc, 1833, p.14
En 759, Narbonne fut reprise par Pépin le Bref après un siège de sept ans, les Sarrasins y étant soutenus par les derniers Goths locaux, islamisés hostiles à la conquête franque. Pépin le Bref acheva la conquête de la Septimanie et l’islam reflua progressivement de Gaule pour s’implanter durablement dans la péninsule Ibérique avec le puissant émirat de Cordoue.
Son fils Charlemagne fait la conquête de la Catalogne en 801 mais cette reconquête ne met pas un terme à la présence musulmane en Gaule. Jusqu’au début du XIe siècle le Languedoc et la Provence subissent des raids par terre et par mer. Les musulmans essaieront de reprendre Narbonne en 793, 841 puis en 1020 mais échoueront à chaque fois. L'établissement musulman du Fraxinet dans le massif des Maures se maintiendra pendant un siècle jusqu’en 972, et les îles de Lérins subiront des pillages jusqu'au XIIe siècle. Dans le prolongement de ces razzias, les corsaires barbaresques continueront d'attaquer les villages côtiers jusqu'au début du XIXe siècle.

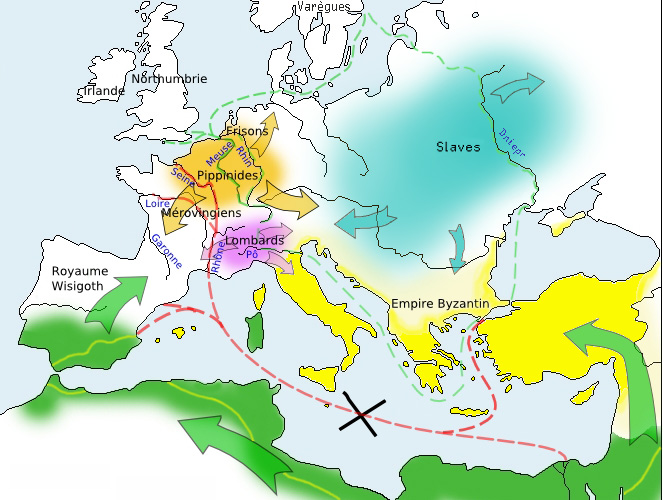
Conséquences de l'expansion musulmane des VIIe et VIIIe siècles sur les voies commerciales et les royaumes européens.
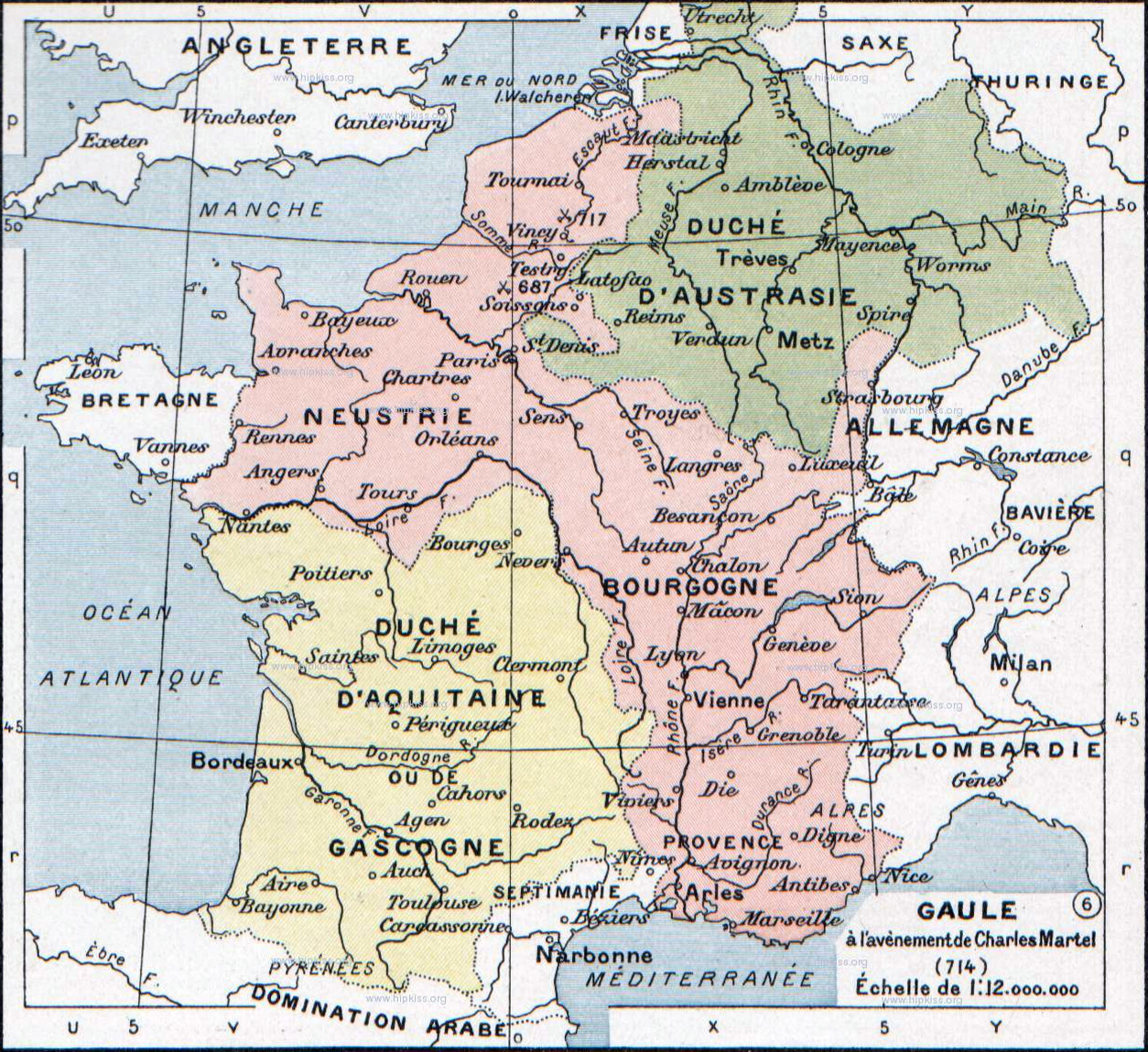
Royaumes Francs en 714
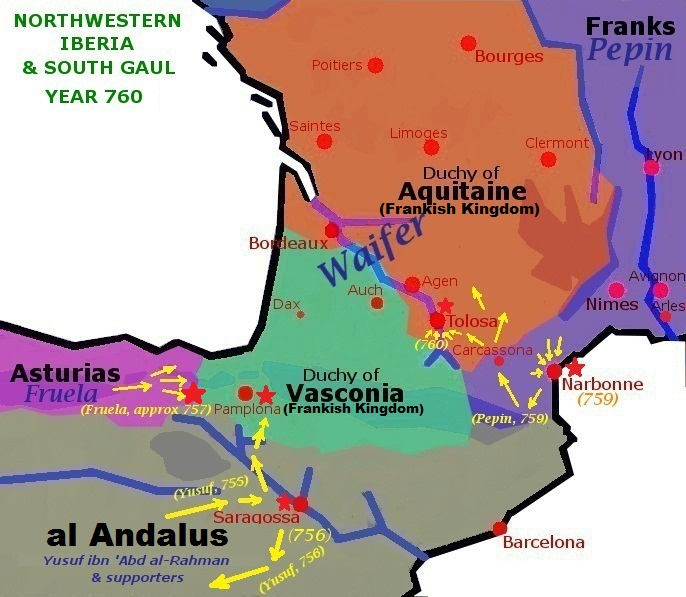
Carte politique en 760 et batailles des armées d'Al Andalus.
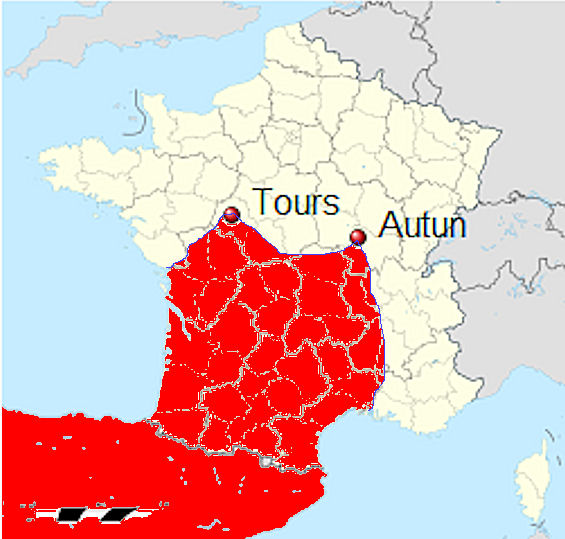
Extension maximale des armées musulmanes au nord (VIIIe siècle).
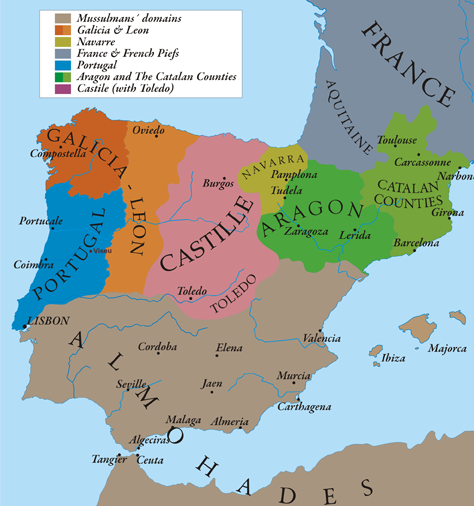
Les royaumes chrétiens face à l'empire almohade en 1210, période d'Al-Andalus dite de la conquête almohade.

##### Les Scandinaves:VikingsetNormands

Expansion viking et normande du.
NB la couleur jaune en Angleterre et dans le sud de l'Italie résulte d'une confusion entre les Vikings / Normands de Normandie.

- Voies commerciales Vikings.
- Territoires contrôlés par les Vikings.

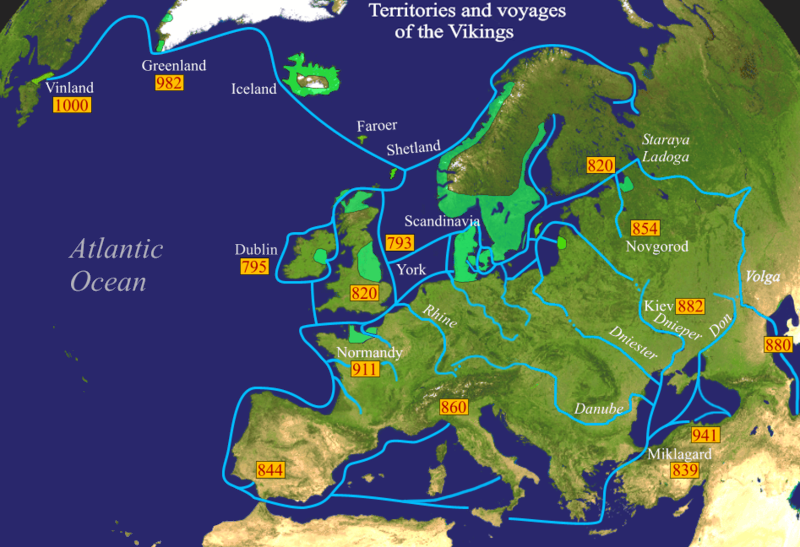
Territoires contrôlés par les Vikings.
Les Scandinaves organisèrent leurs propres voies commerciales.

Toutes les régions d'Occitanie, même celles de l'intérieur des terres ont été touchées par les raids des Vikings.

##### Les Magyars

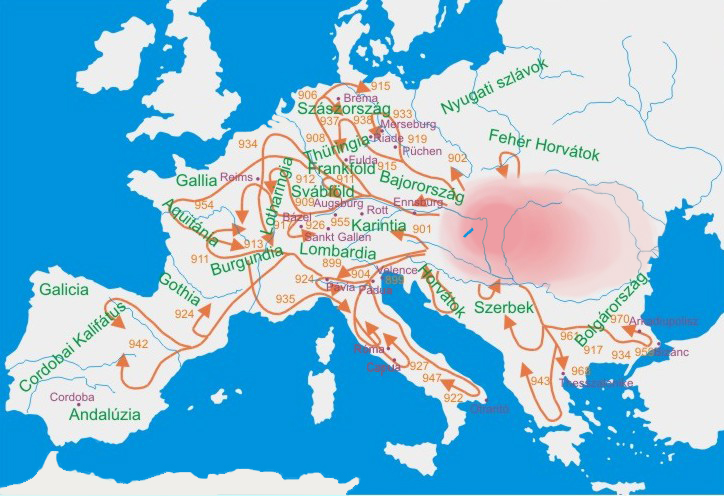
Les principales expéditions magyares au Xe siècle.

### Moyen Âge

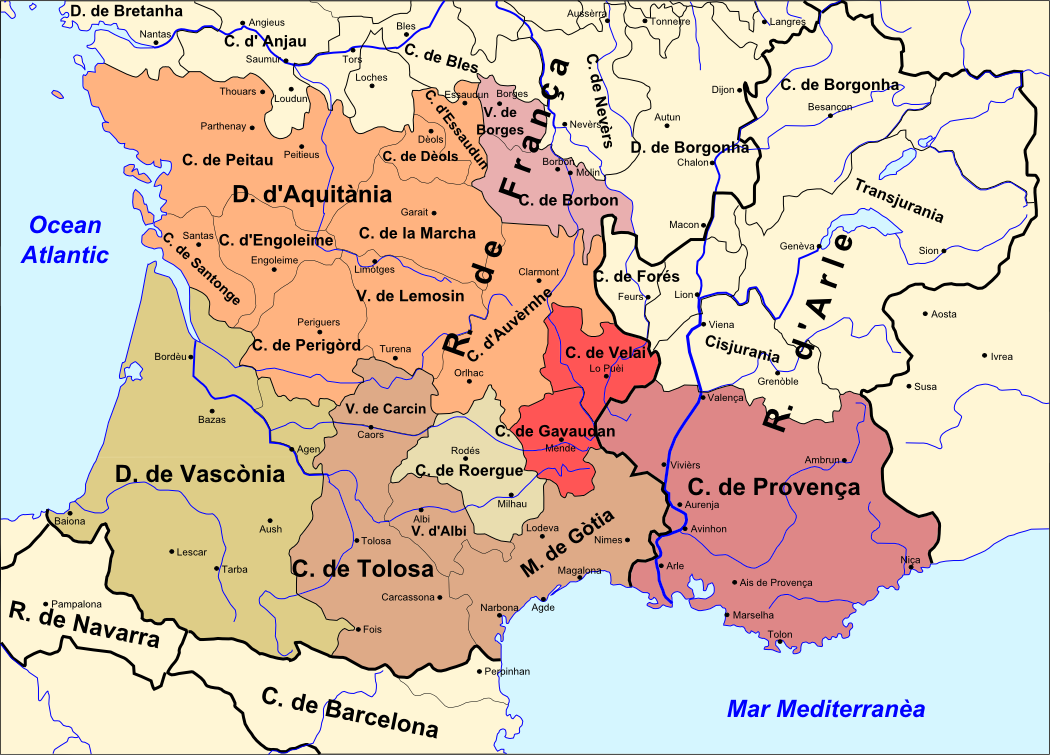
Division territoriale de l'espace occitan vers 1030.
Duché d'Aquitaine
Duché de Vasconie
Comté de Toulouse
Comté de Rouergue
Comtés de Gévaudan et de Velay
Comté de Provence
Seigneurie de Bourbon

À la suite de la dislocation de l'Empire de Charlemagne, on assiste à l'émergence de dynasties comtales avides de se pousser au premier plan. Du IXe au XIIIe siècle, l'Occitanie a subi un enchevêtrement de différentes allégeances. L'autorité franque sur cette région est restée purement nominale. Malgré cela, l'Occitanie est restée unie par une culture commune qui se jouait des frontières politiques, en perpétuels mouvements, et a pu développer une civilisation originale et raffinée.
En plus des rapports de forces entre dynasties, l'Occitanie était partagée entre différentes mouvances. À l'Est, la Provence fut rattachée au royaume de Bourgogne puis au Saint-Empire romain germanique. À l'Ouest, la Vasconie devenue duché de Gascogne a joui d'une totale indépendance. Tandis que les comtés occitans de Poitiers à Barcelone et de Bordeaux à la frontière de la Provence étaient autonomes (voir carte de la mosaïque des comtés occitans autour de l'an Mil). Ils faisaient virtuellement allégeance au Regnum Francorum, futur royaume de France.
Des tentatives d'unification politique ont eu lieu, surtout entre le XIe et le XIIIe siècle, mais n'ont pas abouti à une unité étatique. Plusieurs familles régnantes locales se sont affrontées ou soutenues dans cette démarche d'unification,.Les ducs d'Aquitaine, les comtes de Foix, les comtes de Toulouse et les rois aragonais ont rivalisé dans leurs tentatives de contrôler les différents pays de l'Occitanie.
Les dynasties les plus puissantes furent issues de Vasconie, d'Aquitaine, de Toulouse, de Provence et de la Catalogne.
- Duché d'Aquitaine et royaume d'Aquitaine
- Duché de Vasconie
- Comté de Toulouse
- Vicomté de Carcassonne
- Royaume, Comté et marquisat de Provence
- Comté de Barcelone, royaume d'Aragon et couronne d'Aragon
- Comté de Foix
- Seigneurie de Bourbon

#### La civilisation des troubadours

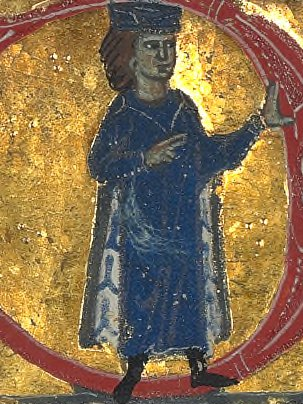
Guilhem VII de Peitieus, premier troubadour connu.

Les troubadours, originellement membres de la haute noblesse occitane ont développé une subtile philosophie amoureuse. Leur influence a fortement contribué à transformer les mœurs des sociétés occidentales. En effet, l'amour prôné par les troubadours, tel que conçu aujourd'hui, est très différent des mentalités européennes de l'époque.
L'Occitanie apparait alors comme un espace culturel original ouvert aux influences orientales et aux échanges économiques avec le monde méditerranéen, en particulier avec l'Italie. C'est une période d'épanouissement de l’art roman et de la langue occitane. Les Républiques urbaines et des libertés communales sont en plein développement. Pour ce qui est des religions, le judaïsme, le christianisme, et l'islam cohabitent sans animosité.

#### Pèlerinage de Saint-Jacques-de-Compostelle

Routes de Saint-Jacques-de-Compostelle.

Dès le XIe siècle, l'Occitanie est devenu le cœur des chemins de Compostelle permettant d'effectuer l'un des plus grands pèlerinage de la Chrétienté médiévale.

#### Établissements extérieurs
- Comté de Tripoli

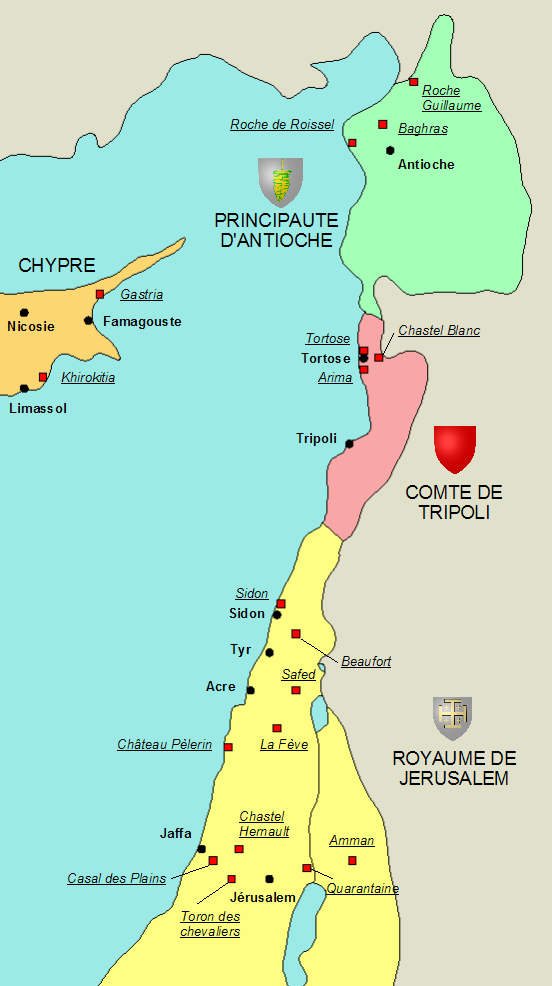
Comté de Tripoli

En 1095 le pape Urbain II convoque un concile à Clermont. À la fin du concile, il lance l'appel de Clermont et adjure les chrétiens d’Occident de cesser leurs guerres fratricides et de partir pour la Terre Sainte pour délivrer Jérusalem. Une foule considérable de « pauvres gens » se met en route pour Jérusalem et sera massacrée par les Turcs à Civelot. Les seigneurs partent à leur tour, de tout le royaume, dont le comte d'Auvergne Guillaume VI, et de très nombreux seigneurs auvergnats. Ils prendront Jérusalem en 1099.
En 1102, Raymond IV de Toulouse fonda, lors des croisades, le comté de Tripoli au nord de Jérusalem. Ce n'était pas une colonie au sens moderne du terme, mais plutôt une enclave occitanophone peuplée de gens venus d'Occitanie et d'Italie.
Les colonies vaudoises ont eu une destinée plus longue :
- en Calabre, les colonies vaudoises ont été établies au cours du XIIIe ou XIVe siècle. Elles ont subi au XVIe siècle une politique de persécution et les survivants ont été regroupés à Guardia Piemontese, où l'occitan est encore parlé de nos jours ;
- en Allemagne, les colonies vaudoises et huguenotes ont perdu l’usage de la langue dans la première moitié du XXe siècle[47].

#### Les précurseurs républicains
Alors que presque toute l'Europe du Moyen Âge subit la lourde oppression du féodalisme, on assiste à la naissance dans différents endroits de l'Occitanie d'organisations quasi-républicaines et démocratiques.
L'Occitanie se caractérise par la présence du droit romain qui le différencie de la Francie, où s'applique le droit germanique importés par les Francs. Le servage n'existe pas et l'agriculteur est libre de négocier le loyer du terrain avec le propriétaire et, en l'absence d'accord, peut aller vivre dans la ville. Entre les nobles et le peuple se forment deux groupes intermédiaires bourgeois: les artisans et les commerçants qui sont organisés en corporations et détiennent le pouvoir citoyen. De nombreux pays ne sont pas soumis à la propriété féodale: ils sont soi-disant Alleu. Une mobilité hâtive des populations due au développement économique ainsi qu'à l'expansion démographique a pour conséquence la création de nouvelles agglomérations rurales ou urbaines dès les XIe et XIIe siècles (sauvetés, castelnaus, bastides et villes franches).
« Les villes du Midi de la France étaient alors (aux XIIe et XIIIe siècles) très peuplées et très riches. Toulouse était la troisième ville d'Europe après Venise et Rome »
— Fernand Niel, Albigeois et Cathares, Paris, PUF, Que Sais-je?, p.67-68
.
Les villes bénéficient de libertés et des privilèges: dotés du pouvoir d'auto-gouvernement et se fédérant parfois avec d'autres communes en contadi (Marseille et les centres à proximité, Toulouse et les villes voisines sur un rayon d'environ 50 km) et en symmachies (Marseille, Arles, Avignon et Tarascon). Le long des Pyrénées et des Alpes des communautés s'organisent elles-mêmes, jouant parfois des antagonismes entre des puissances locales. Les seigneurs féodaux respectent leurs pouvoirs et se contentent d'une souveraineté formelle. Les fors de Béarn qui remontent aux années 1080 représentent la plus ancienne législation écrite en France, il s'agissait autant d'une charte politique que d'un code de justice dont même le souverain du Béarn ne pouvait se défaire. Le 6 janvier 1189, exactement 600 ans avant Paris, Toulouse fait sa Révolution bourgeoise et devient dès lors une République. Les Toulousains se révoltant, Raimond V abandonne ses prérogatives au profit de la municipalité élue. L'autorité des consuls devient totalement indépendante de celle du comte. Celui-ci conserve le droit de frapper sa monnaie et de lever des troupes dans la ville si les intérêts des Toulousains sont directement menacés.
« Toulouse a été libre, de plein droit, et le sera sans fin. »
— Délibération des Capitouls, Dimanche 8 septembre 1295 La république de Toulouse
« Les comtes [de Toulouse] ont donc la grande ville, qui est pour eux à la fois une force et une faiblesse. Elle leur vaut d'importants revenus ; elle est une vraie capitale, plus puissante, et plus rayonnante que Paris. Mais elle est habitée par une bourgeoisie opulente, qui s'est donnée ses propres institutions et, en fait, le comte n'est maître de Toulouse qu'autant que les bourgeois le veulent bien. Il faut donc se représenter Toulouse comme une libre République, en tout semblable aux Républiques italiennes de la même époque, mais qui vit dans une paix relative avec le comte ; et c'est là une des grandes originalités de la situation. »
— Jacques Madaule, Le Drame albigeois et l'Unité française, Gallimard, Idées, 1973, p. 27

#### Une unification possible

Croix des Bosonides

Avec l'effondrement de l'autorité carolingienne en Provence, la famille des Bosonides réunie les territoires de Provence et de Bourgogne. La région fut incorporée à la Bourgogne Cisjurane ou Cisjurásica, et elle fut ensuite intégrée au royaume d'Arles au Xe siècle. La lignée des Bosonides finit par s'éteindre progressivement au XIe siècle. Les droits sur le comté furent transférés, par mariage, aux comtes de Toulouse (1019), et aux comtes de Gévaudan puis aux comtes de Barcelone (1112). Ils laisseront notamment en héritage le symbole de la croix d'Arles, reprise par les seigneurs languedociens.
En Aquitaine, le duc Acfred meurt en 927. Dernier héritier de la famille des Guilhelmides par sa mère, son décès entraine une guerre de succession pour le duché d'Aquitaine, qui oppose pendant vingt ans la maison de Poitiers, où Acfred avait choisi comme successeur son cousin éloigné Ebles Manzer, et la maison de Toulouse. C'est finalement le fils d'Ebles, Guillaume Tête d'Étoupe qui finit par l'emporter en 962.
En Gascogne, le comte Sanche Guillaume meurt sans héritier en 1032. La Vasconie revient à son neveu Eudes de Poitiers, duc d’Aquitaine, puis en 1039 à la mort de celui-ci, à Bernard Tumapaler d'Armagnac, l'Aquitaine et le Poitiers revennant à son demi-frère Guillaume Aigret. En 1056, Guillaume VIII d'Aquitaine succède à son frère et décide de mettre au pas ses vassaux. En 1061, il est battu aux sources de la Boutonne par les neveux de Geoffroy Martel, mais il prend Saintes et le contrôle de la Saintonge à partir de 1062. Cela lui permet de relier facilement ses deux capitales, Poitiers et Bordeaux. La même année, il rentre alors en conflit avec Bernard Tumapaler pour le contrôle du comté de Bordeaux. La victoire de Guillaume VIII lors de la bataille de La Castelle rattache définitivement la Vasconie au duché d'Aquitaine. En 1064, il prend et incendie Toulouse.
Enfin, en 1067, Roger III de Carcassonne ne laisse pas d'héritier au comté de Carcassonne et de Razès et au vicomté de Béziers et d'Agde. Raimond-Bérenger Ier de Barcelone achète Carcassonne (4000 mancus d'or), mais le vicomte d'Albi Raymond-Bernard Trencavel, marié à Ermengarde de Carcassonne, sœur de Roger III, finit par prendre le pouvoir dans la ville. De fait, le comte de Barcelone prend le titre de comte de Carcassonne, tandis que les Trencavel deviennent vicomtes de Carcassonne, placé sous la suzeraineté de Barcelone.
À partir de ce moment, dans un contexte de prospérité et d'importance tout autant politique que culturelle, trois pouvoirs occitans, parmi les plus puissants de leur époque peuvent prétendre unifier ce territoire :
- Le pouvoir poitevin : les comtes de Poitiers (les Ramnulfides) ont autorité sur la « Grande Aquitaine » qui s'étend des Pyrénées à la Loire et jusqu'à l'Auvergne.
- Le pouvoir catalan : les comtes de Barcelone (les Bellonides), contrôlant également le comté de Provence, unis au royaume d'Aragon à partir de 1137.
- Le pouvoir toulousain : les comtes de Toulouse (les Raimondins) contrôle le territoire de Marmande à Avignon, la Gothie et le marquisat de Provence.

Ces trois maisons rivales sont capables de « rassembler les terres où, maintenant, une ethnie consciente de son identité écrit sa langue toute neuve. »
« Toutes trois sont alors parmi les plus puissantes de l'Europe : elles ont toutes trois une vocation européenne ; elles sont riches ; leurs terres sont bien défrichées par les campagnes de colonisation monastique ; elles sont traversées par les routes des grands pèlerinages, surtout Saint-Jacques-de-Compostelle ; leurs villes, leurs entrepôts, leurs ports, Toulouse, Marseille, Bordeaux, Auch, Bayonne, Beaucaire, Narbonne, Poitiers, Carcassonne, Béziers, Avignon, Saint-Gilles, Fréjus, Saragosse, Barcelone, sont parmi les plus actifs et les plus brillants. Attirantes, bien urbanisées, ces terres sont, comme la Sicile, l'objet de la convoitise des puissances ambitieuses que sont la royauté française et l'Empire. »
— Réalités de l'Occitanie, p. 27
Toutefois jusqu'au XIIe siècle, la grande guerre méridionale qui est une longue suite de conflits déchirant les différentes familles seigneuriales va empêcher l’unification et affaiblir les états.
C'est au moment où ces régions sont les plus florissantes que s’abat la Croisade contre les Albigeois aboutissant à leur ruine, entamant ainsi un processus de déclin.

#### La croisade des Albigeois
- Couronne d'Aragon
- Vassaux de la Couronne d'Aragon
- Comté de Toulouse
- Vassaux du comté de Toulouse
- Autres souverainetés

Carte de la croisade des Albigeois à la date de la bataille de Muret en 1213.
Couronne d'Aragon
Vassal de la Couronne d'Aragon: Béarn
Vassal de la Couronne d'Aragon: Comminges
Vassal de la Couronne d'Aragon: Gévaudan
Vassal de la Couronne d'Aragon: Provence
Protectorat de Pierre II d'Aragon: comtés de Toulouse et de Foix
Anciens domaines de la Maison Trencavel attribués à Simon de Montfort
Autres souverainetés

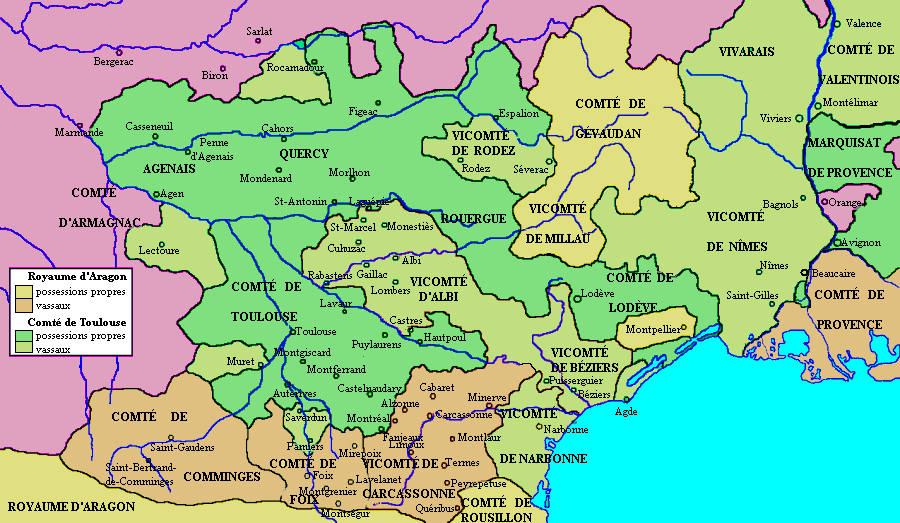
Couronne d'Aragon et comté de Toulouse avant le début de la croisade des barons en 1209.
Couronne d'Aragon
Vassaux de la Couronne d'Aragon
Comté de Toulouse
Vassaux du comté de Toulouse
Autres souverainetés

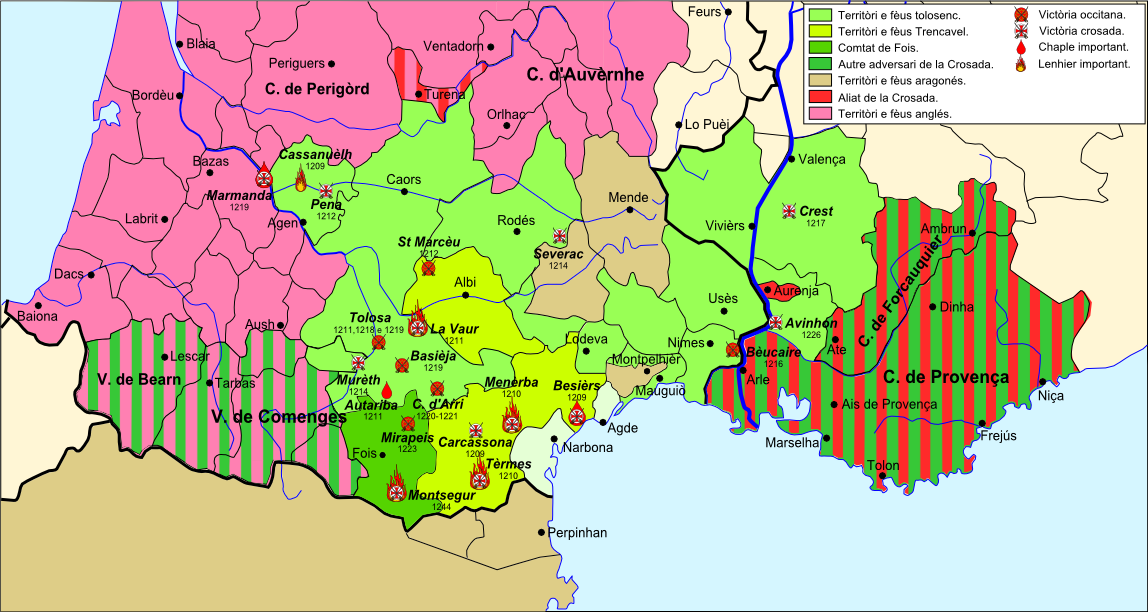
Schéma général de la croisade des Albigeois.

A la veille de la croisade des Albigeois, les différents états du Languedoc sont en paix et disposent d'un relatif équilibre. Le territoire est essentiellement dominé par Raymond VI de Toulouse et Raimond-Roger Trencavel, vicomte d'Albi, vassal à la fois du comte de Toulouse et du roi d'Aragon selon les villes. Raymond VI est de plus marié à Éléonore d'Aragon, sœur de Pierre II d'Aragon. Ce dernier est marié à Marie de Montpellier, fille unique de Guilhem VIII, seigneur de Montpellier. Raymond-Roger de Foix est affilié à la maison Trancavel par sa mère.
En Provence, la naissance vers 1198 de Raimond-Bérenger V issue d'Alphonse II de Provence et de Garsende de Sabran marque la réunion du Comté de Forcalquier à celui de Provence, après un siècle d'indépendance. Du côté occidental, Bernard IV de Comminges se réserve une prudente neutralité. Quant au duché d'Aquitaine, les différentes guerres de ses monarques Richard Cœur de Lion puis Jean sans Terre (au Levant, au Limousin et en Normandie), ne laissait peser aucune menace sur les royaumes plus au sud.
Les notions clés de l'éthique occitane moyenâgeuse sont la joi (la joie de vivre et la sublimation érotique), le paratge (respect de l’autre, égalité de tous les membres d'un groupe social), la mercé (tolérance), la larguesa(ouverture d'esprit), le prètz (la noblesse de cœur), la convivéncia (vivre ensemble en harmonie) et la fin'amors (amour parfait). L'ouverture culturelle, l'originalité, la tolérance de cette communauté, ainsi que l'absence de contact avec les universités catholiques du nord, permettra la propagation de l'hérésie cathare.
Sous prétexte de mettre fin à cette hérésie, la croisade des Albigeois fut le point de départ d'une série d'annexions à la France de la plupart des provinces et royaumes occitans.
Après vingt années de guerre ouverte et une dizaine de rébellion larvée, cette croisade a eu des répercussions autant sur le plan religieux que sur le plan politique en Occitanie.
Sur le plan politique, les comtés de Toulouse et de Foix et les vicomtés Trencavel étaient vassaux du roi de France en théorie, mais indépendants par rapport à ce dernier de fait, tout en subissant l'influence du royaume d'Aragon. La croisade modifie radicalement cette situation et à la fin du XIIIe siècle.
Le 18 juin 1209, Raymond VI de Toulouse fait amende honorable et rejoint la croisade menée par Arnaud Amaury, lassant seul Raimond-Roger Trencavel. Béziers est prise le 22 juillet 1209, puis Carcassonne tombe le 15 août. Trencavel est emprisonné et mourra trois mois plus tard. Simon IV de Montfort le remplace. Durant deux ans, ce dernier continue la lutte dans le Languedoc. Au début du mois de janvier 1211, le roi Pierre II d'Aragon organise une conférence visant à négocier la paix entre Arnaud-Amaury, Simon de Montfort, Raymond de Toulouse, qui n'avait combattu les cathares que mollement, et Raymond-Roger de Foix qui avait affiché une franche hostilité vis-à-vis de la croisade. Le 3 mai 1211, Lavaur tombe, et Simon de Montfort peut se retourner contre le comté de Toulouse. Pendant ce temps Pierre II d'Aragon plaide pour les comtes de Toulouse, de Foix et de Comminges et négocie avec le pape qui déclare la fin de la guerre contre les hérétiques le 15 janvier 1213. Le 12 septembre 1213, ils affrontent Simon de Montfort à la bataille de Muret. Au cours de la bataille Pierre II est tué par Alain de Renty. Les troupes toulousaines s'enfuirent ou furent massacrer.
Au concile du Latran dure du 11 au 30 novembre 1215 le pape décide le 15 décembre 1215 d'attribuer définitivement le marquisat de Provence à Raymond VII de Toulouse, fils de Raymond VI, et le comté de Toulouse, les vicomtés de Carcassonne et de Béziers et le duché de Narbonne à Simon IV de Montfort.
En 1255, seul le comté de Foix et la vicomté de Narbonne ne sont pas annexés au domaine royal. Le comté de Toulouse et les vicomtés de Béziers, de Carcassonne et d'Albi sont remplacés par trois sénéchaussées de Toulouse, Carcassonne et Beaucaire. Montpellier et le Gévaudan, possessions du roi d'Aragon, sont achetés par le roi de France. Les maisons de Toulouse et de Trencavel s'éteignirent et l'Aragon se tourna définitivement vers la Reconquista et les possessions en méditerranée.
En 1271, le comté de Toulouse est finalement réuni au domaine royal, par Philippe III qui devient l'Intendance de Languedoc.
Une des conséquences de la conquête capétienne sera la formation d'universités, reconnue par des bulles papales : Montpellier en 1220, Toulouse en 1229 et Cahors en 1331.

#### Le partage de l'Auvergne
Gouvernée jusqu'alors par les ducs d'Aquitaine, qui portent aussi le titre de comte d'Auvergne, pouvoir lointain exercé sur place par des vassaux, l'Auvergne connaît un changement politique majeur à la fin du Xe siècle, lorsque Guy, vicomte de Clermont et d'Auvergne, se proclame comte d'Auvergne (comes arverniae). Il est à l'origine de la dynastie comtale héréditaire, qui se choisit pour capitale la ville de Montferrand. Au nord de l'Auvergne, la seigneurie de Bourbon est créée au vers 915, comme étant un fief du comté d'Auvergne. Elle le restera jusqu'à être érigée en duché-pairie au XIVe siècle.
Théoriquement vassaux des ducs d'Aquitaine, les comtes d'Auvergne s'affranchissent en réalité de plus en plus de leurs suzerains directs, tandis que se renforce l'idée royale, propagée par les clercs, qui donne aux rois capétiens des droits sur toute l'ancienne Gaule. Ainsi, à mesure que l'autonomie des comtes d'Auvergne s'affirme, l'Auvergne s'intègre progressivement au royaume de France.
En 1137, Aliénor d'Aquitaine est mariée à Louis VII le Jeune. Durant près de 15 ans, une partie du Midi et de l’Ouest de la France, l’équivalent de 19 départements actuels, furent réunis au domaine royal. Toutefois son divorce suivit d'un second mariage en 1152 avec Henri Plantagenêt (futur roi d'Angleterre) fit renter la Guyenne dans l'Empire angevin et devint le théâtre de la rivalité entre Capétiens et Plantagenêt jusqu'en 1453.
En 1147 Robert III d'Auvergne meurt en Terre Sainte. À son retour en Auvergne, son fils Guillaume « le jeune », se trouve dépossédé par son oncle Guillaume « l'Ancien » à qui l'on avait confié les biens et prérogatives pendant l'absence du comte Robert. Le conflit aboutit à un partage des terres du comté : Guillaume l'Ancien (ou Guillaume VIII) garde la plus grande partie des terres et conserve le nom de comté d'Auvergne ;
Guillaume le Jeune (ou Guillaume VII) conserve Montferrand, la capitale comtale, ainsi que quelques terres autour de Pontgibaud et en Limagne (Dauphiné d'Auvergne).
En 1212, le roi de France Philippe-Auguste envoie une armée en Auvergne et dépouille Guy II de presque tout son comté. L'Auvergne tombe à la suite du siège de Tournoël en 1213. Les territoires confisqués, qui représentent la plus grande partie de l'Auvergne, sont annexés au domaine royal et nommés « Terre d'Auvergne ». Ainsi, à partir du début du XIIIe siècle, l'ancien comté d'Auvergne se trouve morcelée en quatre entités politiques aux statuts inégaux : Le comté d'Auvergne, petite région centrée sur Vic-le-Comte, le Dauphiné d'Auvergne, région située à l'ouest d'une ligne Clermont-Issoire, la seigneurie épiscopale de Clermont, propriété de l'évêque de Clermont et la Terre d'Auvergne qui devient en 1360 le duché d'Auvergne avec Riom pour capitale.

#### La guerre de Cent Ans

##### Les prémices de la guerre

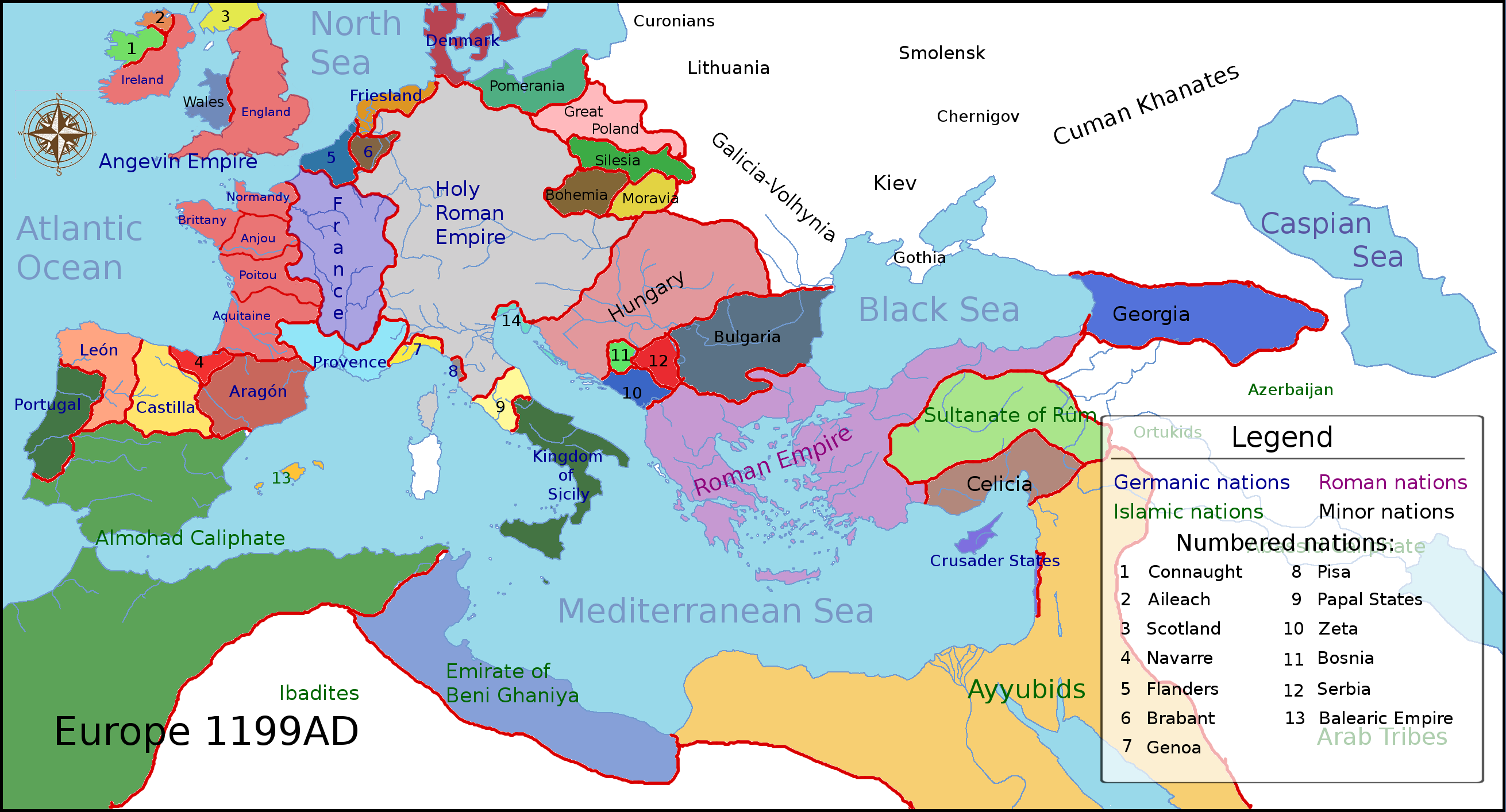
Carte politique de l'Europe en 1199.
France
Angleterre
Provence

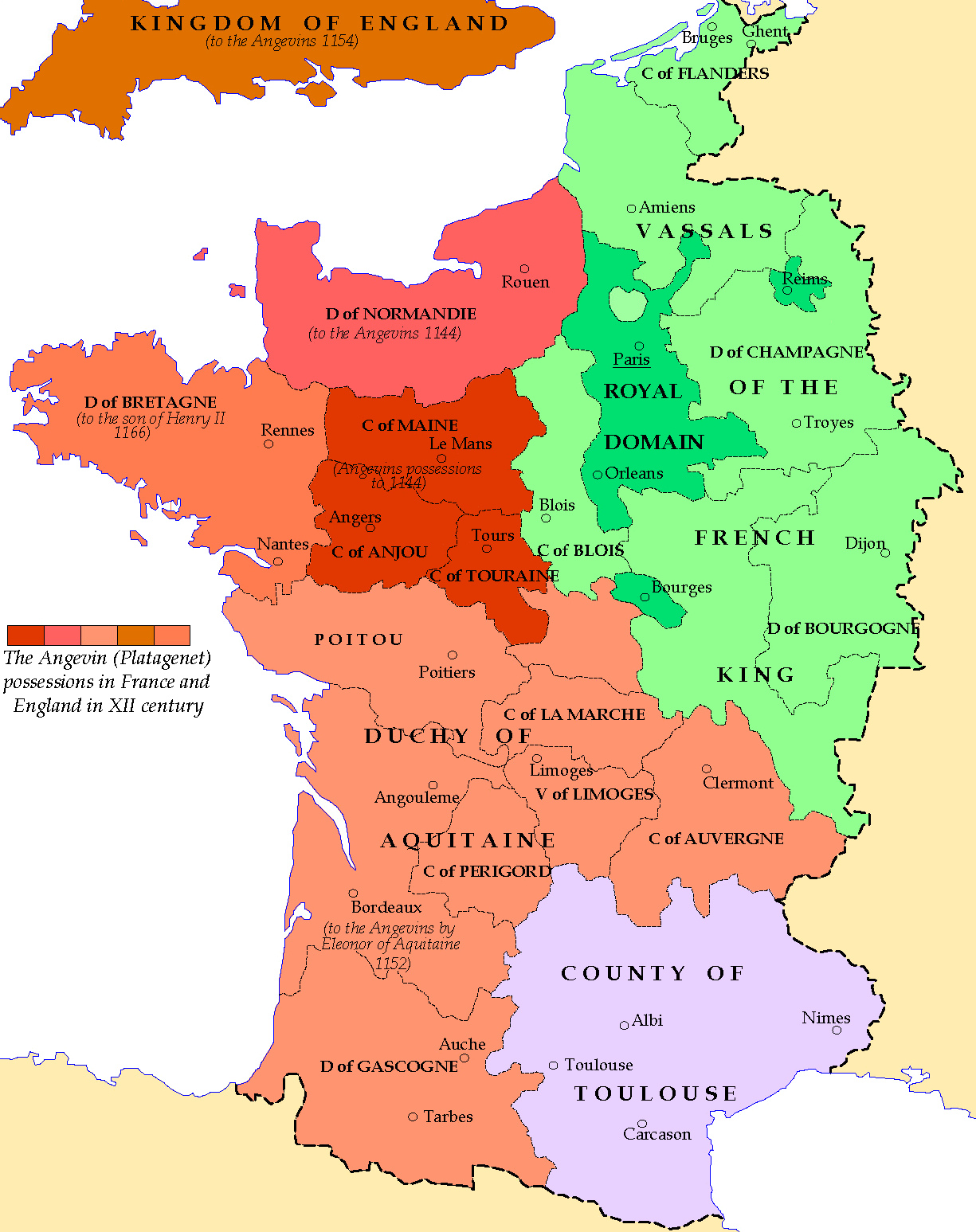
Les terres continentales de l'Empire Plantagenêt à la fin du XIIe siècle.

Les luttes entre Plantagenêts et Capétiens ont commencé bien avant la guerre de Cent ans. La guerre de Cent Ans sera la continuation de ces affrontements entre Plantagenêts et Valois
Les domaines d'Aliénor d'Aquitaine sont apportés au domaine royal français par son mariage le 25 juillet 1137 avec le futur roi de France Louis VII. Ce mariage permit au domaine royal français de presque tripler. À la suite de leur divorce, Aliénor d'Aquitaine retire sa dot au roi de France: soit la Guyenne, la Gascogne, le Poitou, le Limousin, l’Angoumois, la Saintonge et le Périgord.
Aliénor d'Aquitaine se remarie en 1152 avec Henri II Plantagenêt, comte d'Anjou, duc de Normandie et futur roi d'Angleterre. Le duché d'Aquitaine et le comté de Poitiers sont apportés en dot, renversant ainsi le rapport des forces entre les souverains Capétiens et Plantagenêts.
Appliquant les règles du système féodal et désirant ôter aux Capétiens tout prétexte d'agression, les Plantagenêts ont périodiquement renouvelé l'hommage qu'ils doivent à leur suzerain pour leurs terres d'outre-mer. Cependant la royauté française n'hésita pas à accepter l'hommage de différents prétendants pour affaiblir le souverain régnant en Angleterre.
À la suite de la croisade des Albigeois, les rois de France parvinrent à annexer des terres centrales de l'Occitanie. Les titres des anciens domaines n'étant plus valables, il fallut donner un nom à ces nouveaux territoires royaux au sud de la Loire. Les capétiens ont créé le nom d' »Occitania » en latin, à partir de la particule « Òc » (oui en occitan) et de « Aquitania » (Aquitaine). Ce qui semble marquer une revendication de la prestigieuse Aquitaine par le pouvoir royal.
Au cours du XIIIe siècle, les capétiens annexent une grande partie de l'Aquitaine :
Espérant récupérer la couronne anglaise grâce au soutien de Philippe II Auguste, Jean sans Terre prête hommage en 1193 à Philippe mais Richard Cœur de Lion reprend sa place de roi.
Succédant à Richard en 1199, Jean sans Terre fournit involontairement aux Capétiens le prétexte juridique qui leur permettra de réclamer leurs fiefs continentaux lorsque les circonstances s'avéreront favorables. Il a été déshérité le 28 avril 1202 par les barons composant la cour de France parce que « lui et ses ancêtres avaient négligé de faire tous les services dus pour ces terres […] ». Jean sans Terre perd le Poitou (1205) puis l'Auvergne (1210) face à Philippe II Auguste.
Le roi Louis VIII de France porte la guerre en Guyenne : Il prend La Rochelle, la Saintonge, le Limousin et le Périgord. Bordeaux et la Gascogne résistent. Les pertes sous Henri III d'Angleterre ne seront rendues aux Plantagenêts par le traité de Paris en 1258 qu'en échange de redevenir l'homme lige du roi de France. Cette décision porte en elle le germe de la Guerre de Cent Ans.
La guerre de Guyenne (1294-1303) est le principal affrontement féodal avant la Guerre de Cent Ans dont elle constitue une prémisse. La guerre n'a pas résolu la querelle féodale entre les deux royaumes et n'a rien clarifié au sujet de la Guyenne.
Ces problèmes récurrents, ajoutés à la Succession à la couronne de France après l'extinction des Capétiens directs lorsqu'Édouard III devient Roi d'Angleterre, sont les principales causes de la Guerre de Cent Ans dont une partie du conflit se déroulera en Guyenne, ravivant les conflits précédents et les rivalités locales.

###### Implication des dynasties locales

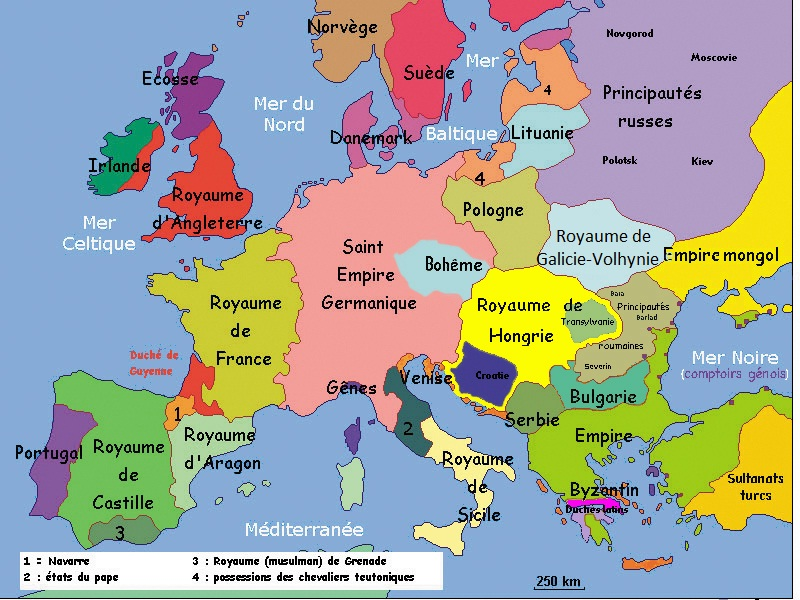
Le duché de Guyenne sur la carte de l'Europe politique au XIIIe siècle.

###### Déroulement de la guerre

Le royaume de France en 1429.

1337 :   - Territoires anglais en 1337 - Royaume de France - Possessions des Plantagenêts en 1180
1365 (après les traités de Brétigny et de Guérande) :   - Territoires contrôlés par Édouard III d'Angleterre en 1337 - Territoires cédés par la France à l'Angleterre par le traité de Brétigny - Territoires contrôlés par Jean II le Bon - Territoires contrôlés par Charles IV de Luxembourg
1380 (reconquête de Charles V) : Domaine royal Apanages des frères du roi Comté de Foix-Béarn autonome Bretagne alliée aux anglais Possessions de Charles de Navarre, allié des Anglais
1422 (après le traité de Troyes) : Territoires contrôlés par Henri VI d'Angleterre Territoires contrôlés par Philippe III de Bourgogne Territoires contrôlés par Charles VI de France

- 1380 (reconquête de Charles V) :   - Domaine royal
  - Apanages des frères du roi
  - Comté de Foix-Béarn autonome
  - Bretagne alliée aux anglais
  - Possessions de Charles de Navarre, allié des Anglais
  - Chevauchée de Lancastre en 1369
  - Chevauchée de Robert Knolles en 1370
  - Chevauchée de Lancastre en 1373
- 1422 (après le traité de Troyes) :  - Territoires contrôlés par Henri VI d'Angleterre
  - Territoires contrôlés par Philippe III de Bourgogne
  - Territoires contrôlés par Charles VI de France

#### Papauté d'Avignon
Lors du XIIe siècle la rivalité entre les comtes de Toulouse et de Barcelone aboutit à la partition du comté de Provence. Le marquisat de Provence devient un fief d'Alphonse-Jourdain de Toulouse.
À la suite de la Croisade des Albigeois, le Traité de Meaux-Paris (1229) est imposé à Raymond VII de Toulouse, et les territoires situés à l'est du Rhône - le marquisat de Provence - doivent passer à la papauté. Toutefois, le marquisat reste aux comtes de Toulouse car le royaume de France rechigne à le voir passer à l'Église. Ce n'est qu'à la mort de Jeanne de Toulouse et de son époux Alphonse de Poitiers, en 1271, que le marquisat passe au roi de France, Philippe III, qui le cède en 1274 au pape Grégoire X qui l'érige en Comtat Venaissin.
Au début du XIVe siècle, Philippe IV le Bel et la papauté s'affrontent pour la supériorité du pouvoir spirituel ou du pouvoir temporel. Clément V fait son possible pour se concilier les bonnes grâces du puissant roi de France, mais repousse sa demande d'ouvrir un procès posthume contre Boniface VIII qui aurait pu justifier a posteriori l'attentat d'Anagni. En 1307, il a un entretien avec le roi capétien où il est question en particulier du sort des Templiers.
Le concile de Vienne convoqué par Clément V pour juger l'ordre du Temple, nécessitait qu'il se rapprochât de cette ville. Il rejoignit donc le Comtat Venaissin. Si son choix se porta sur la ville d'Avignon, c'était que sa situation sur la rive gauche du fleuve la mettait en relation avec le nord de l'Europe, par l'axe Rhône/Saône. Par ailleurs dans cette vallée du Rhône, frontière commune entre la France et le Saint-Empire romain germanique, seules des villes desservies par un pont pouvaient postuler à un rôle de capitales internationales. C'était le cas d'Avignon avec le pont Saint-Bénézet, lieu de passage obligé entre l'Espagne et le Languedoc, la Provence et l'Italie.
À la mort de Grégoire XI, le conclave de 1378 voit l'élection d’Urbain VI. Cela entraîne la scission du Sacré Collège, qui élit à Fondi l'antipape Clément VII qui s'installe à Avignon. Cet événement est le point de départ du Grand schisme d'Occident.

Carte historique du grand schisme d’Occident 1378-1417.
États reconnaissant le pape de Rome
États reconnaissant le pape d'Avignon
États ayant changé d'obédience durant le schisme

#### L'Occitanie du

Complexité des liens de vassalité en 1477 dans le royaume de France (ligne rouge).

### Époque moderne

#### L'Occitanie duXIVeauXVIesiècle

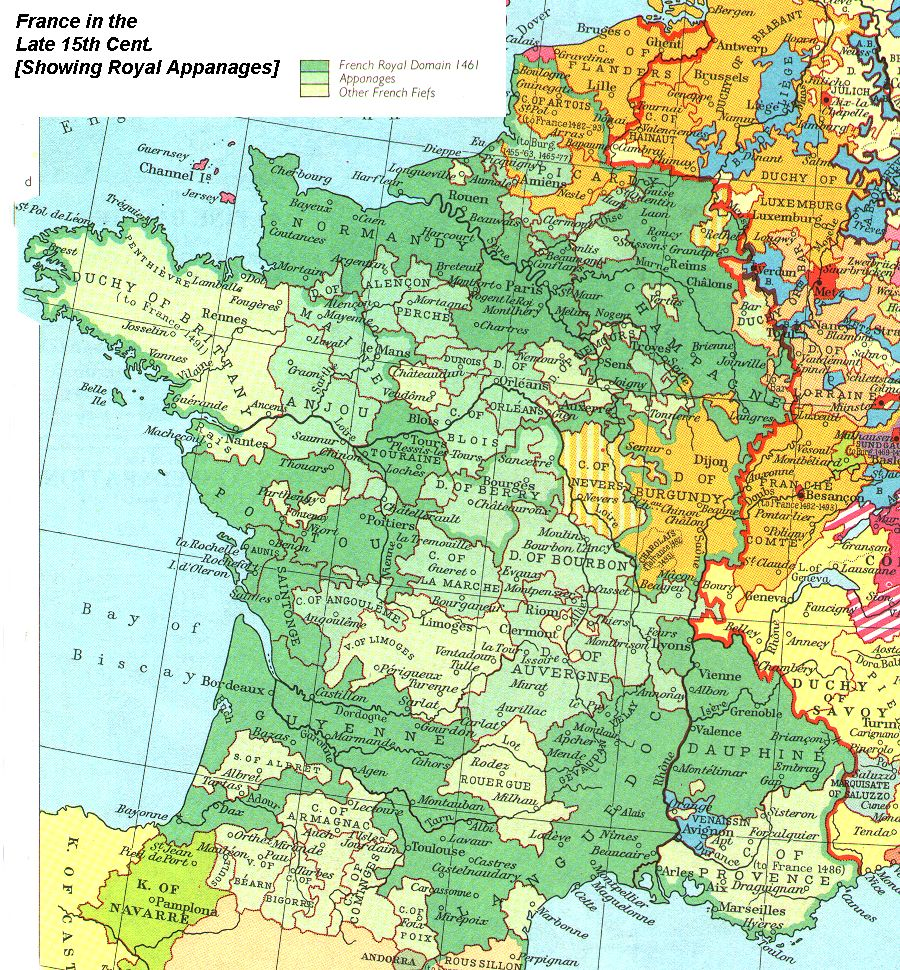
Limites de l'autorité royale en 1461.
Domaine royal français
Apanages liés au roi de France
Duc de Bourgogne
Maison de Savoie
États du pape
Autres fiefs

##### La consolidation du royaume dans le Massif central

Couronne de France en 1515.
Acquisitions de François Ier (1515-1547).

##### La chute du royaume de Navarre

La Navarre, dernier réduit du pouvoir occitan.
Territoire incorporé à la Castille en 1463
Domaines de la Maison d'Albret
Domaines de la Maison de Foix
Haute-Navarre, territoire conquis et annexé par la Castille en 1515
Basse-Navarre

##### Les guerres de Religion (1562-1598)

Huitième guerre de Religion (1585-1598) sur la carte de la France en 1685.
Territoires contrôlés par les Huguenots
Territoires disputés entre les Huguenots et la Ligue de Guise

###### Confédéralisme des Provinces de l'Union
Les guerres de Religion en France au XVIe siècle ont conduit à la création des Provinces de l'Union en Occitanie.

##### Les rébellions huguenotes

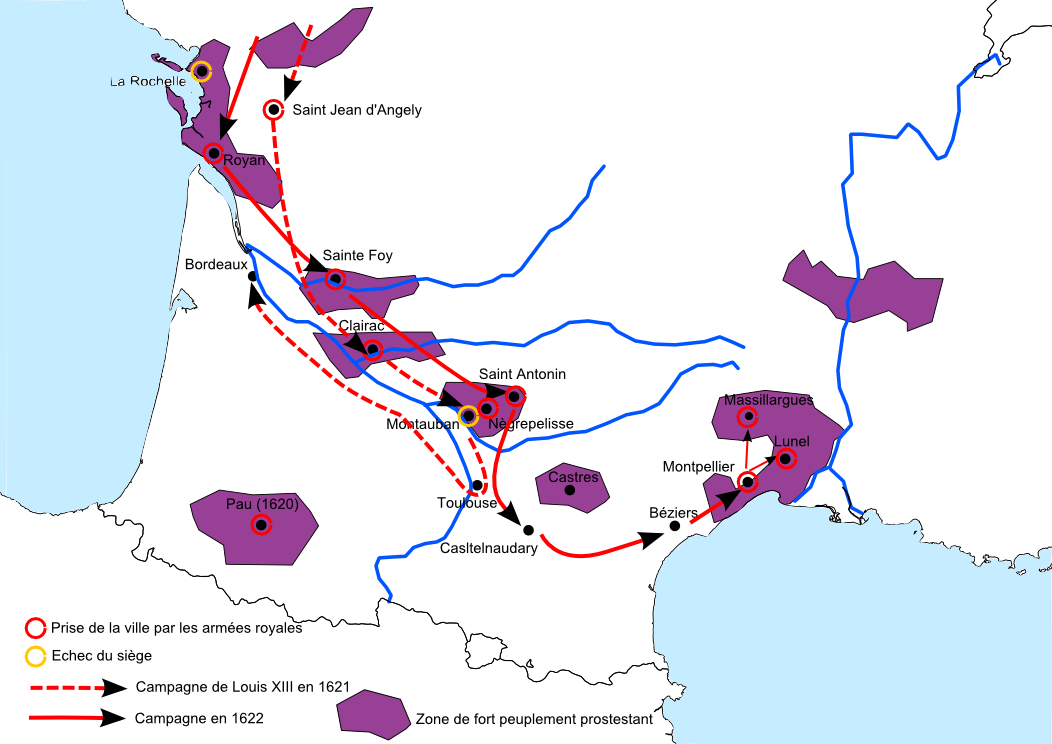
Campagnes de Louis XIII dans le Midi (1621-1622).
Zones de fort peuplement protestant

- Zones de fort peuplement protestant

##### Les révoltes populaires

###### Révoltes des Croquants
Les Jacqueries des croquants sont diverses révoltes populaires d'ordre fiscal aux XVIIe et XVIIIe siècles.

##### Les Traites
- Provinces réputées étrangères

Carte des Traites au XVIII.
Provinces réputées étrangères

Depuis le milieu du XVIIe siècle à la fin du XVIIIe siècle, les territoires occitans rattachés à la France sont divisés entre des provinces réputées étrangères qui forment des zones douanières et fiscales autonomes, et des provinces à l'instar de l'étranger effectif qui forment des zones franches. Contrairement aux provinces des Cinq Grosses Fermes, la perception des droits levés dans les provinces n'est pas soumise au droit du Roi.
- Les « provinces réputées étrangères » ont été annexées anciennement, mais elles ne font pas partie du domaine privé du roi comme les « provinces des 5 grosses fermes ». Les droits sur les échanges hors de la province sont élevés et limitent le commerce : Dauphiné, Guyenne (plusieurs régions), Languedoc (plusieurs régions), Provence, Roussillon, le royaume de Navarre (Béarn).
- Les « provinces à l'instar de l'étranger effectif » sont des territoires récemment acquis, fermés du côté français. Le commerce est libre avec l'étranger, mais non avec le reste du royaume : province du Labourd (Bayonne, Anglet et Biarritz ainsi que la zone charnègue), Comtat venaissin, Marseille.

En 1664 une tentative d'unification douanière échoue à la suite de l'opposition des provinces « réputées étrangères ». Mais le tarif national de 1667 leur est finalement imposé sur plus du 2/5e des marchandises. À la veille de la Révolution de 1789, presque tous les droits de traite et autres droits indirects sont affermés par bail de six ans à une compagnie de financiers (la Ferme générale).

#### L’Occitanie pendant la Révolution française

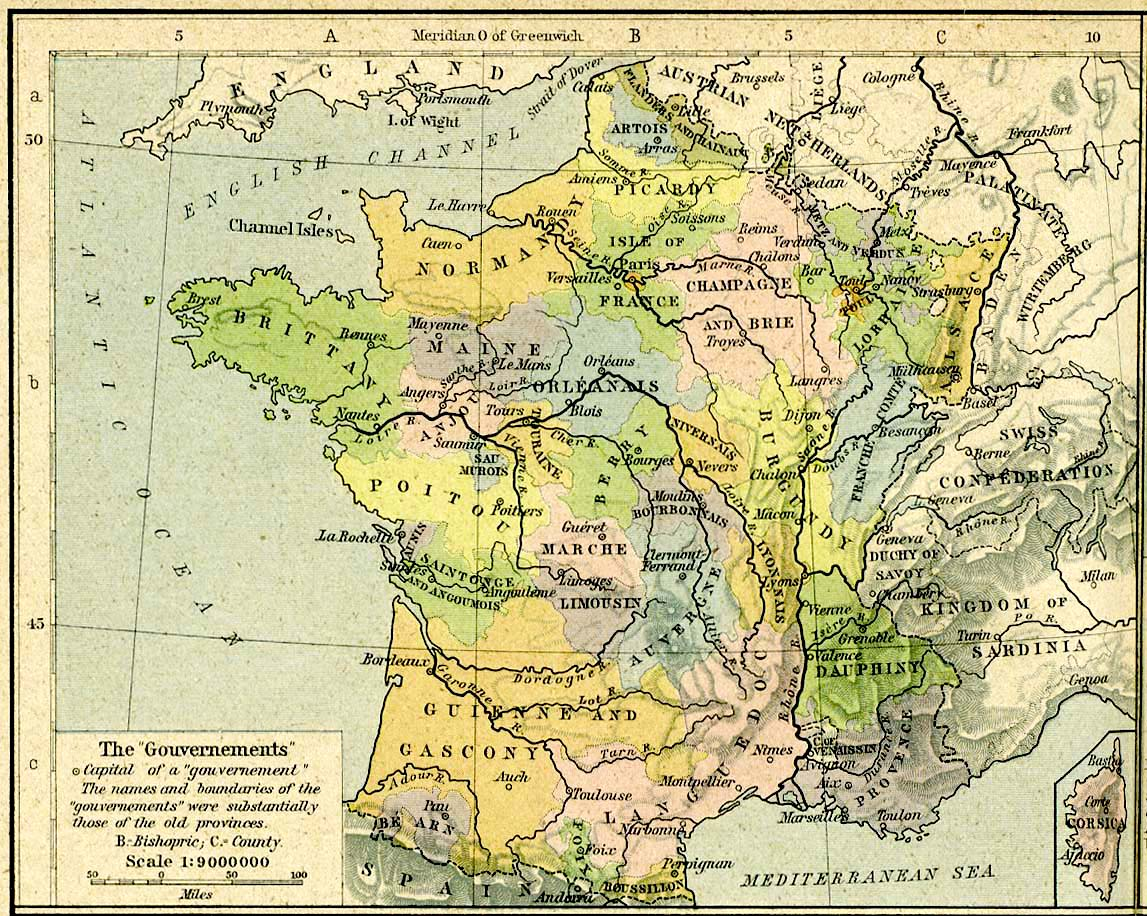
Les anciens gouvernements de France (1789).

Les Généralités de France, montrant les pays d'états et les pays d'élection en 1789.

#### Sous l'Empire français

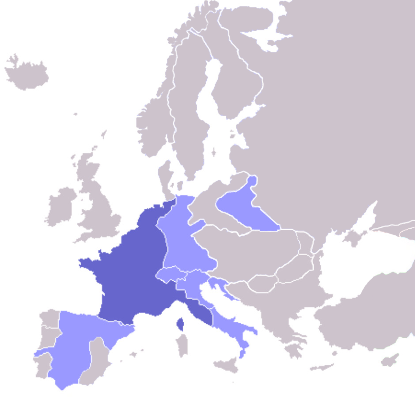
L'Empire français sous Napoléon en 1811.

L'Occitanie dans l'empire français en 1812.

#### Le félibrige

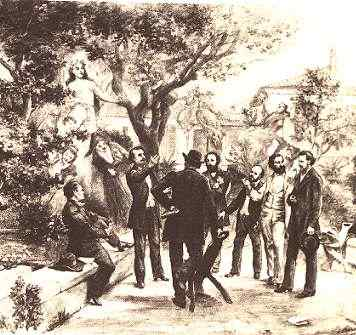
Réunion du Félibrige en 1854.

#### L'unification de l'Italie

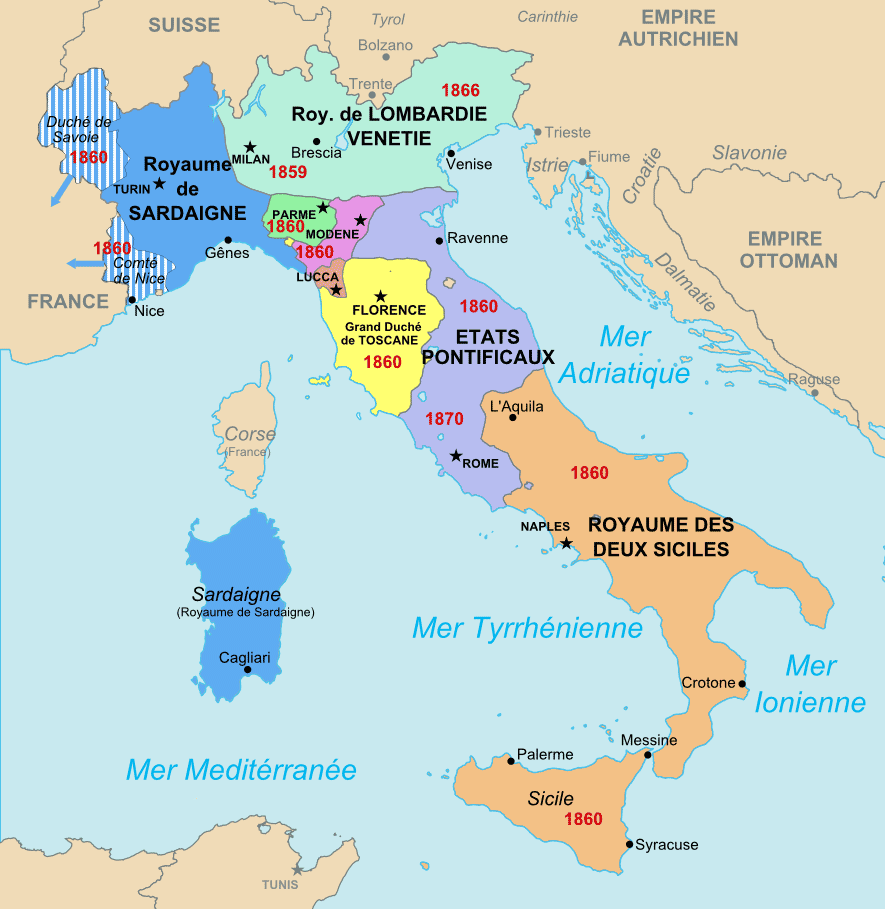
Le comté de Nice devient français en 1860.

### Époque contemporaine

#### L'Occitanie 1900-1940

##### L'entre-deux-guerres

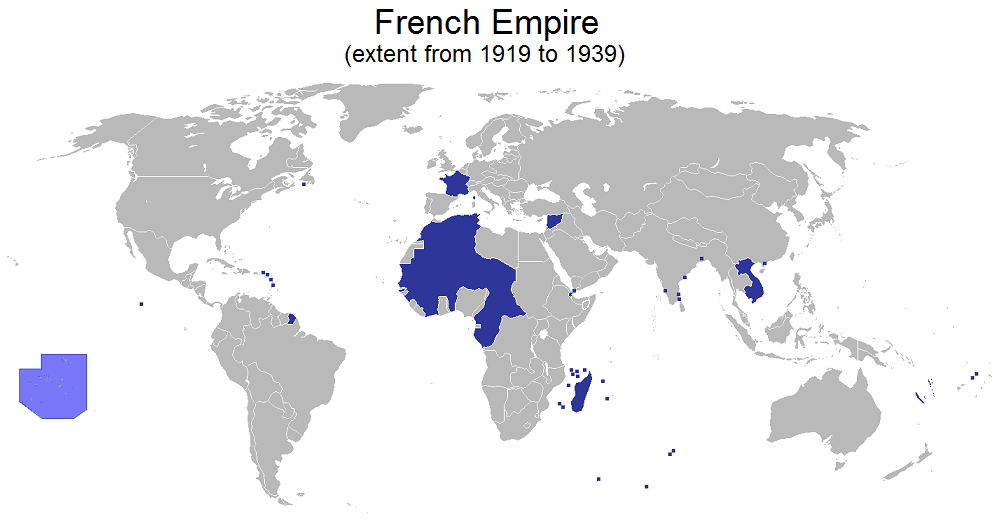
L'Empire colonial français en 1919-1939.

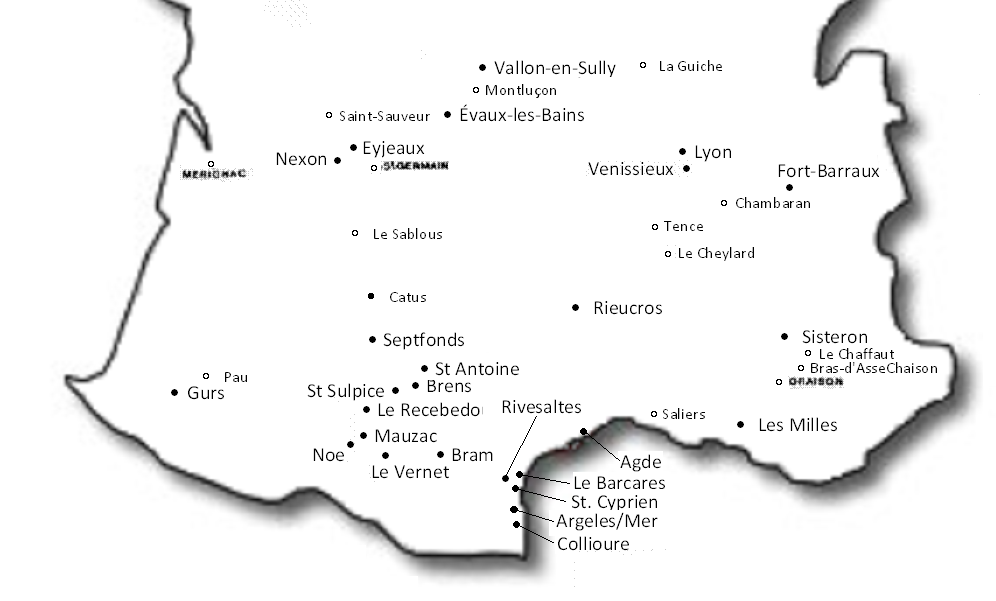
Carte des camps de concentration des réfugiés espagnols de la Retirada, en 1939.

À partir des années 1930, les réfugiés espagnols issus de la Retirada après la guerre d’Espagne sont d'abord concentrés dans des camps aux conditions de vie déplorables, installés à la hâte essentiellement sur les plages du littoral du Roussillon, comme ceux d'Argelès-sur-Mer ou du Barcarès, mais aussi d'autres départements, comme le camp d'Agde dans l'Hérault. Une grande partie d'entre eux fera ensuite souche dans les Pyrénées-Orientales, plus généralement dans l'ensemble des départements côtiers de l'ancien Languedoc-Roussillon ou dans ceux de la frontière pyrénéenne (Hautes-Pyrénées et Ariège), s'ajoutant à quelques communautés formées dès le début du siècle par la migration de travailleurs agricoles majoritairement originaires de la région de Murcie (Mauguio étant l'un des principaux pôles de cette immigration dans la région et plus généralement en France). Ces populations d'origines espagnoles ont fortement marqué la région sur les plans démographiques, économiques et culturels, en entretenant des pratiques spécifiques (romerias, encierros, flamenco, corridas, etc.),,. Les arrivées d'Espagnols, comme celles d'Italiens, ont pourtant progressivement diminué à partir de la fin des années 1960 pour devenir quasiment inexistantes à la fin du XXe siècle.

#### La seconde guerre mondiale

En novembre 1942, l'Occitanie française est divisée entre zone libre, zone occupée par l'Allemagne, zone militaire littorale et zone occupée par l'Italie.

La fin de la guerre sera marquée par un nationalisme français triomphant. Les collaborateurs occitanistes ont été chassés, et les résistants occitanistes sont souvent attaqués tant par les gaullistes que par les communistes. À Limoges, la résistance occitaniste s'opposera aux autorités gaullistes jusqu'à ce que De Gaulle se rende à Toulouse pour désarmer les maquis.

#### La revendication occitane
Plusieurs pans de l'économie occitane s'effondrent, de nombreuses mines sont fermées et l'agriculture paysanne périclite. C'est aussi à ce moment que se dessine un clivage politique entre une France du Nord résolument gaulliste et une France du Sud qui vote en opposition au gaullisme. En 1962, le gouvernement gaulliste français décide la fermeture du complexe minier et industriel de Decazeville, fait qui sera alors considéré comme le catalyseur des revendications occitanes modernes. 
« Le conflit de Decazeville est remarquable à plus d’un titre, par sa durée, par son unité, par sa très forte mobilisation, par l’ampleur des soutiens de toutes sortes [...] S’agit-il d’un conflit traditionnel portant uniquement sur le maintien de l’emploi et la défense de la mine ? S’agit-il au contraire d’un mouvement plus large ayant une dimension régionale, voire nationale, contestant le « sous-développement », le manque d’équipements, et d’infrastructures de départements apparaissant comme volontairement déshérités ? S’agit-il d’un mouvement qui veuille remettre en cause la nature d’un pouvoir tout-puissant, conseillé par des technocrates ? [...] Le 26 janvier, 50000 manifestants à Decazeville expriment leur volonté de défendre la survie de régions victimes de la politique du pouvoir central. [...] la grève de Decazeville est porteuse de nouvelles formes de lutte ou de nouveaux thèmes. Les idées de décentralisation, de mise en place de véritables structures régionales, de lutte contre les déséquilibres régionaux font leur chemin. »
— Jean Philippe Marcy, Une grève peu ordinaire : Decazeville 1961- 1962 Arkheia Histoire, Mémoire du Vingtième siècle en Sud-Ouest.

#### L'alternance politique, la régionalisation et immigration
Presque la moitié de ces immigrés habitant les régions Languedoc-Roussillon et Midi-Pyrénées (45,7 %) proviennent d'un autre pays de l'Union européenne (essentiellement du pays voisin, l'Espagne, mais aussi d'Italie ou du Portugal), près d'un cinquième (19 %) du Maroc (surtout concentrés dans le Gard, l'Hérault et le Tarn-et-Garonne) et un dixième (11,4 %) d'Algérie (communauté assez importante en Haute-Garonne, surtout dans l'agglomération toulousaine). Ces populations immigrées, et tout particulièrement celles d'origines africaines, sont surtout concentrées dans certains quartiers des pôles urbains des grandes aires urbaines de la région, généralement ceux où le nombre de logements sociaux (sous la forme de grands ensembles) est important : Bagatelle, La Reynerie et Bellefontaine au sud-ouest accueillent 20 % des immigrés de la commune de Toulouse ; La Paillade, les Hauts-de-Massanne, Alco et le Petit Bard, au nord-ouest de Montpellier, sont les quartiers de cette agglomération comptant les plus fortes proportions d'immigrées (plus de 15 % en 1999) ; de même pour les quartiers Haut-Vernet, Bas-Vernet et Moyen-Vernet au nord de Perpignan ; pour Mont-du-Plan au centre-est de Nîmes ; pour La Devèze au sud-est de Béziers. Les populations immigrées originaires d'Espagne, d'Italie ou du Portugal, ainsi que leurs descendants, bien que très présentes également dans les grands pôles urbains, sont toutefois plus réparties dans l'espace que celles originaires du continent africain, et le pourcentage d'entre eux vivant dans une commune périurbaine ou rurale est plus important,.

### Historique des rattachements territoriaux actuels
La majeure partie des territoires aujourd'hui occitano-romans sont intégrés dans l'Empire carolingien. Charles II le Chauve, roi d'Aquitaine, puis roi de la Francie occidentale et  Empereur d'Occident établit par différentes capitulaires les règles de la féodalité. Les territoires des seigneurs locaux sont censés rester sous la souveraineté du roi, "suzerain des suzerains". Cependant, à l'éclatement de l'empire carolingien, les ducs et comtes occitano-romans gagnent leur indépendance de facto. De nouvelles alliances se mettent en place.
La majeure partie de l'Occitanie historique est par la suite incorporée au domaine royal français ou à la monarchie catholique espagnole, essentiellement entre le XIIIe et le XVIIe siècle. Ces rattachements se déroulent principalement par la voie d'alliances ou par conquête militaire; parfois aussi par l'échange ou l'achat de territoires (Provence, Menton et Roquebrune), la confiscation pour trahison (Carladès), le partage entre grandes puissances (Escartons italiens) ou par la manifestation d'une volonté plus ou moins réelle d'adhésion du peuple (Nice, Escartons français, Comtat Venaissin). D'autres territoires, principalement des villes, revendiquent l'indépendance partielle en vertu d'attributs de souveraineté reconnus, comme Lectoure, Marseille ou Arles. Ils ont été annexés de manière arbitraire lors de la départementalisation de la France. Certains territoires, comme Monaco sont eux demeurés indépendants.
| Dates     | Territoire | Blason | Pays              | Événement survenu |
| --------- | ---------- | ------ | ----------------- | --- |
| 1032-1481 | Provence   |        | Saint-Empire      | La Provence est intégrée au royaume des Deux-Bourgognes depuis le Xe siècle. À la mort de Rodolphe III de Bourgogne, le royaume est intégré au Saint-Empire romain germanique. |
| 1137-1152 | Aquitaine  |        | Royaume de France | Les domaines d'Aliénor d'Aquitaine sont apportés au domaine royal français par son mariage le 25 juillet 1137 avec le futur roi de France Louis VII. C'est un évènement d'importance historique, même si ce rattachement territorial n'est pas définitif; voir ci-après à la date 1472. Ce mariage permit au domaine royal français de presque tripler. À la suite de leur divorce, Aliénor d'Aquitaine retire sa dot au roi de France: soit la Guyenne, la Gascogne, le Poitou, le Limousin, l’Angoumois, la Saintonge et le Périgord. |
| 1137-1516 | Catalogne  |        | Aragon            | Union du Comté de Barcelone avec le royaume d'Aragon par le mariage de Raimond-Bérenger IV de Barcelone avec Pétronille d'Aragon. |
| 1152-1453 | Aquitaine  |        | Angleterre        | Aliénor d'Aquitaine, épouse le comte d'Anjou et duc de Normandie : Henri Plantagenêt. C'est un évènement d'importance historique, même si ce rattachement territorial n'est pas définitif; voir ci-après à la date 1472. Le duché d'Aquitaine et le comté de Poitiers sont apportés en dot, renversant ainsi le rapport des forces entre les souverains Capétiens et Plantagenêts. Ce remariage avec le futur roi d'Angleterre Henri II est le prélude de la guerre de Cent Ans.                                                        |
| 1388-1860 | Nice       |        | États de Savoie   | À la suite de la guerre de l'Union d'Aix, les Terres neuves de Provence marquent leur dédition à la Savoie par peur des représailles de Louis II d’Anjou. |

Les dates mentionnées sont les derniers événements historiques ayant abouti à la situation territoriale actuelle.
| Dates           | Territoire                                                   | Blason | Événement survenu | Pays          |
| --------------- | ------------------------------------------------------------ | ------ | --- | ------------- |
| 1226            | Bas-Languedoc                                                |        | Les vicomtés de Carcassonne, d'Albi et de Béziers sont annexés au domaine royal français à la suite de la croisade des Albigeois. | France        |
| 1271            | Haut-Languedoc (Toulousain)                                  |        | Incorporation au domaine royal par Philippe III de France de l'héritage de son oncle Alphonse de Poitiers qui avait acquis le comté de Toulouse en se mariant avec Jeanne, la fille du comte Raymond VII de Toulouse. | France        |
| 1271            | Haut-Languedoc (Rouergue)                                    |        | Le comté de Rouergue, qui ne doit pas être confondu avec le Comté de Rodez, appartenait aux comtes de Toulouse. | France        |
| 1271            | Velay                                                        |        | Idem ci-dessus. | France        |
| 1271/1377       | Vivarais et Valentinois                                      |        | Les évêques de Viviers souverains du Vivarais reconnaissaient le Roi d'Arles (Bourgogne) et les Empereurs du Saint-Empire romain germanique. Mais en 1271, Philippe Le Hardi intègre le Bas-Vivarais; puis en 1308, c'est Philippe Le Bel qui augmente ses possessions, et finalement, sous Charles V, tout le pays est administré par un bailli royal du Vivarais et du Valentinois. En 1377 Louis II de Poitiers-Valentinois reconnaît la suzeraineté du roi de France. | France        |
| 1325            | Bazadais                                                     |        | Cette section est vide, insuffisamment détaillée ou incomplète. Votre aide est la bienvenue ! Comment faire ? | France        |
| 1349            | Dauphiné de Viennois                                         |        | Principauté vendue au Roi de France Philippe VI de Valois par le Dauphin Humbert II de Viennois (Traité de Romans de 1349). | France        |
| 1371            | Limousin oriental                                            |        | La Vicomté de Turenne reste cependant relativement autonome jusqu'en 1738. | France        |
| 1372/1422       | Poitou                                                       |        | Premier rattachement au royaume de France à la suite de la bataille de La Rochelle, rattachement définitif ultérieur. | France        |
| 1373            | Aunis                                                        |        | Rattachement au royaume de France à la suite de la bataille de La Rochelle. | France        |
| 1375            | Saintonge                                                    |        | Idem ci-dessus. | France        |
| 1445            | Agenois                                                      |        | Cette section est vide, insuffisamment détaillée ou incomplète. Votre aide est la bienvenue ! Comment faire ? | France        |
| 1454/1498       | Comté de Comminges                                           |        | Rattaché une première fois à la couronne en 1454, puis aliéné en faveur de Jean de Lescun en 1461. Rattaché définitivement à la couronne en 1498. | France        |
| 1472            | Guyenne et Gascogne anglaise (Bordeaux, Chalosse et Labourd) |        | L'armée française l'emporte sur les Anglo-Aquitains à la bataille de Castillon et met fin à la guerre de Cent Ans (1337- 1453). Louis XI donne le duché en apanage à son frère Charles de Valois en 1469. Il revient définitivement à la couronne française à la mort de celui-ci. | France        |
| 1472            | Quercy                                                       |        | Idem ci-dessus. | France        |
| 1477            | Carladès                                                     |        | Confiscation pour trahison par Louis XI à Jacques d'Armagnac, vicomte de Carlat. | France        |
| 1483-1487       | Provence                                                     |        | En 1481, Charles V d'Anjou a vendu ses droits sur la Provence au roi de France Louis XI, lequel la rattachera au domaine royal en 1483. Mais ce n'est qu'en 1487 que les États votèrent l'annexion à la France. | France        |
| 1515            | Angoumois                                                    |        | Érigé en duché-pairie par François Ier. | France        |
| 1516            | Aragon                                                       |        | En 1469 Isabelle de Castille et Ferdinand II d'Aragon se marient créant ainsi l'union entre les couronnes de Castille et d'Aragon. À la mort de Ferdinand d'Aragon, en 1516, son petit-fils, Charles Quint prend la couronne de Castille et d’Aragon et devient ainsi le premier vrai roi d'Espagne. | Espagne       |
| 1516            | Catalogne                                                    |        | Idem ci-dessus. | Espagne       |
| 1516            | Majorque                                                     |        | Idem ci-dessus. | Espagne       |
| 1516            | Val d'Aran                                                   |        | Idem ci-dessus. En 1174, les autorités de la vallée se mettent sous la protection d'Alphonse Ier roi d'Aragon et de Navarre. Le traité de Sant Andreu de Barabés met la vallée sous la protection catalane. La région, intégrée à la couronne d'Aragon, connaitra par la suite l'histoire commune à l'Aragon et à la Catalogne. | Espagne       |
| 1516            | Valence                                                      |        | Idem ci-dessus. | Espagne       |
| 1527            | Bourbonnais                                                  |        | Le duché de Bourbonnais est rattaché à la Couronne de France, à la suite de la défection du connétable de Bourbon, Charles III de Bourbon. | France        |
| 1527            | Marche                                                       |        | Idem ci-dessus. | France        |
| 1531            | Auvergne (Duché d'Auvergne)                                  |        | Rattaché à la couronne à la mort de Louise de Savoie héritière du duché. | France        |
| 1547            | Auvergne (Comté d'Auvergne) (Clermont-Ferrand)               |        | Apporté à la couronne par Catherine de Médicis héritière du comté. | France        |
| 1607            | Comté de Rodez                                               |        | Le comté a été apporté par le mariage de Jeanne d'Albret, comtesse de Rodez, avec Antoine de Bourbon, et mère du futur roi Henri IV. Par un édit de juillet 1607, ce dernier uni officiellement le comté de Rodez à la couronne. | France        |
| 1607            | Gascogne (Duché d'Albret)                                    |        | Les fiefs vassaux du royaume de France possédés par Henri III de Navarre furent unis à la couronne de France à la suite de son accession au trône français sous le nom d'Henri IV de France. | France        |
| 1607            | Foix                                                         |        | Idem ci-dessus. | France        |
| 1607            | Gascogne (Armagnac)                                          |        | Idem ci-dessus. | France        |
| 1607            | Périgord                                                     |        | Idem ci-dessus. | France        |
| 1607            | Limousin occidental                                          |        | Idem ci-dessus. | France        |
| 1607            | Bigorre                                                      |        | Idem ci-dessus. | France        |
| 1607            | Donezan                                                      |        | Henri IV a rattaché sa possession à la couronne de France lors de son accession au trône, mais elle est restée controversée jusqu'au traité de paix des Pyrénées (1659) entre l'Espagne et la France. | France        |
| 1620            | Basse-Navarre (Béarn)                                        |        | En 1594, le roi de Navarre Henri III accède au trône de France sous le nom d'Henri IV de France. Il décède en 1610, son fils Louis II (Louis XIII de France) lui succède comme roi de Navarre. En 1614, les États généraux décident pour rétablir la liberté du culte catholique, d’incorporer de façon définitive le Béarn à la France. Le juriste Jean-Paul Lescun fut nommé pour apporter les arguments prouvant la très ancienne indépendance du Béarn qui était toujours reconnue jusque-là de facto par les souverains français, anglais et espagnols. Le 25 juin 1617, Louis XIII, par un édit de mainlevée ordonne la restitution des biens du clergé confisqués et impose le libre exercice du culte catholique. La majorité protestante des États du Béarn repoussa ces dispositions. Louis XIII de France prit la tête de l’armée et occupa Pau puis Navarrenx. Le Béarn fut annexé à la couronne de France par l'édit du 28 octobre 1620. Les États se soumirent, cependant sans jamais signer les textes imposés par le roi. | France        |
| 1659            | Catalogne (Roussillon et Cerdagne septentrionale)            |        | Au traité des Pyrénées, Louis XIV conclut avec le roi d'Espagne un partage de la Catalogne. | France        |
| 1713            | Principauté d'Orange                                         |        | Louis XIV occupe plusieurs fois le territoire de la principauté. Une dernière occupation, à partir de 1702 mène à la reconnaissance définitive de l’acquisition au traité d'Utrecht. | France        |
| 1783            | Baléares                                                     |        | Cette section est vide, insuffisamment détaillée ou incomplète. Votre aide est la bienvenue ! Comment faire ? | Espagne       |
| 1713⇒1861 /1790 | République des Escartons                                     |        | Lors du traité d'Utrecht en 1713, les grandes puissances déterminent la frontière entre la France et la Savoie selon des critères géographiques. Les Escartons à l'Est des Alpes sont intégrés à la Savoie, sans que la souveraineté de ce territoire ne soit prise en compte. Ils seront par la suite intégrés à l'Italie lors de l'unification du pays. Les Escartons à l'Ouest des Alpes reçoivent en 1789 des révolutionnaires français. Ceux-ci leur expliquent que les Escartons étaient des précurseurs républicains et qu'ils devaient donc intégrer la France. La population se laisse convaincre en 1790. | Italie France |
| 1790            | Principauté souveraine de Bidache                            |        | Le 4 janvier 1790, Bidache, charge un notable, Louis Perret, « d'aller à Paris voir le duc de Gramont pour savoir si la souveraineté de Bidache doit rester dans l'état». Le 16 avril 1790 la ville apprit son rattachement à la France en écoutant la lecture des lettres patentes du Roi au sujet de la division du Royaume en départements. | France        |
| 1791            | Comtat Venaissin                                             |        | Le 12 septembre 1791, l’Assemblée nationale constituante vota la réunion du Comtat Venaissin au royaume de France, à la suite d'un référendum soumis aux habitants. | France        |
| 1793            | État d'Avignon                                               |        | Le 12 septembre 1791, l’Assemblée nationale constituante vota l’annexion d’Avignon. En 1793 les armées révolutionnaires entrent en Avignon. Le pape Pie VI, sous la menace d'invasion des autres États de l'Église par les armées françaises menées par le général Bonaparte, signe le traité de Tolentino, le 19 février 1797. | France        |
| 1802            | Minorque                                                     |        | Minorque était britannique en 1798, pendant les guerres de la Révolution française, mais a été finalement et de manière permanente cédée à l'Espagne par le traité d'Amiens en 1802. | Espagne       |
| 1860            | Nice                                                         |        | Napoléon III et Victor-Emmanuel II signent le traité de Turin, qui prévoit l'annexion de Nice à la France en échange d'une aide de Napoléon III contre les Autrichiens et d'une assistance à Victor-Emmanuel II dans son désir d'unifier l'Italie. | France        |
| 1860            | Piémont (Vallées occitanes)                                  |        | Idem ci-dessus. | Italie        |
| 1861            | Villes libres de Menton et Roquebrune                        |        | Après que ces villes ont déclaré leur indépendance de Monaco en 1848, la Chambre des députés et le Sénat sardes ratifient le traité de Turin en 1860. Le gouvernement de Napoléon III verse un dédommagement d’un montant de 4 millions de francs au prince Charles III de Monaco en compensation de l'abandon par la principauté de ses droits sur Menton et Roquebrune, communes qu'elle cède à la France le 2 février 1861 et qui y seront rattachées en septembre 1861. | France        |
| 1947            | Tende et La Brigue                                           |        | Transfert de l'Italie en vertu du traité de Paris. | France        |
| Indépendant     | Principauté d'Andorre                                        |        | En 1278, un traité instaure la souveraineté partagée de la principauté d'Andorre entre l’évêque d'Urgell, en Catalogne et le comte de Foix. Le titre de ce dernier fut transmis aux rois du royaume de Navarre puis aux rois de France, jusqu’au président de la République française. En 1993, la première constitution de l'Andorre a été adoptée par référendum. Celle-ci consacre de fait l'indépendance du pays et son entrée à l'ONU la même année. | Andorre       |
| Indépendant     | Principauté de Monaco                                        |        | Annexée par la France en 1793, la principauté retrouve son indépendance sous protectorat sarde en 1814. En 1962, une crise avec la France résultat d'un contentieux fiscal aboutit à une nouvelle constitution monégasque renforçant sa souveraineté. En 1991, Monaco entre à l’ONU. En 2003, un nouveau traité franco-monégasque permet à la Principauté de bénéficier d’un allègement de la tutelle politique de la France. Elle est admise, en 2004, au Conseil de l’Europe, avec la bénédiction française. | Monaco        |

## Religions
Le christianisme s'est implanté progressivement à partir des cités romaines. Toutefois d'autres cultes l'ont concurrencés tels que des religions orientales (Cybèle, Mithra) et des croyances ésotériques (Bacchus, Apollon). L'église chrétienne est déjà bien en place lors de l'arrivée des Goths de religion arienne au Ve siècle ce qui posa des problèmes entre les populations locales et le pouvoir Wisigoth. Le roi Euric (466-484) mis en œuvre une politique d'expansion territoriale et de gothisation qui passa aussi par une lutte contre les églises nicéennes locales. Au contraire son successeur Alaric II joua sur l'apaisement. Le métropolitain d'Agde convoqua les évêques et les grands au concile d'Agde (10 septembre 506) selon l'ordre et la permission du roi afin de préciser les rapports entre le roi arien et le clergé catholique. Cependant cette question ne fut pas traitée à ce moment et remise à plus tard. Par la suite, des alliés « bons chrétiens » venus du Nord, les Francs saliens, furent sollicités pour expulser les hérétiques wisigoths. Mais après les premières années de domination franque qui démarrèrent sous de bons auspices, commença une parcellisation politique peu appréciée liée au coutumes des Francs. L'arrivée de populations vasconnes dans ce qui deviendra la Gascogne, fuyant les persécutions des Goths d'Espagne, fut accueilli favorablement par l'église épiscopale afin de s'opposer à la politique royale. Au contraire, les rois francs perçurent cette nouvelle population comme indésirable.
Malgré l'implantation profonde du christianisme, on trouve des traces d'une survivance de croyances protohistoriques parfois jusqu'à l'époque récente. Ainsi le profil du martyr est présenté du IIIe au IXe siècle presque toujours de la même manière: le saint est décollé et céphalophore. Ce qui semble lié au mythe de l'héroïsation des guerriers dont les têtes étaient précieusement conservées et exposées après leur mort, afin de protéger la communauté. La coutume de l'ordination par l'eau froide lors des baptêmes d'enfants d'environ sept ans et parfois aussi d'adultes était investi d'une croyance en la possibilité de manifestation de la volonté divine. Le baptême était vécu comme un moment grave par toute la communauté. Le jugement divin apparaissant lors de l'écoute de la voix divine et relevait d'une mise en condition des hommes par l'immersion quasi baptismale d'un enfant, mais il pouvait aussi se manifester par la foudre, du tonnerre et des éclairs. Des traditions anciennes semblent conservées dans le christianisme tels que le voile qui recouvre les mariés pendant l'échange de promesse d'engagement, le signage à trois doigts attesté dans la Chanson de sainte Foi, la décoration des rues et de l'extérieur des maisons les jours de fête, l’imposition de la main sur la tête d'un enfant en signe de paix, la prière mains ouvertes, les danses et les chants sacrés, les processions et les offrandes autour de l'autel. Jusqu'au XIXe siècle ont été utilisées des stèles discoïdales placées aux pieds des sépultures. Les "cires de deuil", utilisées jusqu'à 1947, représentaient le défunt. Elles étaient censées protéger les membres de la famille contre la maladie et les périls mais encore assister les mourants.
L'Occitanie été un lieu de refuge et de développement pour des croyances en conflit avec le catholicisme romain :
- Catharisme : la lutte contre le catharisme a marqué un tournant de l'histoire de la région par l'annexion du Languedoc.
- Église vaudoise : au Moyen Âge une colonie s'est réfugiée dans le Sud de l'Italie, dans ce pays émigrèrent des groupes de personnes de religion vaudoise descendus des vallées Chisone, Pellice et Haute Susa (Piémont). Dans les vallées occitanes d’Italie les premiers documents en langue d’oc furent les textes religieux vaudois en 1400, aujourd’hui conservés dans d’importantes bibliothèques. Le fait est que les Vaudois furent un des premiers mouvements hérétiques du Moyen Âge. Ils s’inspirèrent du précepte Jésus-Christ « se dépouiller de tous ses biens pour les donner aux pauvres ». Depuis le début ils furent persécutés par l’Église. Malgré cela le mouvement vaudois se répandit de la Provence au Languedoc et même sur le versant alpin italien. Dans le Piémont italien, elle se développa plus qu’ailleurs et en 1532 l’Église vaudoise adhéra à la Réforme protestante de Calvin et Luther. Aujourd’hui l’Église vaudoise a son centre à Torre Pellice, La Tor en occitan. Ici, en feuilletant l’annuaire téléphonique, on trouvera des noms de famille occitans, français ou allemands, signe de rapports antiques avec l’Europe protestante.
- Judaïsme : Bayonne est devenu le plus grand centre français de réfugiés juifs séfarades (Espagne, Portugal). Le Comtat Venaissin a vu se développer une écriture de l'occitan avec des lettres hébraïques : le shuadit, dit judéo-provençal, langue aujourd'hui disparue depuis 1970.
- Antitrinitarisme : l'antitrinitarisme est une doctrine religieuse qui s'oppose à la Trinité divine. Elle est tour à tour appelée unitarisme, simplicité divine et arianisme. Elle est commune aux juifs, aux musulmans et à quelques mouvements chrétiens.
- L'islam n'a pas réussi à s'implanter dans la région de la marche narbonnaise un temps sous le contrôle des musulmans d'Al-Andalus[81].
- Le protestantisme s'est fortement implanté dans certaines régions. À une époque où la religion catholique et l'État français ne faisaient qu'un. Le choix de certains seigneurs de développer le calvinisme fut peut-être une affirmation d'hostilité à la France du Nord (Béarn notamment). Paradoxalement, la Bible réformée étant écrite en français. Cette langue connut un certain intérêt de la part des protestants.